# کلیستنیکس

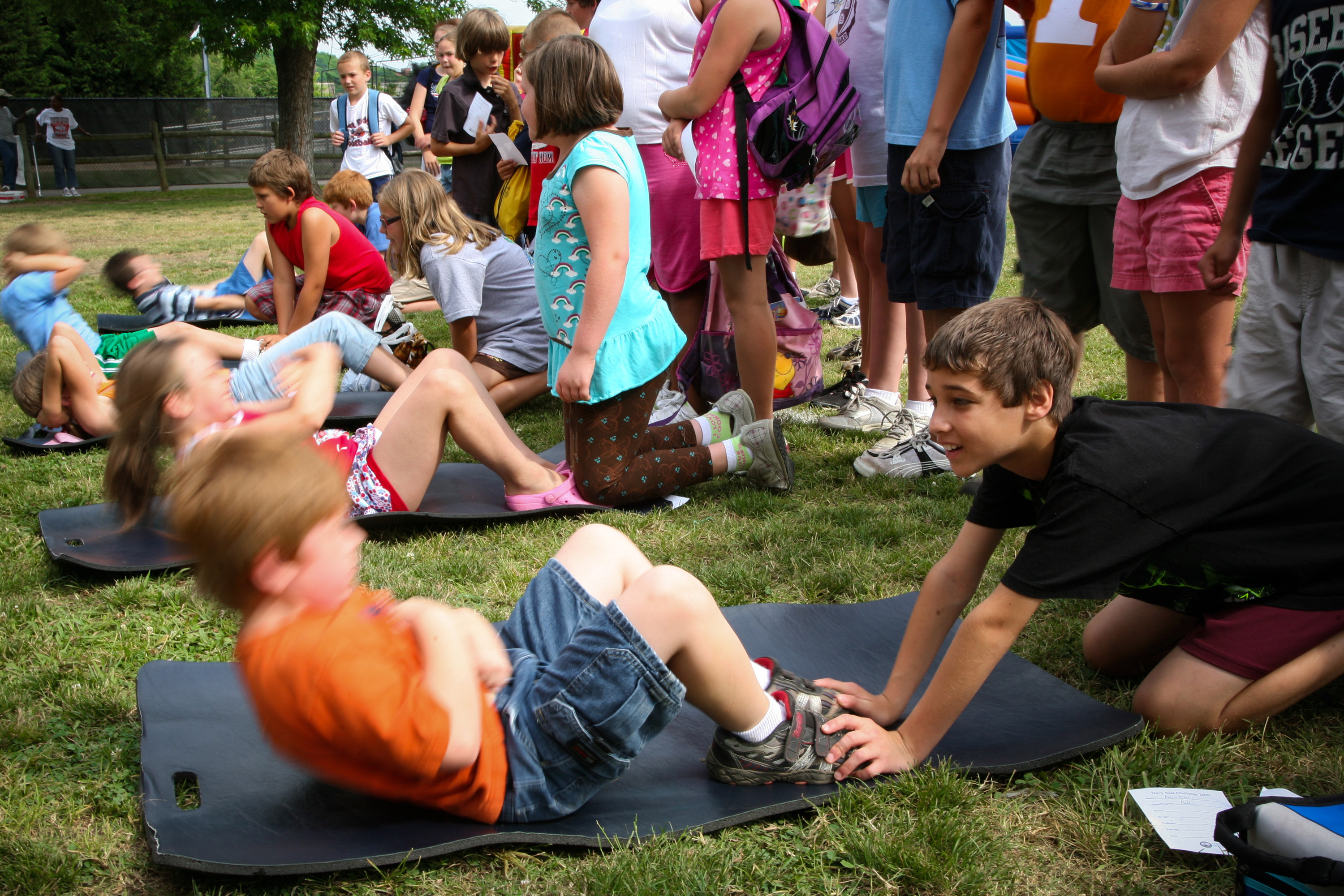
دانش‌آموزی در حال انجام حرکت دراز نشست (یکی از مشهورترین حرکات کلیستنیکس)

کلیستنیکس (به انگلیسی: Calisthenics) و یا ورزش خیابانی (به انگلیسی: Street Workout) گونه‌ای از تمرینات قدرتی است که با تکیه بر انقباض ایزوتونیک (نوعی انقباض ماهیچه‌ها در بدن انسان) موجب افزایش توان و قدرت تارهای ماهیچه انسان می‌شود. ویژگی بارز تمرینات کلیستنیکس این است که می‌توان آن‌ها را در محیطی غیر از باشگاه (مثلاً در پارک یا خانه) انجام داد.
کلیستنیکس به تمرینات با استفاده از وزن بدن نیز شناخته می‌شود. تمرینات کلیستنیکس، می‌توانند به خودی خود، به عنوان یک روتین ورزشی، برنامهٔ لاغری، بدنسازی، یا تناسب اندام بکار گرفته شوند و کاملاً مناسب تازه‌کارها، میانه‌روها، و حرفه‌ای‌ها است.
واژه کلیستنیکس ترکیبی از دو واژه یونانی باستان کلیس (κάλλος) به معنای "زیبایی" و تنیکس (σθένος) به معنای "قدرت" است.

## چند نمونه از تمرینات کلیستنیکس

### حرکات کلیستنیکس پرورش‌دهنده عضلات بالاتنه

#### حرکات کلیستنیکس پرورش‌دهنده عضلات سینه

##### شنا
- دست‌ها را به اندازه عرض شانه باز کرده روی زمین قرار می‌دهیم. (در این حالت انگشتان دست رو به جلو قرار دارند)
- مانند شکل بر روی زمین دراز می‌کشیم.
- در حالی که کمر و سایر اندامهایمان ثابت است تنها به وسیله دست‌ها خود را بالا می‌کشیم.
- هنگامی که دست‌ها از مفصل آرنج کاملاً صاف شدند به آرامی پایین می‌رویم.
- روند پایین رفتن را تا جایی ادامه می‌دهیم که سینه‌مان با زمین فاصله بسیار کمی مثلاً در حدود ۲الی ۳ سانتیمتر داشته باشد، سپس دوباره بالا می‌رویم.
- در انجام این حرکت جهت به وجود آوردن فشار بیشتر می‌توان مانند شکل پاها را در جایی بلند مثل یک صندلی یا پله قرار داد.

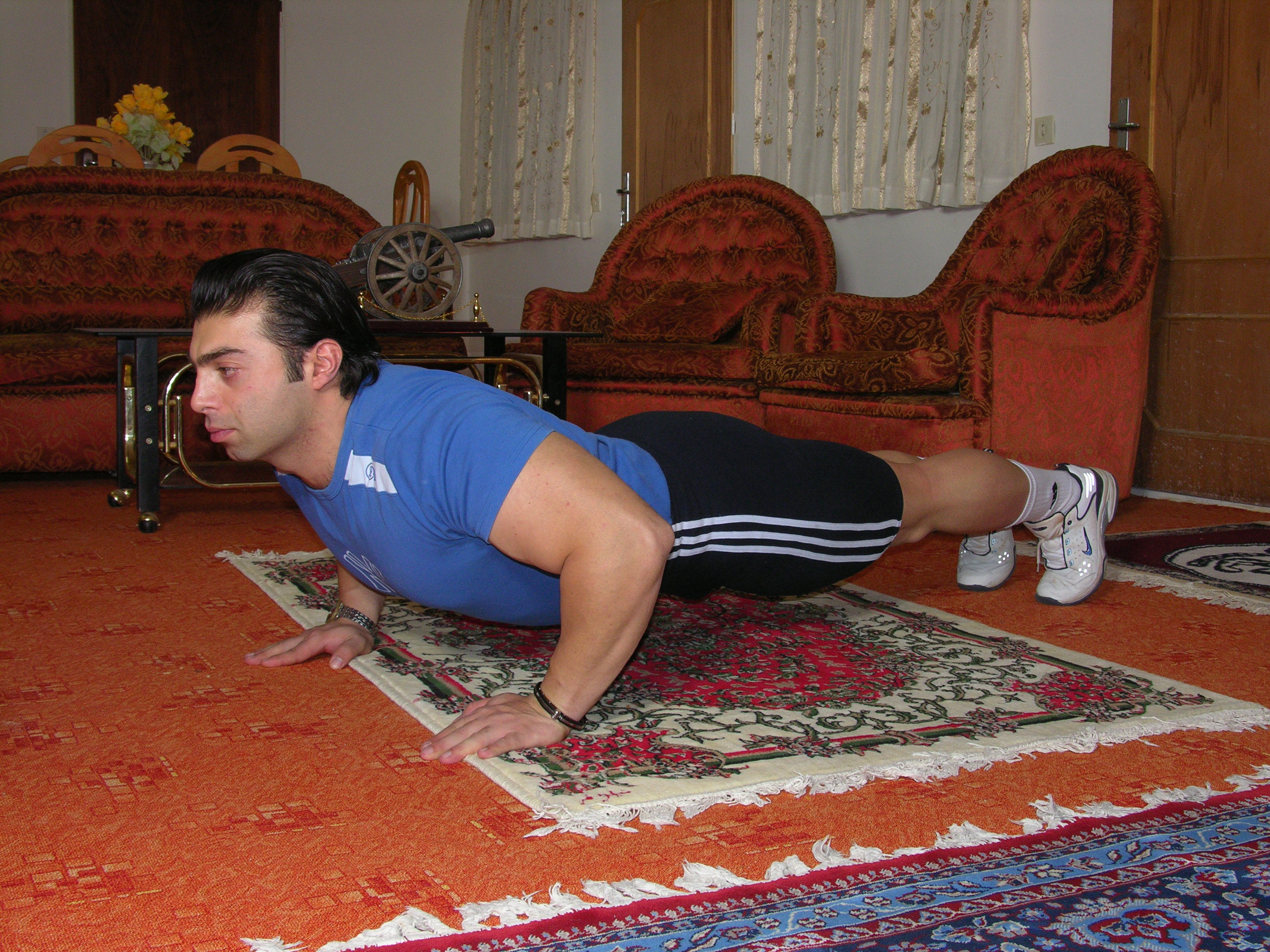
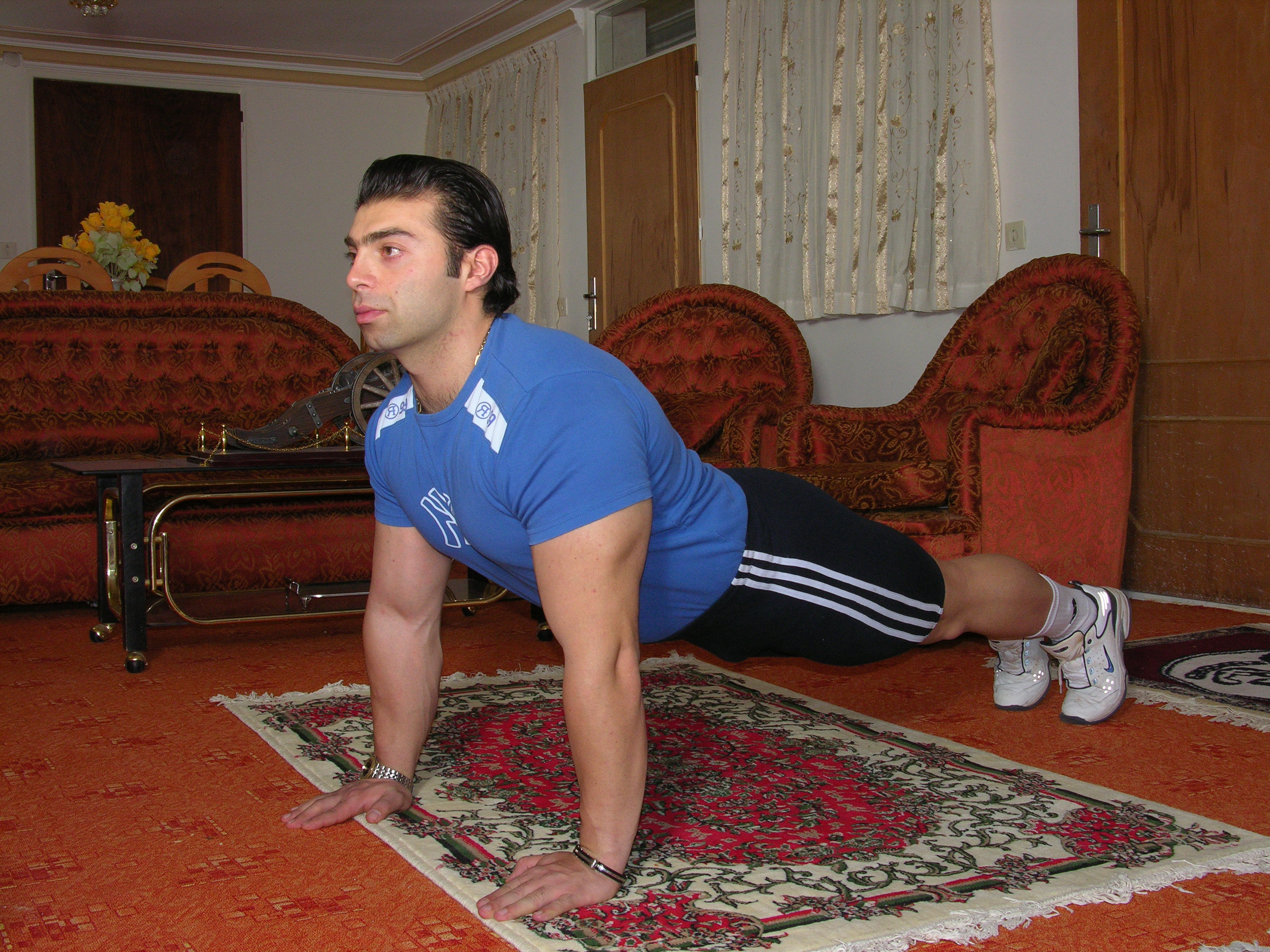
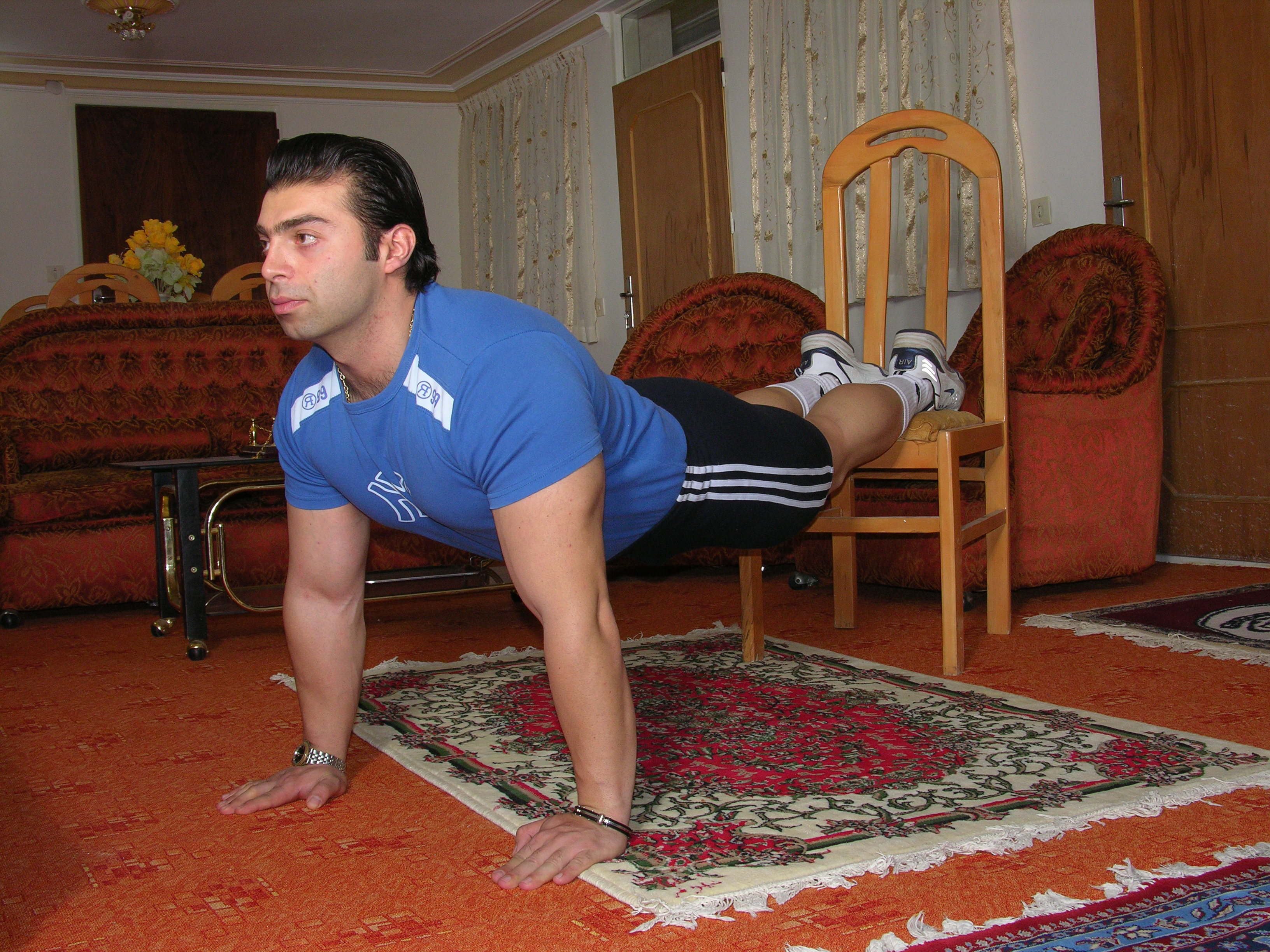

- تعداد دفعات انجام حرکت را تا زمانی که ست به پایان نرسیده ادامه می‌دهیم.
- نکته مهم در انجام این حرکت درست انجام دادن آن است.

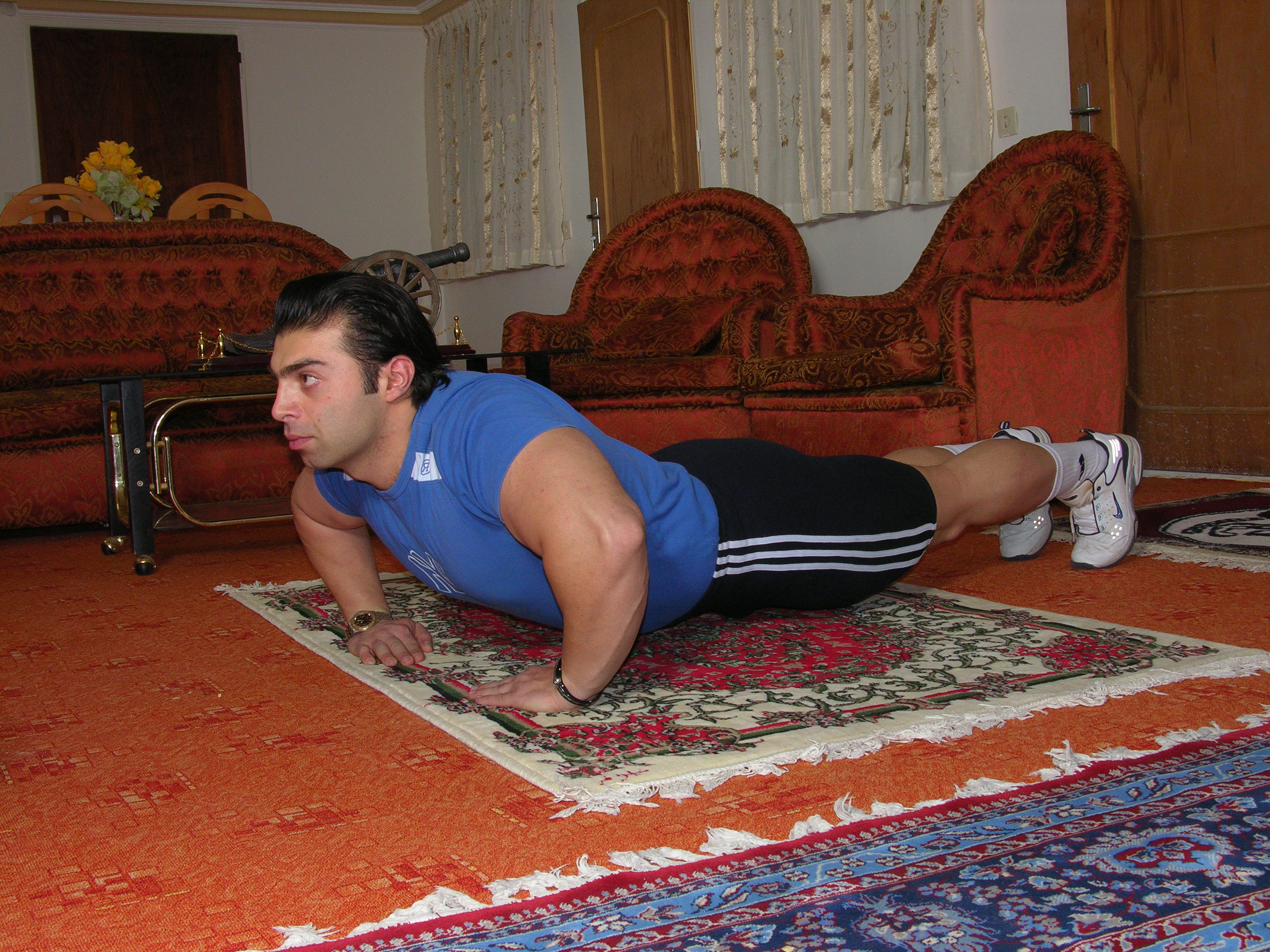
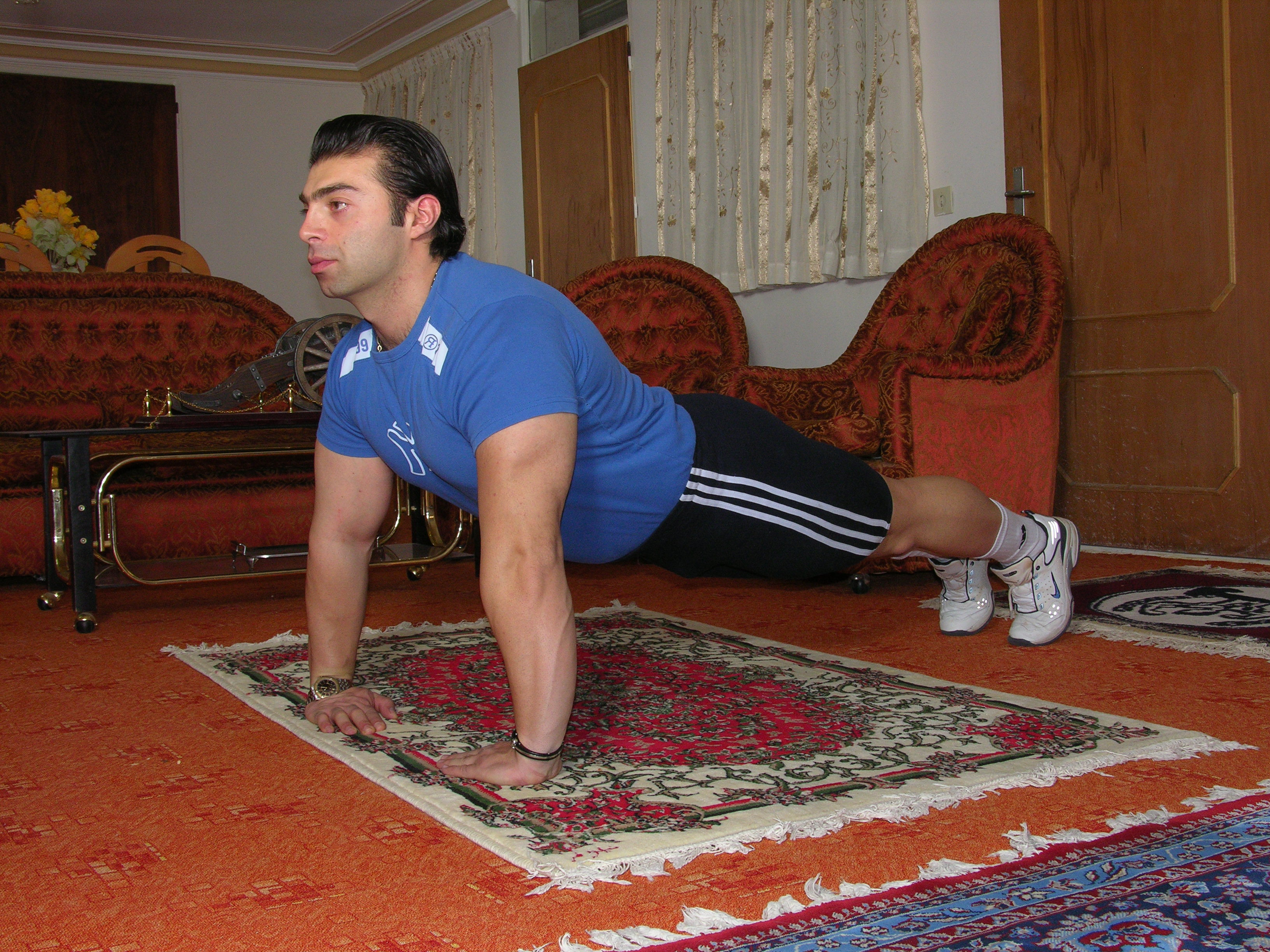

- نحوه تنفس: بازدم در هنگام بالا رفتن و دم در هنگام پایین آمدن.
- اثر حرکت:

1. عضلات ناحیه سینه
2. عضله سه سر بازو
3. عضلات ناحیه شانه و پشت

##### پارالل
- مانند شکل دو صندلی را به اندازه عرض شانه‌ها پشت به پشت در کنار یکدیگر قرار داده و در بین آن‌ها قرار می‌گیریم.
- مانند شکل صندلی‌ها را گرفته و سعی می‌کنیم بدون اینکه تعادلمان به هم بخورد زانوها را خم نماییم.
- تا جایی که امکان دارد پایین می‌رویم، هنگامی که به پایین‌ترین نقطه ممکن رسیدیم خود را بالا می‌کشیم تا به حالت اول بازگردیم.
- در صورت ناتوانی در انجام این حرکت می‌توان از پاها کمک گرفت، به این صورت که هر جا نیاز به کمک داشتیم پاها را به زمین فشار داده خود را بالا ببریم.

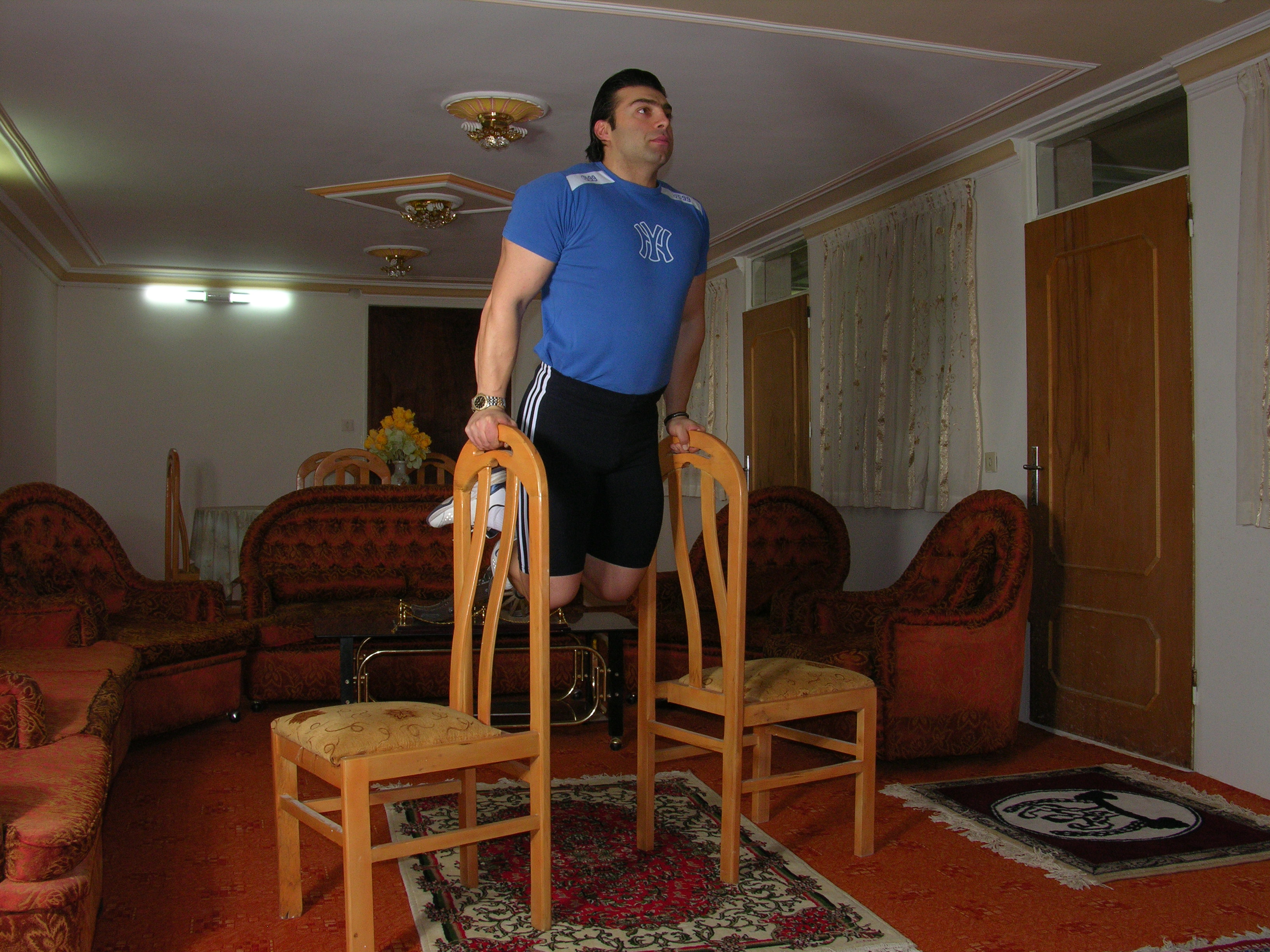
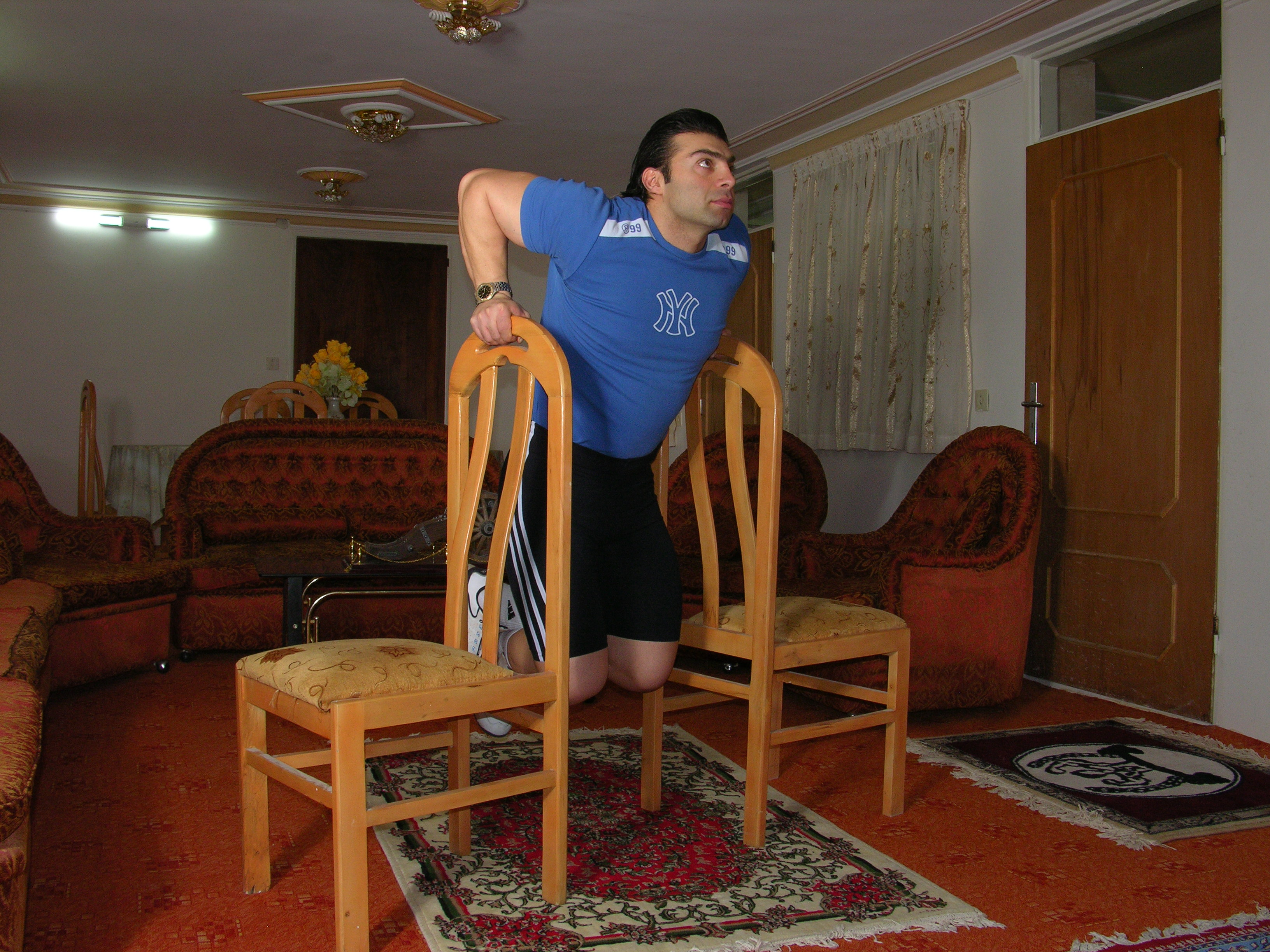

- تعداد دفعات انجام حرکت را تا زمانی که ست به پایان نرسیده ادامه می‌دهیم.

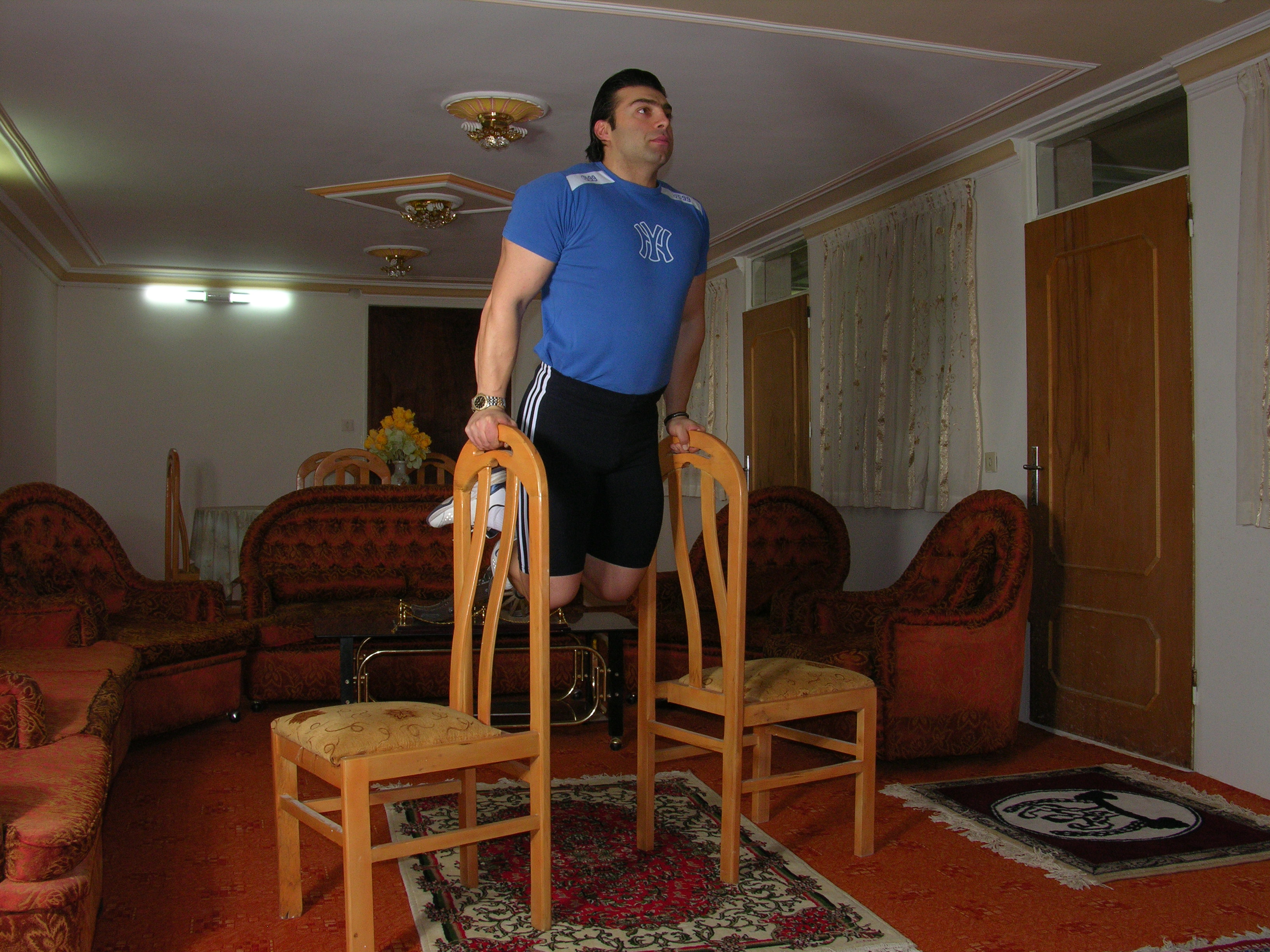
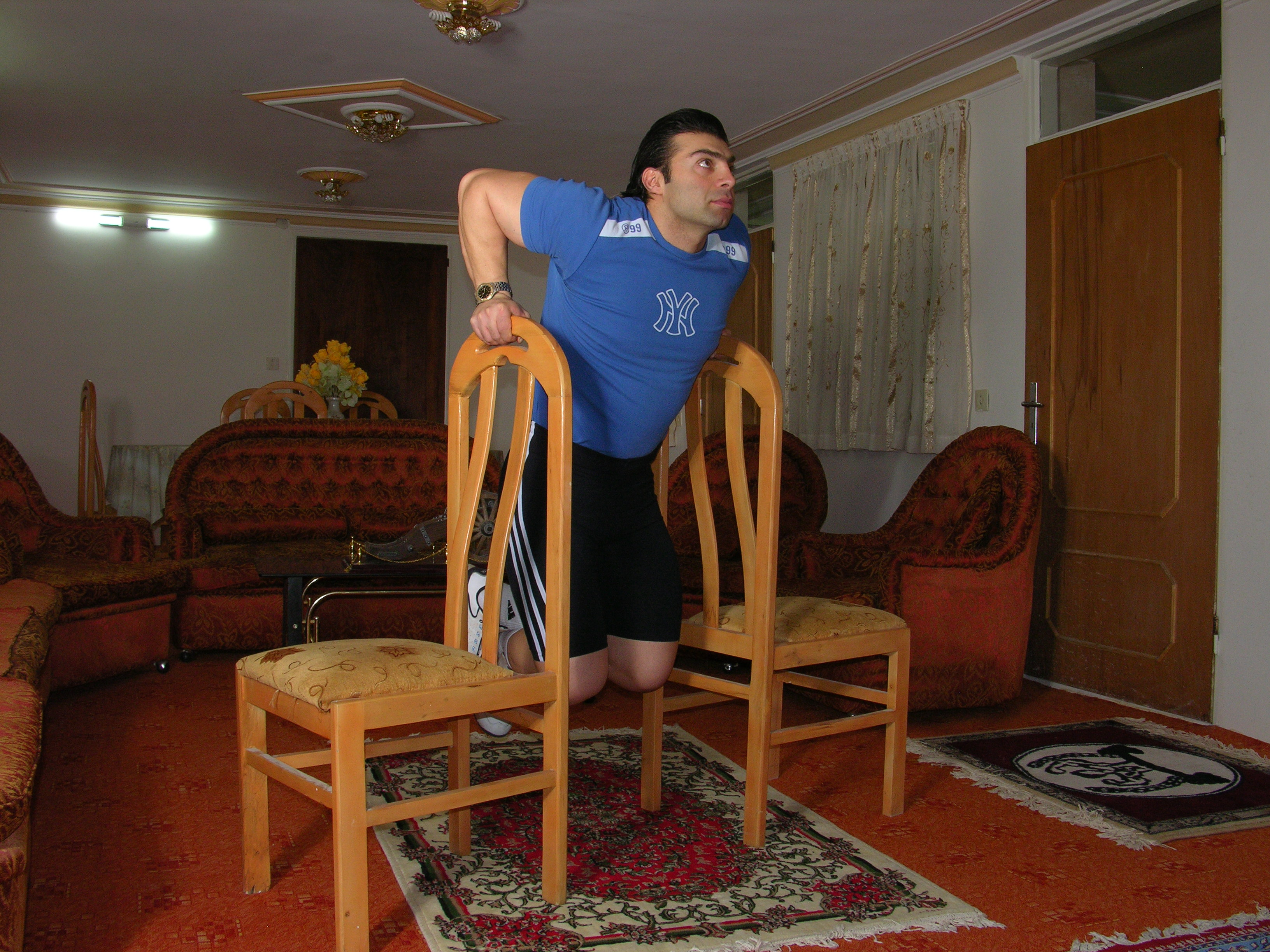

- نحوه تنفس: بازدم در هنگام بالا رفتن و دم در هنگام پایین آمدن.
- اثر حرکت:

1. عضلات ناحیه سینه
2. عضله سه سر بازو
3. عضلات ناحیه شانه و پشت

#### حرکات کلیستنیکس پرورش‌دهنده عضلات شانه

##### شنا
- دست‌ها را به اندازه عرض شانه باز کرده روی زمین قرار می‌دهیم. (در این حالت انگشتان دست کاملاً رو به داخل قرار دارند)
- مانند شکل بر روی زمین دراز می‌کشیم.
- در حالی که کمر و سایر اندامهایمان ثابت است تنها به وسیله دست‌ها خود را بالا می‌کشیم.
- هنگامی که دست‌ها از مفصل آرنج کاملاً صاف شدند به آرامی پایین می‌رویم.
- روند پایین رفتن را تا جایی ادامه می‌دهیم که سینه‌مان با زمین فاصله بسیار کمی مثلاً در حدود ۲الی ۳ سانتیمتر داشته باشد، سپس دوباره بالا می‌رویم.
- در انجام این حرکت جهت به وجود آوردن فشار بیشتر می‌توان پاها را در جایی بلند مثل یک صندلی یا پله قرار داد.
- تعداد دفعات انجام حرکت را تا زمانی که ست به پایان نرسیده ادامه می‌دهیم.
- نکته مهم در انجام این حرکت درست انجام دادن آن است.

- نحوه تنفس: بازدم در هنگام بالا رفتن و دم در هنگام پایین آمدن.
- اثر حرکت:

1. عضلات ناحیه شانه و پشت
2. عضله سه سر بازو
3. عضلات ناحیه سینه

##### جک چاقویی
- این حرکت بسیار شبیه شنا است با این تفاوت که باسن بالا بوده و حرکت به جای اینکه روی سینه پرس شود روی سر انجام می‌شود.
- دست‌ها را به اندازه عرض شانه باز کرده طوری روی زمین قرار می‌دهیم که با پنجه پایمان ۱متر فاصله داشته باشد. (در این حالت انگشتان دست کاملاً رو به جلو قرار دارند)
- مانند شکل سر خود را خم می‌کنیم.
- در حالی که کمر و سایر اندامهایمان ثابت است تنها به وسیله دست‌ها خود را بالا می‌کشیم.
- هنگامی که دست‌ها از مفصل آرنج کاملاً صاف شدند به آرامی پایین می‌رویم.
- روند پایین رفتن را تا جایی ادامه می‌دهیم که سر مان با زمین فاصله بسیار کمی مثلاً در حدود ۲الی ۳ سانتیمتر داشته باشد، سپس دوباره بالا می‌رویم.

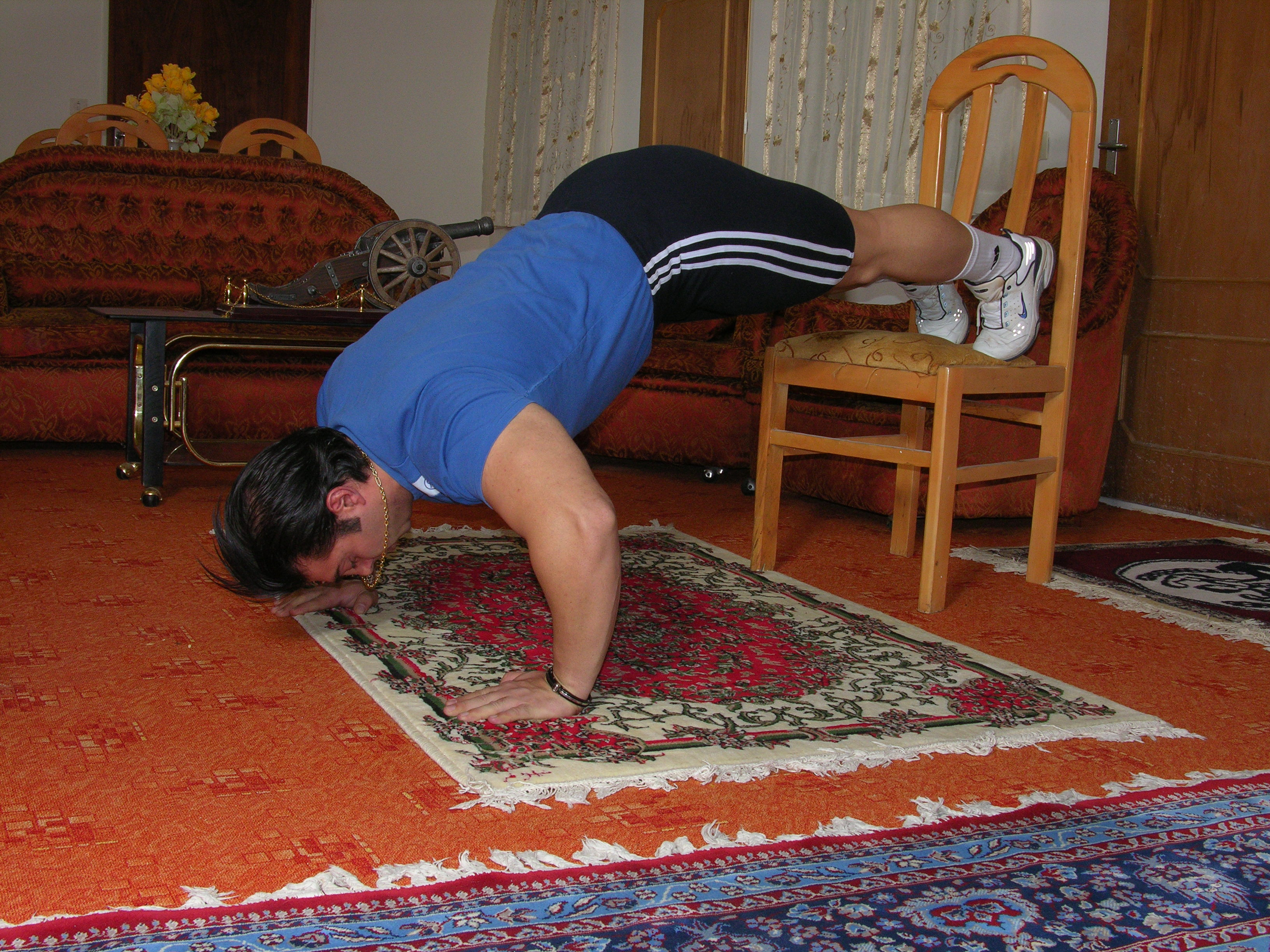
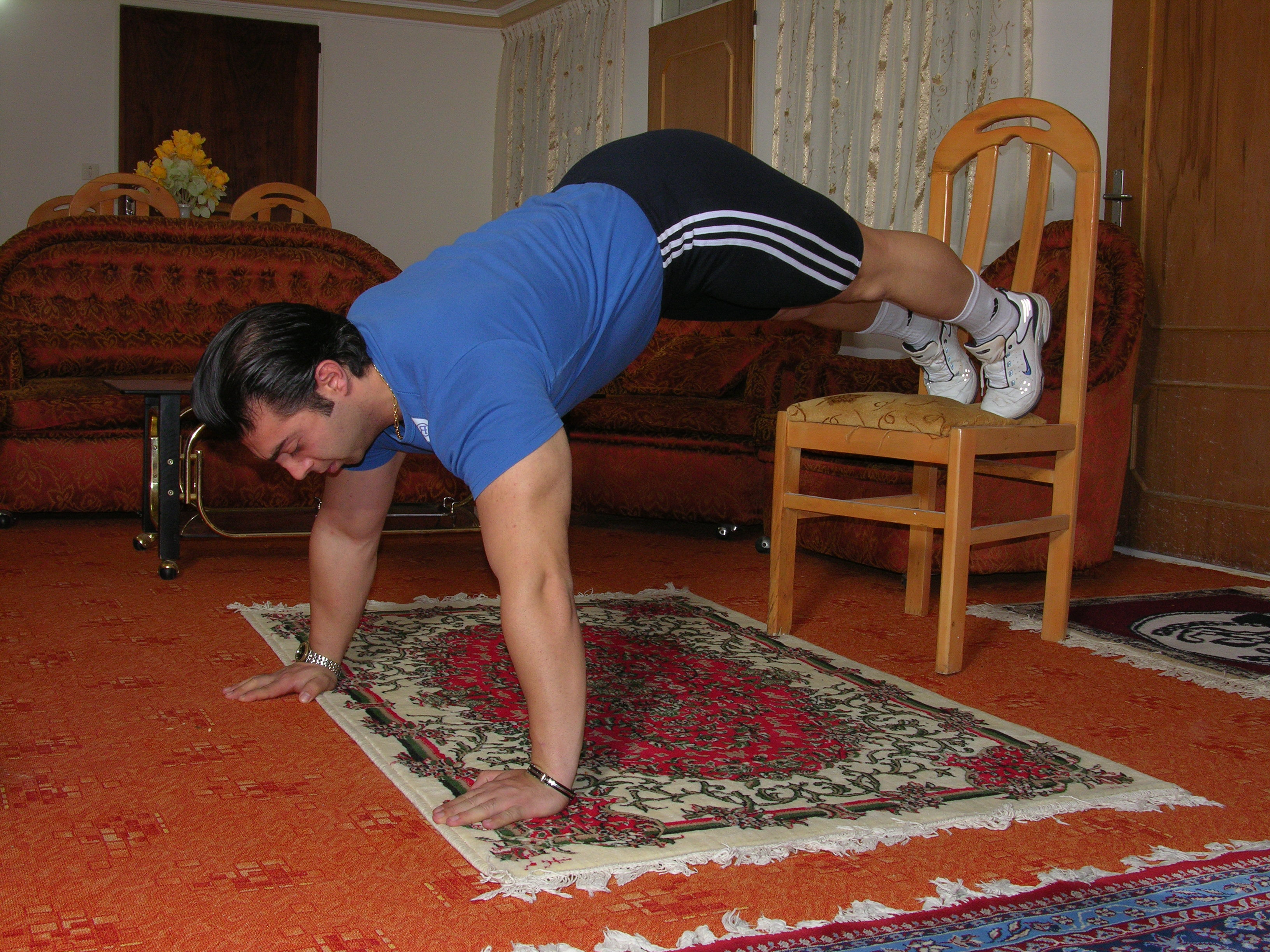

- در انجام این حرکت جهت به وجود آوردن فشار بیشتر می‌توان پاها را در جایی بلندتر قرار داد.
- تعداد دفعات انجام حرکت را تا زمانی که ست به پایان نرسیده ادامه می‌دهیم.
- نکته مهم در انجام این حرکت درست انجام دادن آن است.
- نحوه تنفس: بازدم در هنگام بالا رفتن و دم در هنگام پایین آمدن.
- اثر حرکت:

1. عضلات ناحیه شانه و پشت
2. عضله سه سر بازو
3. عضلات ناحیه سینه

##### صلیب به کمک حریف تمرینی
- در برابر یا پشت به یار تمرینی خود ایستاده دست‌ها را به حالت صلیب باز می‌کنیم.
- در این حالت از حریف تمرینی خود می‌خواهیم تا دست‌هایمان را به آرامی پایین بکشد.
- هنگامی که دست‌هایمان در کنار بدن قرار گرفتند بدون اینکه دست‌ها را از مفصل آرنج خم نماییم آن‌ها را بالا می‌آوریم تا دوباره به شکل صلیب قرار گیرند.

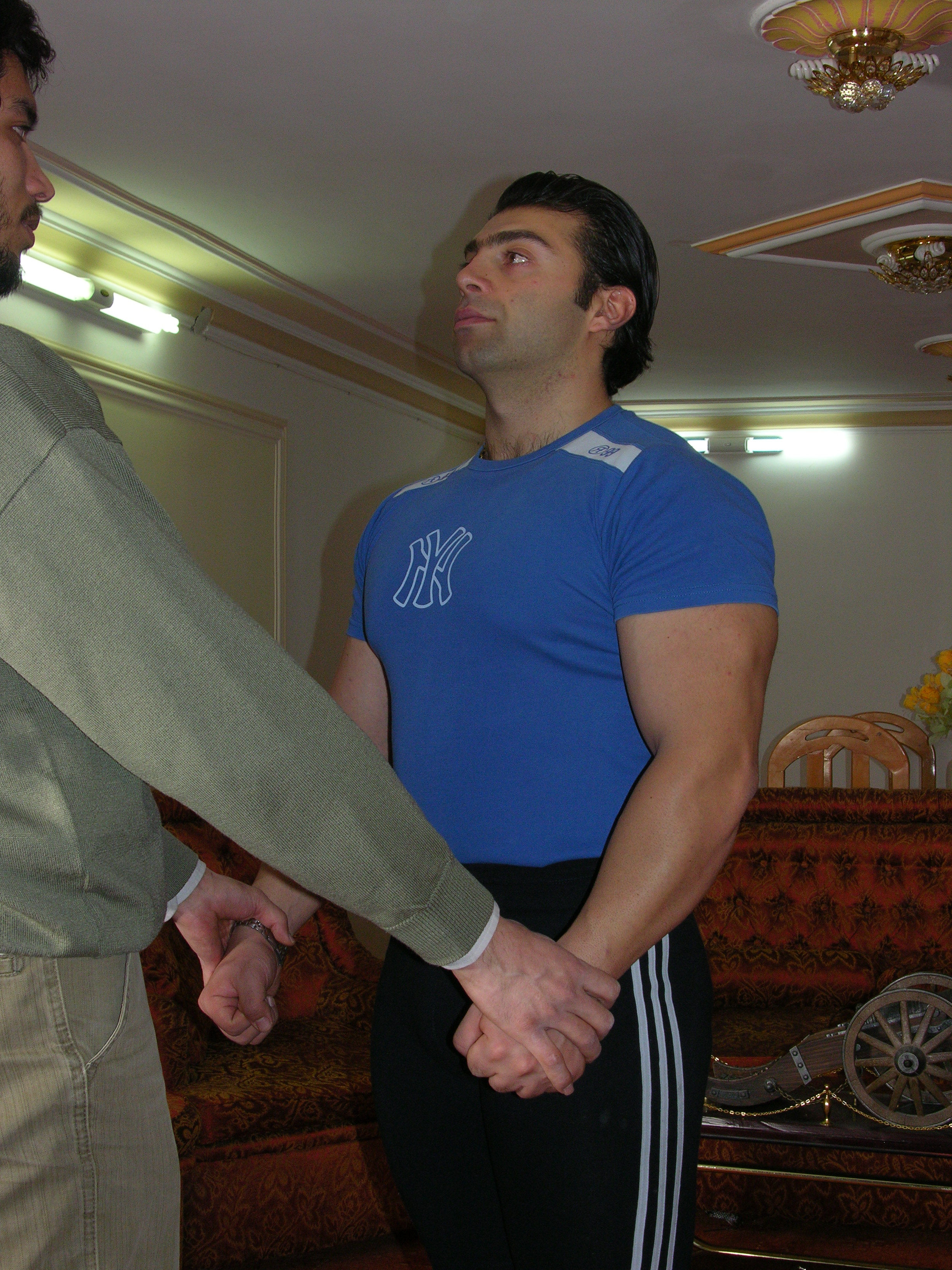
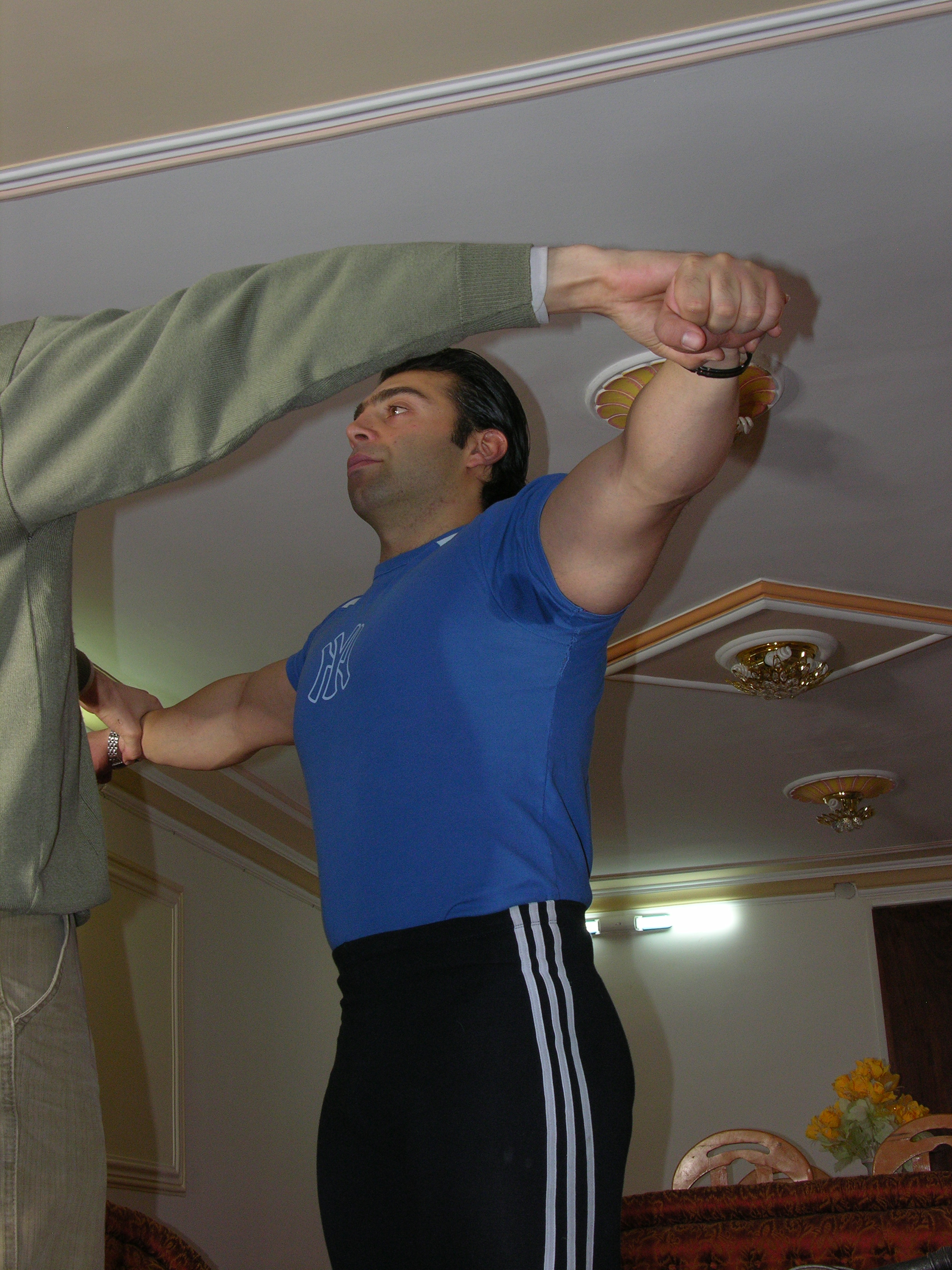

- تعداد دفعات انجام حرکت را تا زمانی که ست به پایان نرسیده ادامه می‌دهیم.
- نحوه تنفس: دم در هنگام پایین آوردن و بازدم در زمان بالابردن.
- اثر حرکت:

1. این حرکت عضله دلتوئید و عضله فوق خاری را حجیم می‌نماید.
2. عضله سینه‌ای کوچک و عضلات عمق ناحیه شانه نیز در این حرکت پرورش می‌یابند.

#### حرکات کلیستنیکس پرورش‌دهنده عضلات بازو

##### بارفیکس دست جمع
- از آنجا که این حرکت به آمادگی جسمانی بالایی نیاز دارد انجام آن برای اشخاص مبتدی توصیه نمی‌شود، اما می‌توان آن را به کمک حریف تمرینی خود انجام داد.
- در حالی که کف دست‌ها رو به جلو قرار دارد و دست‌ها کمی کمتر از عرض باز کرده‌ایم میله بارفیکس را می‌گیریم.
- بدن خود را کاملاً صاف می‌کنیم.
- خود را به سمت بالا می‌کشیم تا جایی که چانه‌مان به میله برخورد نماید.
- هنگامی که پایین می‌آییم کمی بدن خود را به عقب می‌دهیم.
- تعداد دفعات انجام حرکت را تا زمانی که ست به پایان نرسیده ادامه می‌دهیم.
- نکته مهم در انجام این حرکت اینست که در انجام آن پاهای خود را حرکت ندهیم.
- نحوه تنفس: بازدم در هنگام بالا رفتن و دم در هنگام پایین آمدن.

- اثر حرکت:

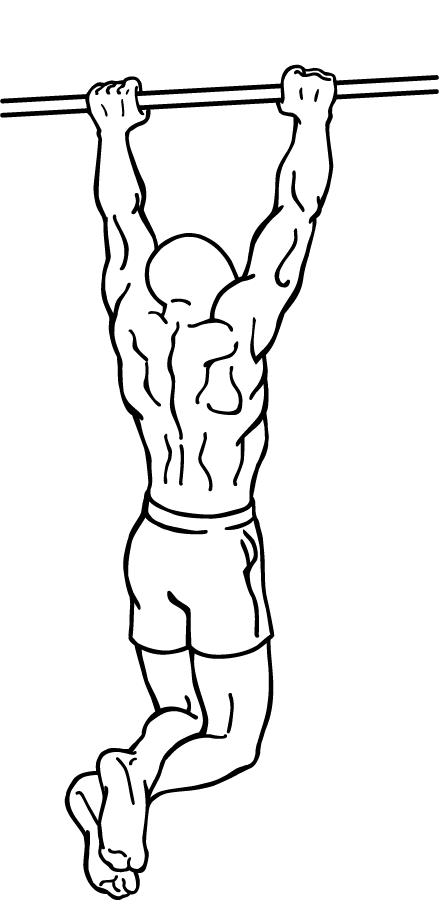
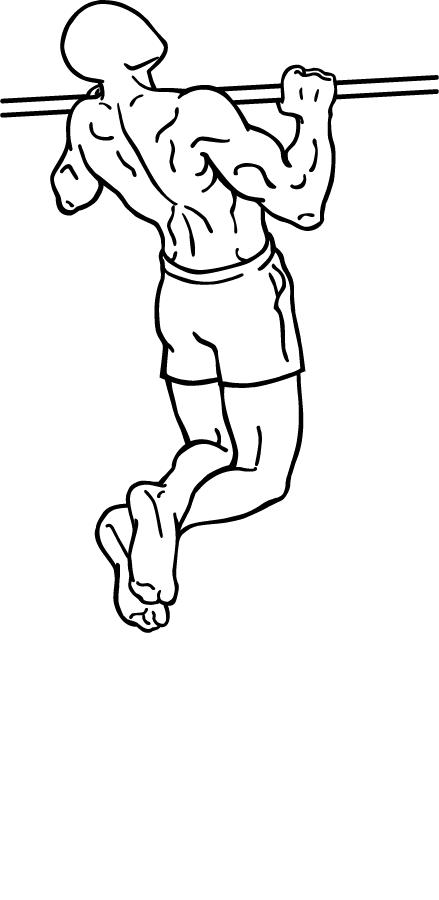

1. این حرکت عضله دوسر را حجیم و کشیده می‌نماید.
2. عضلات ناحیه سینه نیز در این حرکت پرورش می‌یابند.
3. عضلات پشت بازو، دلتوئید و عضلات ناحیه پشت نیز در انجام این حرکت در گیر می‌شوند.

##### جلو بازو ایستاده به کمک حریف تمرینی
- مانند شکل ایستاده و حوله‌ای را در دست می‌گیریم.
- از حریف تمرینی خود می‌خواهیم تا دو سر حوله را گرفته و در برابر بالا بردن آن توسط ما مقاومت نماید. (البته این مقاومت باید کنترل شده باشد)
- با توجه به این نکته که دستانمان از مفصل شانه حرکتی ندارند تنها با خم کردن مفصل آرنج و انقباض عضله دوسر دستان خود را بالا می‌آوریم.
- هنگامی که دستانمان به بالاترین نقطه رسیدند به آرامی اجازه می‌دهیم تا پایین بیایند.
- تعداد دفعات انجام حرکت را تا زمانی که سِت به پایان نرسیده ادامه می‌دهیم.
- در هنگام اجرای این حرکت می‌توانید دست‌ها را بازتر یا جمع‌تر از حد معمول بگیریم. اگر دست‌ها را بازتر از حد معمول بگیریم اثر حرکت به قسمت کناره داخلی عضله دوسر منتقل می‌شود و اگر دست‌ها را جمع تر از حد متداول بگیریم اثر حرکت به کناره خارجی عضله دوسر منتقل می‌گردد.

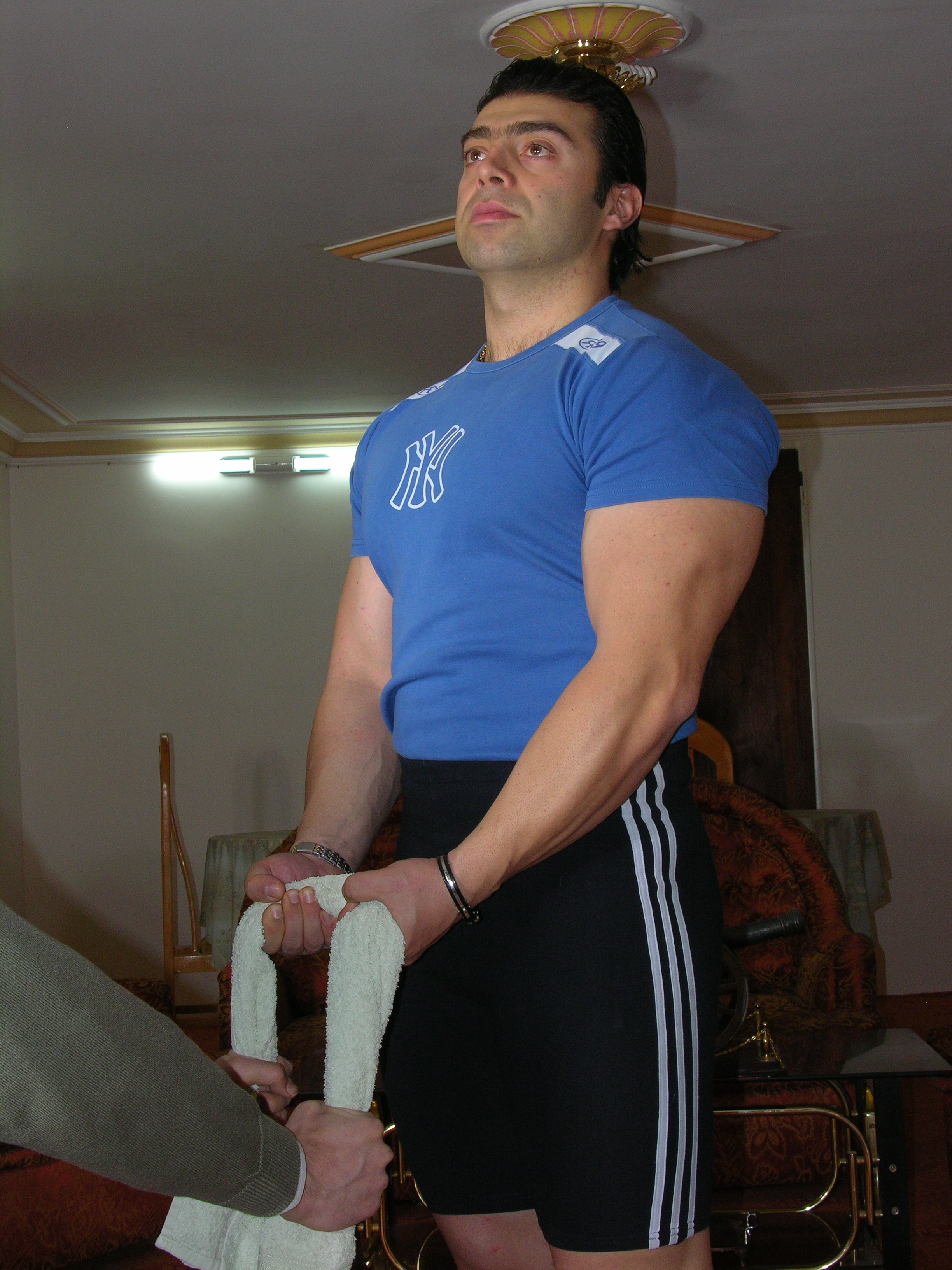
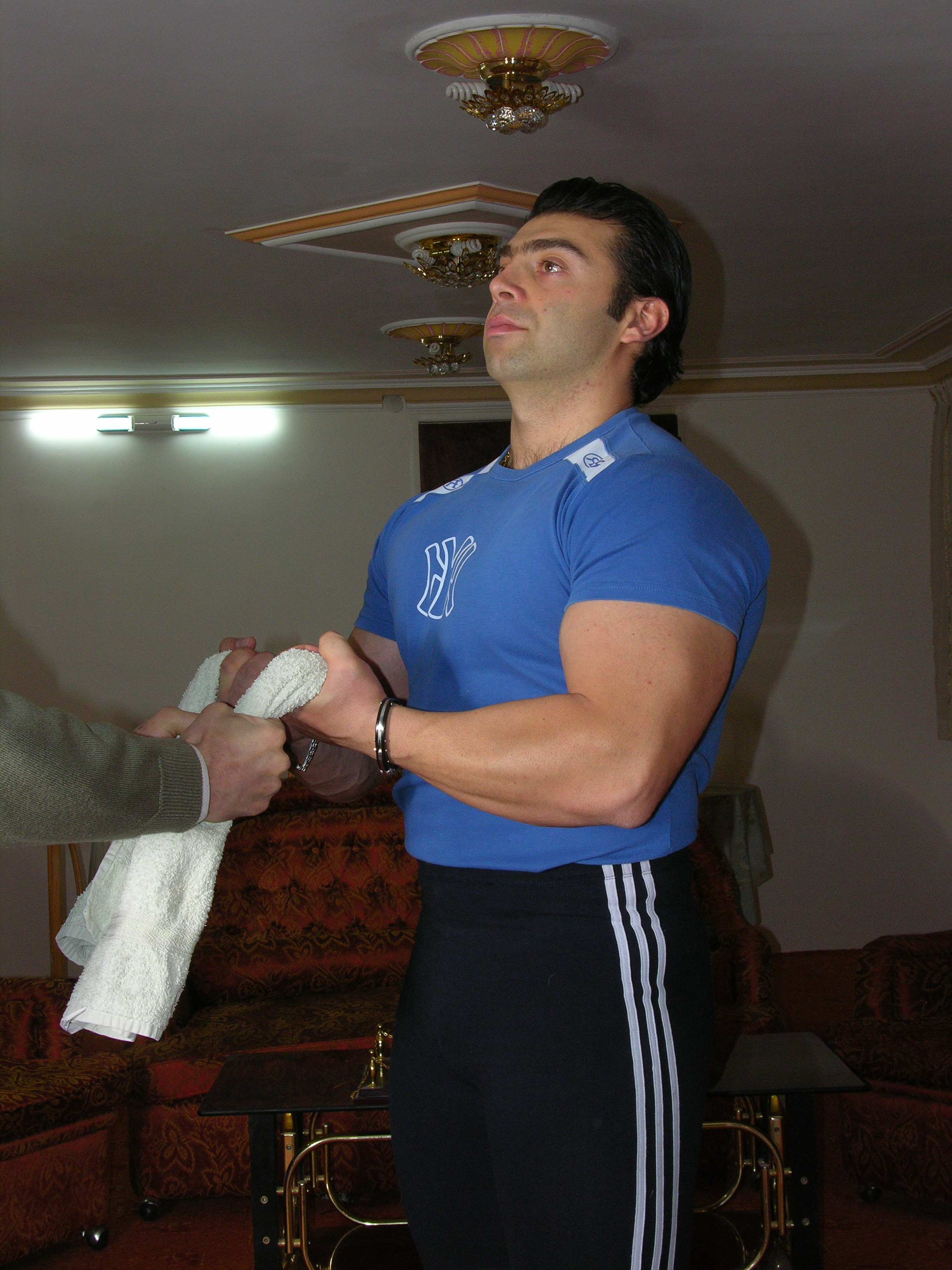

- نحوه تنفس: بازدم در هنگام بالا بردن و دم در هنگام پایین آوردن.
- اثر حرکت:

1. این حرکت عضله دوسر را حجیم می‌نماید.
2. عضلات ناحیه سینه نیز در این حرکت پرورش می‌یابند.
3. عضلات پشت بازو و دلتوئید نیز در انجام این حرکت در گیر می‌شوند.

##### جلو بازو به کمک میله
- بر روی لبه یک صندلی نشسته و مانند شکل یک میله یا یک چوب جارو را زیر زانوی چپ و بالای ران راست قرار می‌دهیم.
- دست‌ها را به اندازه عرض شانه باز کرده و میله یا چوب را می‌گیریم.
- مانند حرکت پیشین بدون اینکه دست‌ها از مفصل آرنج حرکتی داشته باشند با انقباض عضله دوسر آن‌ها را بالا می‌آوریم.
- سپس به آرامی اجازه می‌دهیم تا دست‌هایمان پایین بروند.
- تعداد دفعات انجام حرکت را تا زمانی که ست به پایان نرسیده ادامه می‌دهیم.
- در هنگام اجرای این حرکت می‌توانید دست‌ها را بازتر یا جمع تر از حد معمول بگیریم. اگر دست‌ها را بازتر از حد معمول بگیریم اثر حرکت به قسمت کناره داخلی عضله دوسر منتقل می‌شود و اگر دست‌ها را جمع تر از حد متداول بگیریم اثر حرکت به کناره خارجی عضله دوسر منتقل می‌گردد.

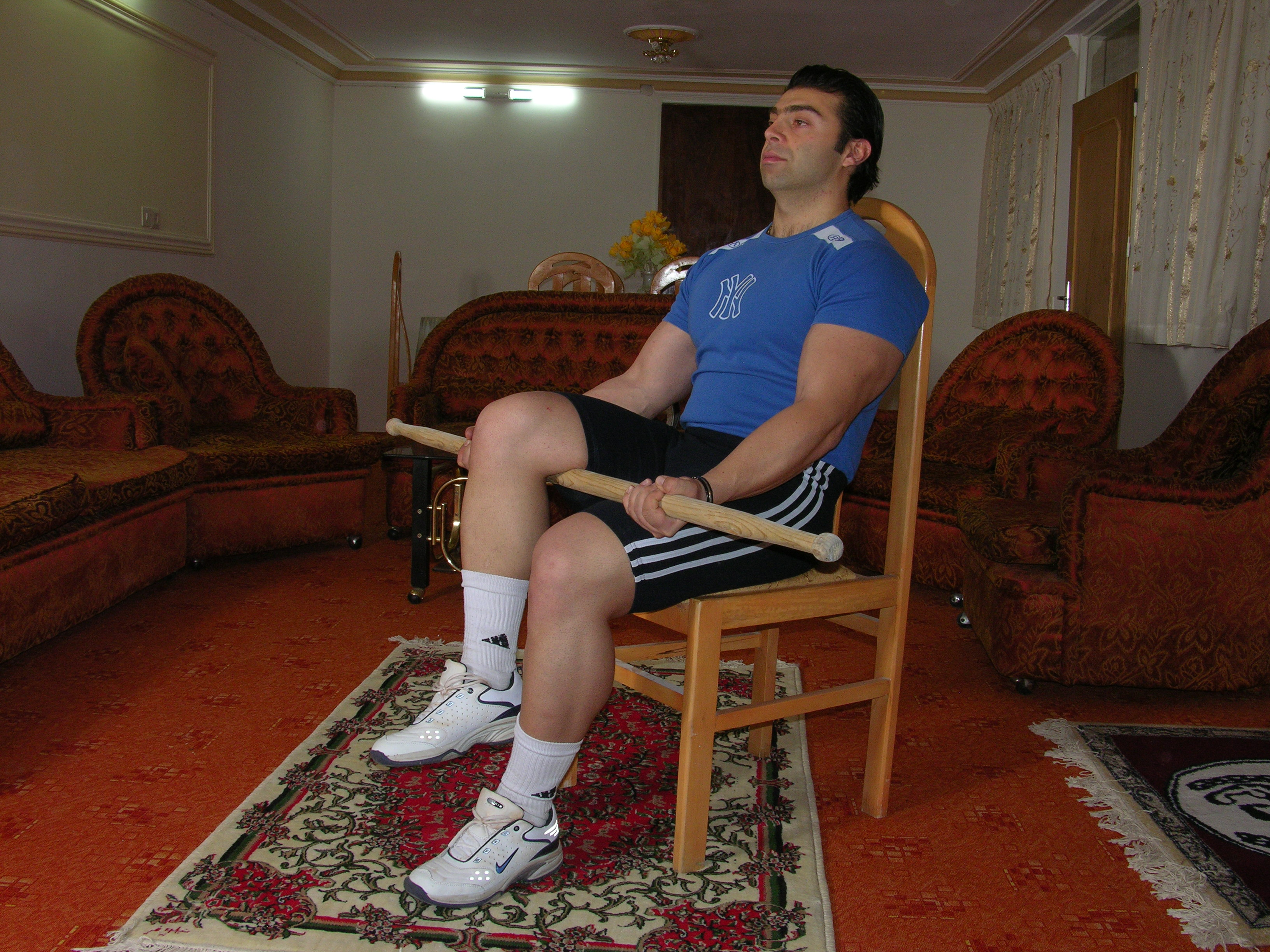
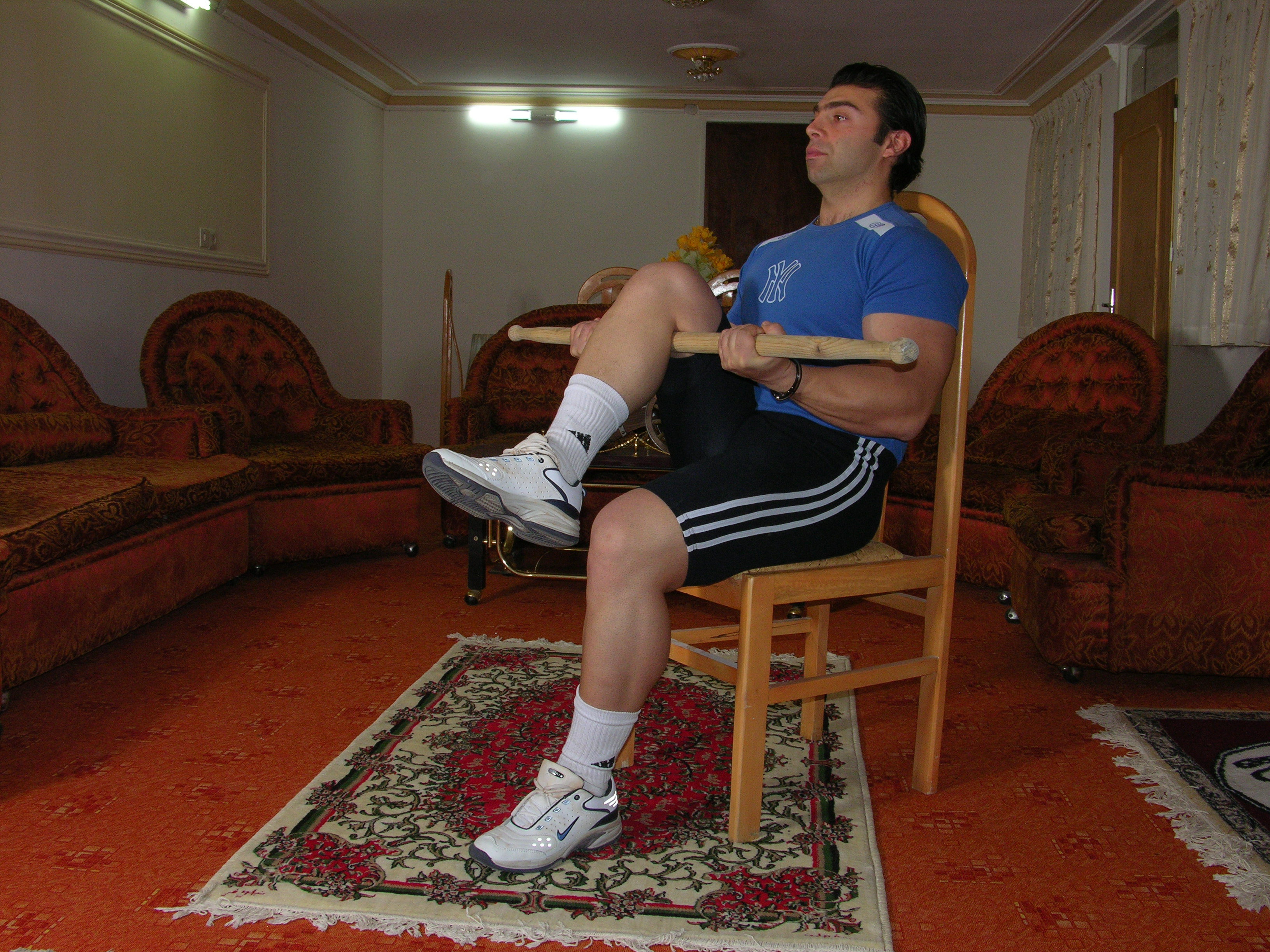

- نحوه تنفس: بازدم در هنگام بالا بردن و دم در هنگام پایین آوردن.
- اثر حرکت:

1. این حرکت عضله دوسر را حجیم می‌نماید.
2. عضلات ناحیه سینه نیز در این حرکت پرورش می‌یابند.
3. عضلات ناحیه شانه نیز در انجام این حرکت در گیر می‌شوند.

##### تمرین متناوب جلو بازو
- به صورت معمولی می‌ایستیم.
- مشت‌ها را گره کرده و دست‌ها را به صورت متناوب بالا و پایین می‌بریم.
- در ضمن بالا و پایین بردن دست‌ها عضله دوسر را منقبض می‌نماییم.
- این تمرین را می‌توان به عنوان گرم‌کننده عضله دو سر به کار برد همچنین می‌توان در ضمن پایین بردن عضله سه سر را منقبض نمود.

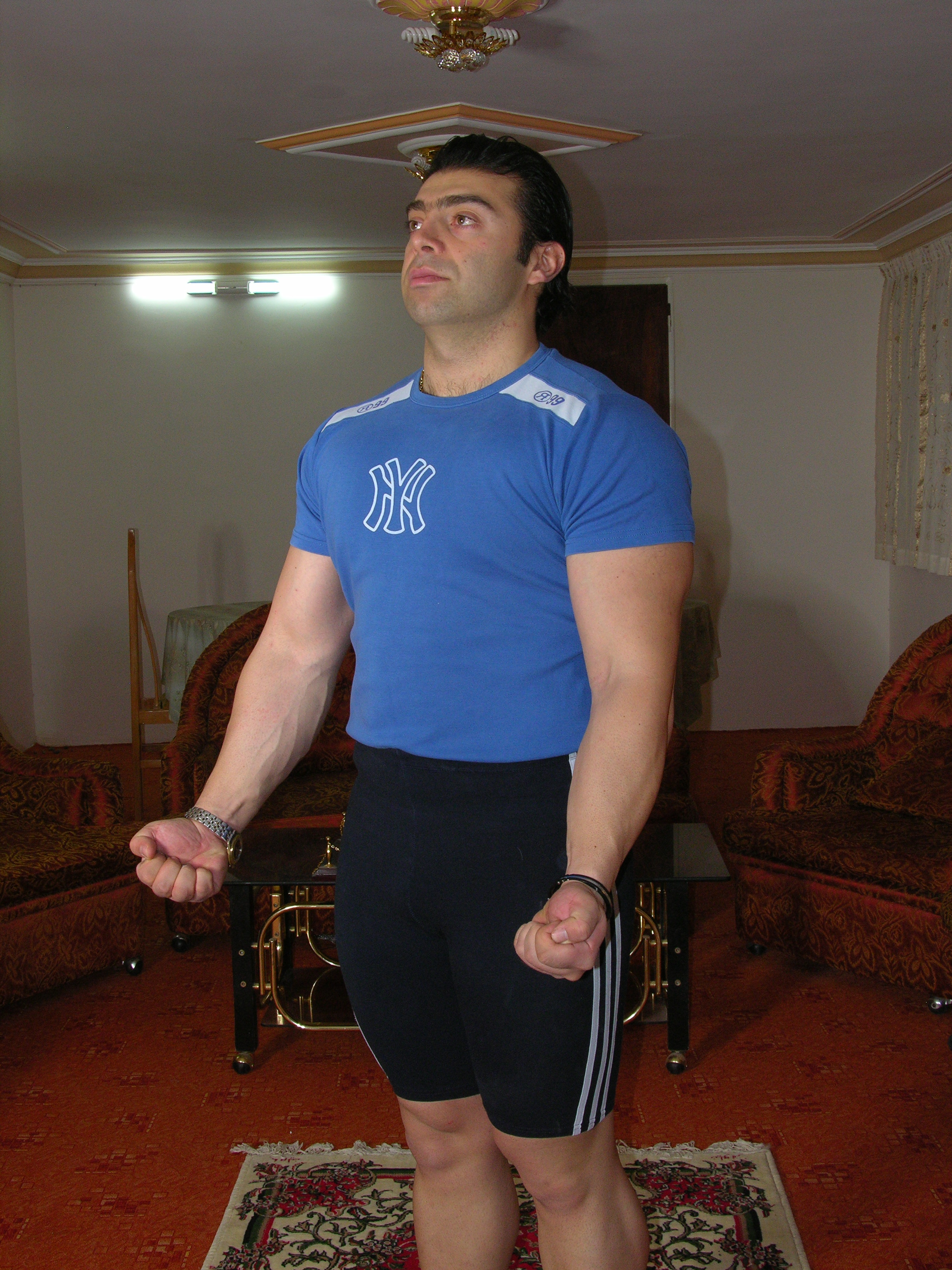
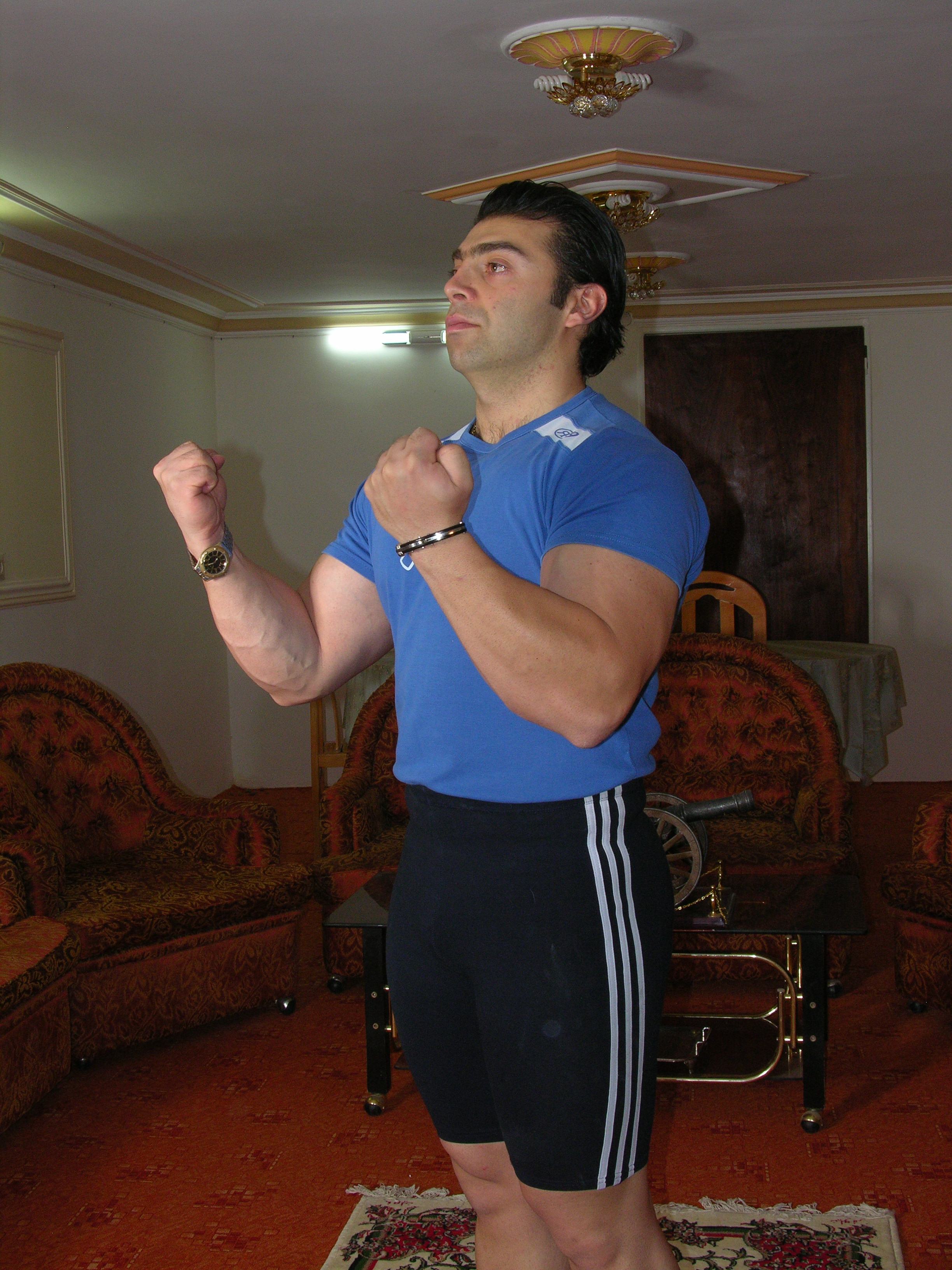

- نحوه تنفس: بازدم در هنگام بالا بردن و دم در هنگام پایین آوردن.
- اثر حرکت:

1. این حرکت عضله دوسر را حجیم می‌نماید.
2. عضلات ناحیه سینه نیز در این حرکت پرورش می‌یابند.
3. عضلات ناحیه شانه نیز در انجام این حرکت در گیر می‌شوند.

#### حرکات کلیستنیکس پرورش‌دهنده عضله پشت بازو

##### پارالل
- مانند شکل دو صندلی را به اندازه عرض شانه‌ها پشت به پشت در کنار یکدیگر قرار داده و در بین آن‌ها قرار می‌گیریم.
- مانند شکل صندلی‌ها را گرفته و سعی می‌کنیم بدون اینکه تعادلمان به هم بخورد زانوها را خم نماییم.
- تا جایی که امکان دارد پایین می‌رویم، هنگامی که به پایین‌ترین نقطه ممکن رسیدیم خود را بالا می‌کشیم تا به حالت اول بازگردیم.
- در صورت ناتوانی در انجام این حرکت می‌توان از پاها کمک گرفت، به این صورت که هر جا نیاز به کمک داشتیم پاها را به زمین فشار داده خود را بالا ببریم.
- تعداد دفعات انجام حرکت را تا زمانی که ست به پایان نرسیده ادامه می‌دهیم.

- نحوه تنفس: بازدم در هنگام بالا رفتن و دم در هنگام پایین آمدن.
- اثر حرکت:

1. عضلات ناحیه سینه
2. عضله سه سر بازو
3. عضلات ناحیه شانه و پشت

##### پایین رفتن روی سه صندلی
- از آنجا که این حرکت به آمادگی جسمانی بالایی نیاز دارد انجام آن برای اشخاص مبتدی توصیه نمی‌شود.
- مانند شکل دو دست خود را بر روی دو صندلی موازی قرار داده و پای خود را روی صندلی مقابل آن‌ها قرار می‌دهیم سپس با خم کردن مفصل آرنج به آرامی پایین می‌رویم.
- ترجیحاً با کمی مکث دوباره به حالت اول بازمی‌گردیم.

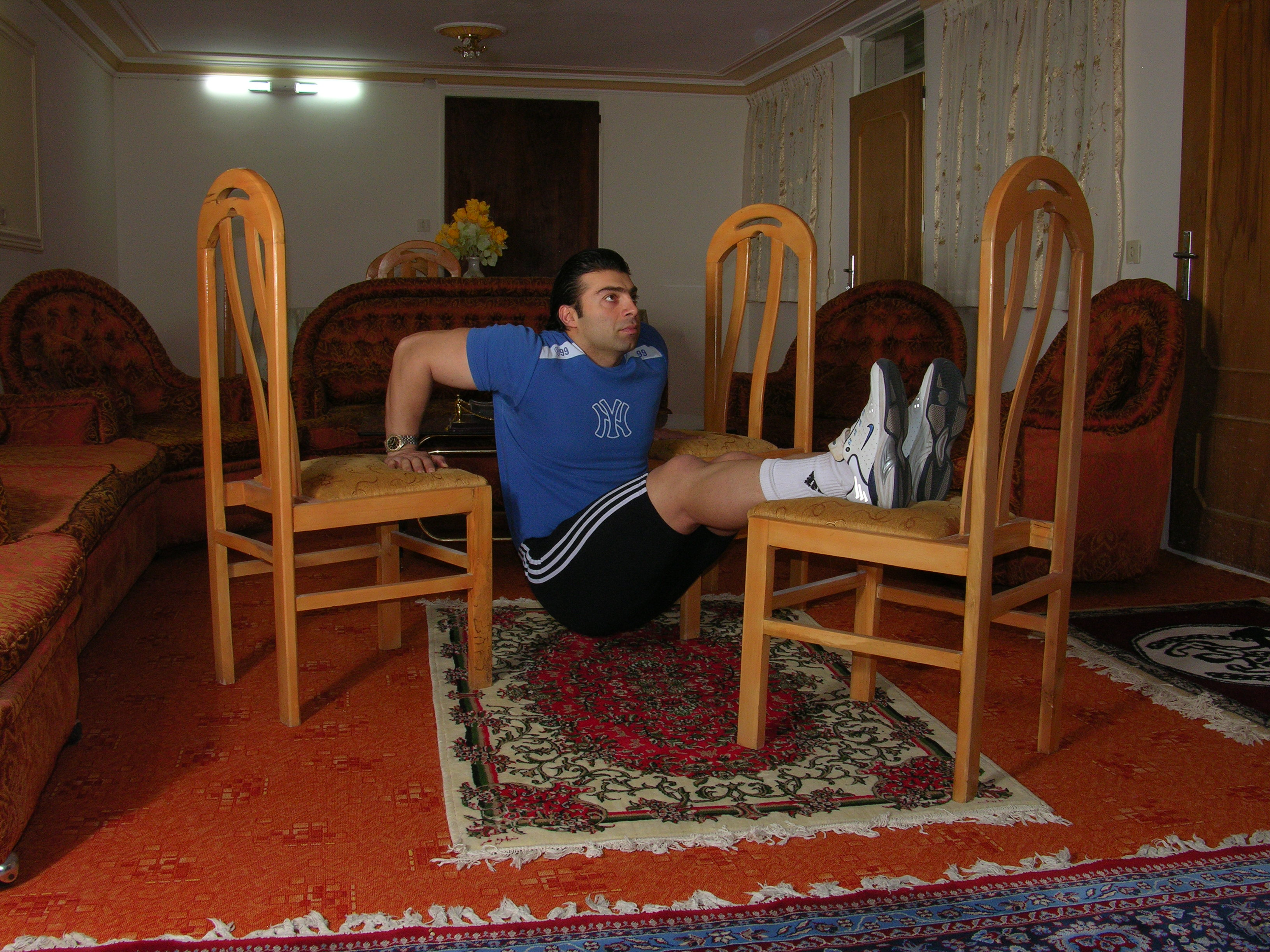
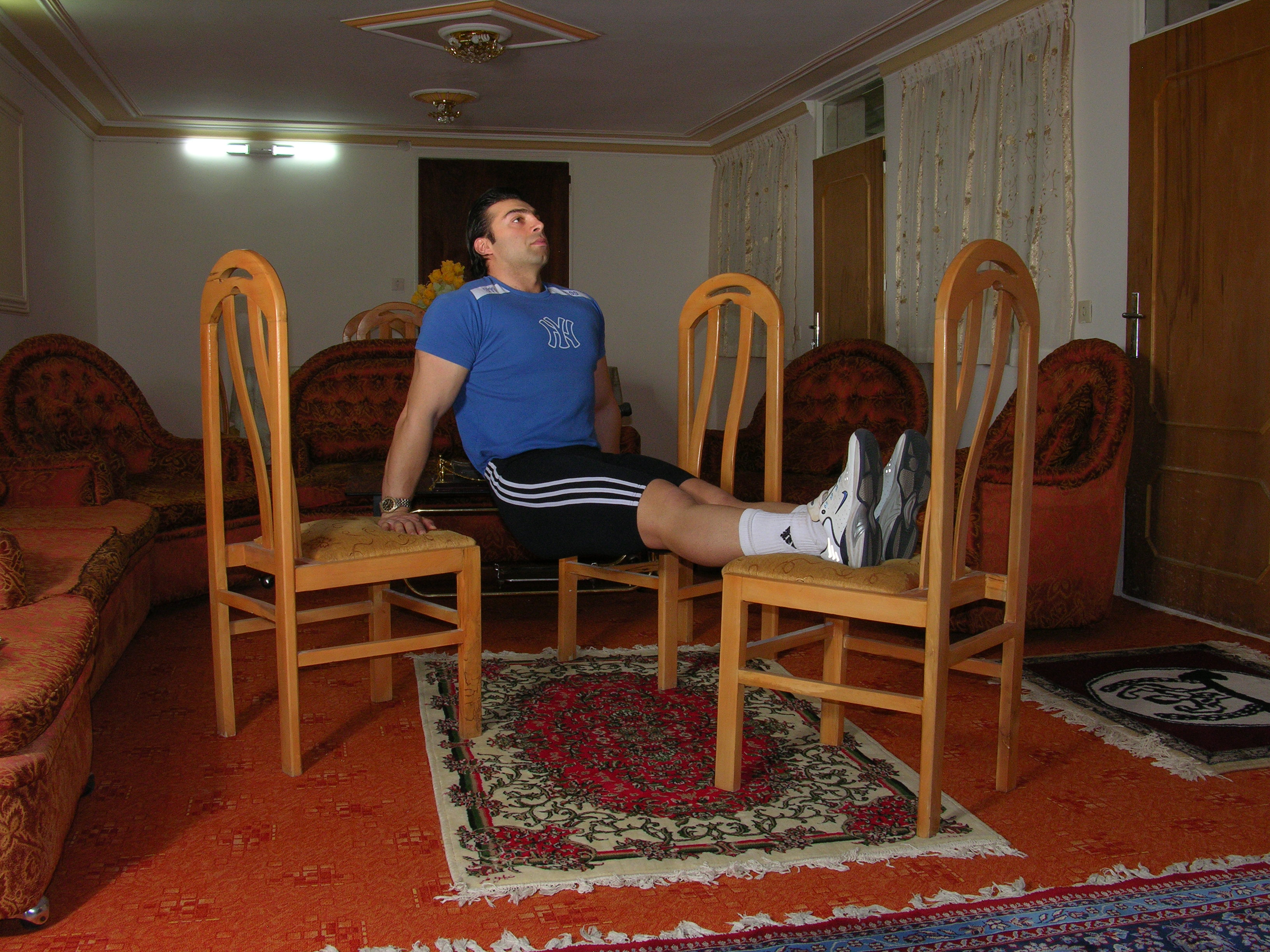

- نحوه تنفس: بازدم در زمان بالا رفتن و دم در زمان پایین آمدن.
- اثر حرکت:

1. این حرکت بر عضله پشت بازو اثر قابل ملاحظه‌ای دارد
2. این حرکت بر روی قسمت زیرین عضله سینه‌ای بزرگ نیز اثر می‌گذارد.

##### پشت بازو رو به دیوار
- در برابر یک دیوار ایستاده دست‌ها را به اندازه عرض شانه باز کرده روی دیوار قرار می‌دهیم. (در این حالت انگشتان دست کاملاً رو به بالا قرار دارند)
- در حالی که کمر و سایر اندامهایمان ثابت است تنها با کنترل عضله سه سر خود به سمت دیوار نزدیک می‌شویم.
- روند نزدیک شدن را تا جایی ادامه می‌دهیم که سینه‌مان با دیوار فاصله بسیار کمی مثلاً در حدود ۲الی ۳ سانتیمتر داشته باشد، سپس دوباره به عقب می‌رویم.
- در صورت داشتن آمادگی جسمانی مناسب می‌توان این حرکت را به صورت تک دست انجام داد.
- تعداد دفعات انجام حرکت را تا زمانی که ست به پایان نرسیده ادامه می‌دهیم.
- نکته مهم در انجام این حرکت درست انجام دادن آن است.
- نحوه تنفس: بازدم در هنگام عقب رفتن و دم در هنگام نزدیک شدن.
- اثر حرکت:

1. عضله سه سر بازو
2. عضلات ناحیه شانه و پشت
3. عضلات ناحیه سینه

##### پشت بازو ایستاده به کمک حریف تمرینی
- مانند شکل ایستاده و حوله‌ای را در دست می‌گیریم و آن را به بالای سرمان می‌بریم.
- از حریف تمرینی خود می‌خواهیم تا دو سر حوله را گرفته و در برابر بالا بردن آن توسط ما مقاومت نماید. (البته این مقاومت باید کنترل شده باشد)
- دست‌ها را بدون این که بازوی مان لرزشی داشته باشد به پشت سر هدایت می‌کنیم. به آرامی اجازه می‌دهیم تا دست‌هایمان پایین بیاید روند پایین آمدن دست‌ها را تا زمانی که به حد نهایی خود نرسیده‌است ادامه می‌دهیم سپس دوباره آن‌ها را بلند کرده در بالای سر نگاه می‌داریم.
- در صورتی که مفصل سر شانه در این حرکت ثابت نباشد عضلات ناحیه شانه بیش از پیش وارد جریان حرکت شده و از تأثیر مستقیم حرکت بر روی عضله سه سر می‌کاهند.
- تعداد دفعات انجام حرکت را تا زمانی که ست به پایان نرسیده ادامه می‌دهیم.
- نحوه تنفس: بازدم در هنگام بالا بردن و دم در هنگام پایین آوردن.
- اثر حرکت:

1. این حرکت عضله سه سر را حجیم و کشیده می‌نماید.
2. عضلات ذوزنقه‌ای نیز در این حرکت پرورش می‌یابند.
3. عضلات شانه نیز در انجام این حرکت درگیر می‌شوند.

### حرکات کلیستنیکس پرورش‌دهنده عضلات میان‌تنه
این حرکات بر روی عضلات ناحیه تنه که عبارتند از:
1. عضلات قفسه سینه # عضلات دیواره شکم
2. عضلات ناحیه پشت و کمر

اثر گذاشته و آن‌ها را پرورش می‌دهند.

#### حرکات کلیستنیکس پرورش‌دهنده عضلات قفسه سینه
عضلات قفسه سینه شامل:
1. عضله سینه‌ای بزرگ
2. عضله سینه‌ای کوچک
3. عضله دندانه‌ای قدامی
4. عضلات بین دنده ای
5. عضله دیافراگم

است، که از میان این عضلات نحوه پرورش عضلات (۱)، (۲) و (۳) پیشتر مورد بررسی قرار گرفت.
در رابطه با پرورش عضلات (۴) و (۵) باید گفت که کلیه حرکات هوازی این عضلات را پرورش می‌دهند.

#### حرکات کلیستنیکس پرورش‌دهنده عضلات دیواره شکم

##### دراز نشست
- مانند شکل پاهای خود را در زیر وسایلی مثل مبل یا تخت خواب قرار داده و روی زمین دراز می‌کشیم.
- دست‌ها را در طرفین کمر یا کنار گوش‌ها مستقر می‌کنیم.
- تا جایی که امکان دارد به جلو خم شده و در ضمن این کار هوا را به شدت از سینه خود بیرون می‌دهیم.
- در ضمن اینکه برای پایین رفتن آماده می‌شویم هوا را به داخل ریه‌های خود می‌کشیم.
- تا جایی که تنه ما با سطح زمین موازی نشده به پایین رفتن ادامه می‌دهیم.
- در انجام این حرکت در هنگام جمع شدن می‌توانیم هم‌زمان با خالی کردن هوا از ریه‌های خود دست‌ها را با شدت به پایین پرت کنیم تا بر شدت تمرین بیفزاییم.

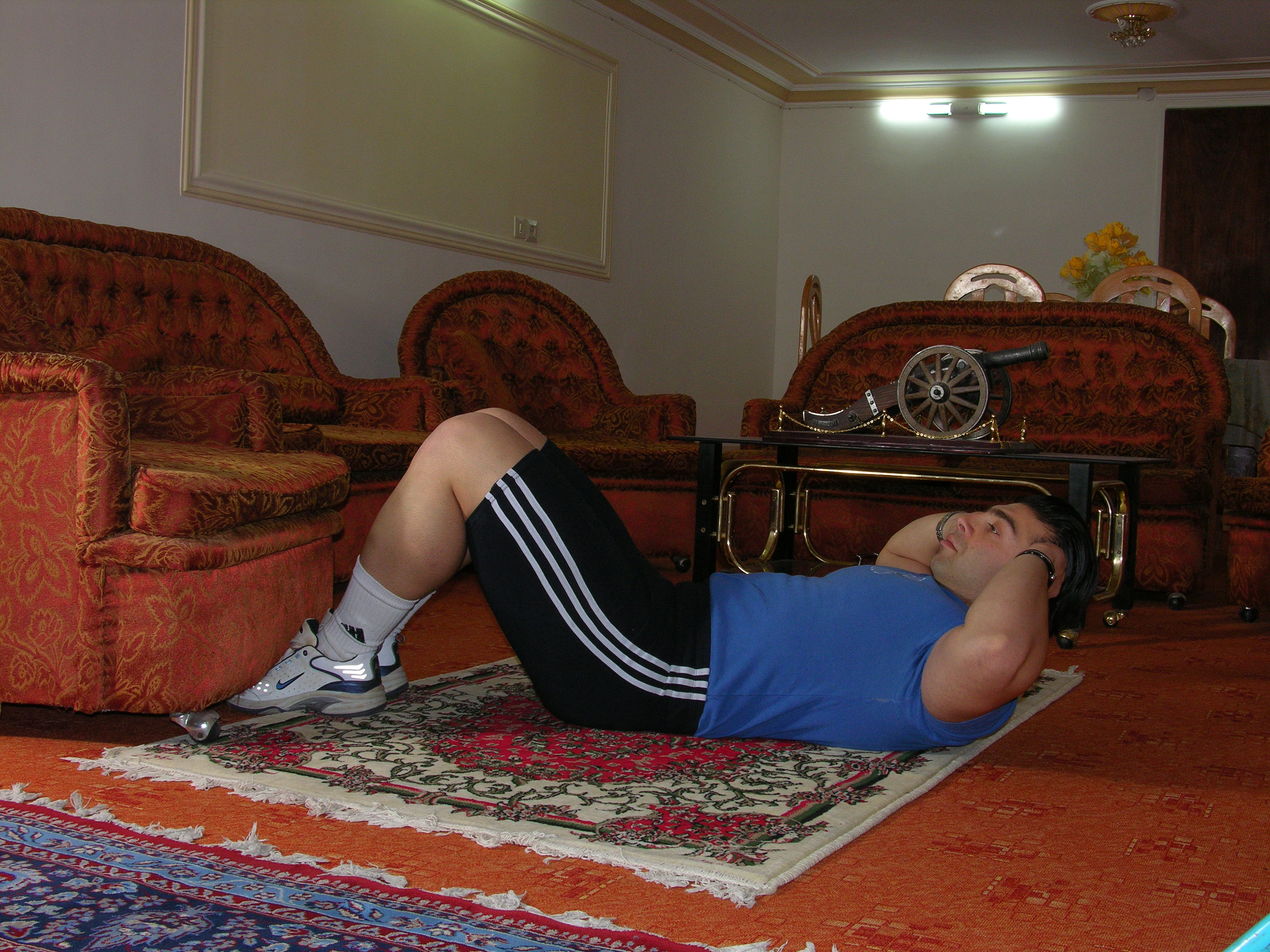
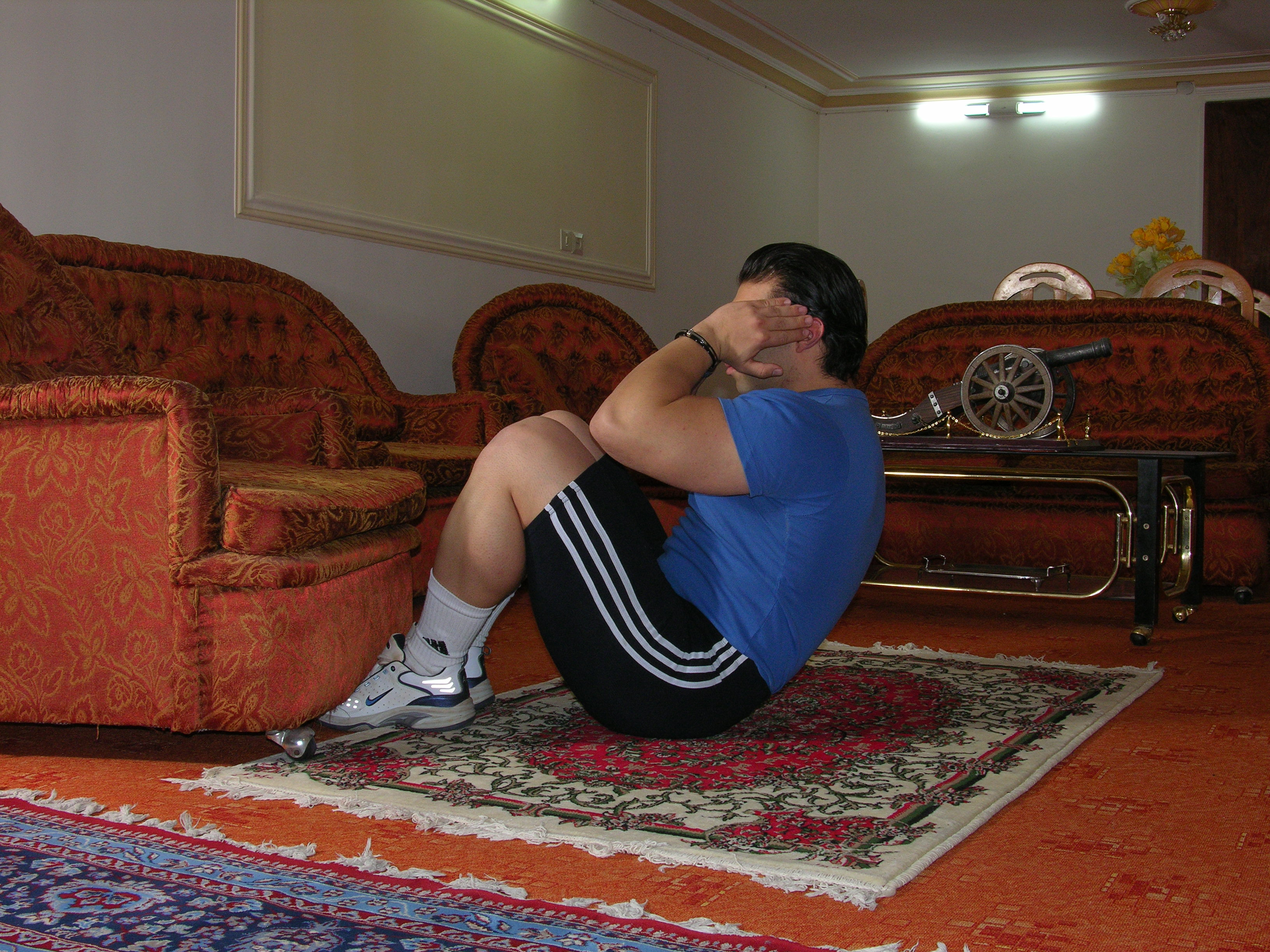

- تعداد دفعات انجام حرکت را تا زمانی که ست به پایان نرسیده ادامه می‌دهیم.
- در هنگام انجام تمرین بهتر است که در زمان جمع شدن چانه خود را بر روی سینه نگه داریم.
- نحوه تنفس: همانگونه که گفته شد بازدم در هنگام جمع شدن و دم در هنگام به پایین رفتن.
- اثر حرکت: کلیه عضلات ناحیه شکم، البته در مورد تأثیر این حرکت بر روی عضله مربع کمری می‌توان گفت که این عضله در این حرکت در درجه دوم فعالیت قرار دارد.

##### شکم ماسوره‌ای
- مانند حرکت قبل پاهای خود را در زیر وسایلی مثل مبل یا تخت خواب قرار داده و روی زمین دراز می‌کشیم.
- دست‌ها را در طرفین کمر یا کنار گوش‌ها مستقر می‌کنیم.
- تا جایی که امکان دارد به جلو خم شده و در ضمن این کار هوا را به شدت از سینه خود بیرون می‌دهیم و سعی می‌کنیم که مثلاً آرنج راست خود را به سر زانوهای مان برسانیم.
- در ضمن اینکه برای پایین رفتن آماده می‌شویم هوا را به داخل ریه‌های خود می‌کشیم.
- تا جایی که تنه ما با سطح زمین موازی نشده به پایین رفتن ادامه می‌دهیم.
- این بار در حال جمع شدن سعی می‌کنیم که آرنج چپ خود را به سر زانوهای مان برسانیم.
- دوباره تا جایی که تنه ما با سطح زمین موازی نشده به پایین رفتن ادامه می‌دهیم.
- این بار در حال جمع شدن به حالت عادی جمع می‌شویم.

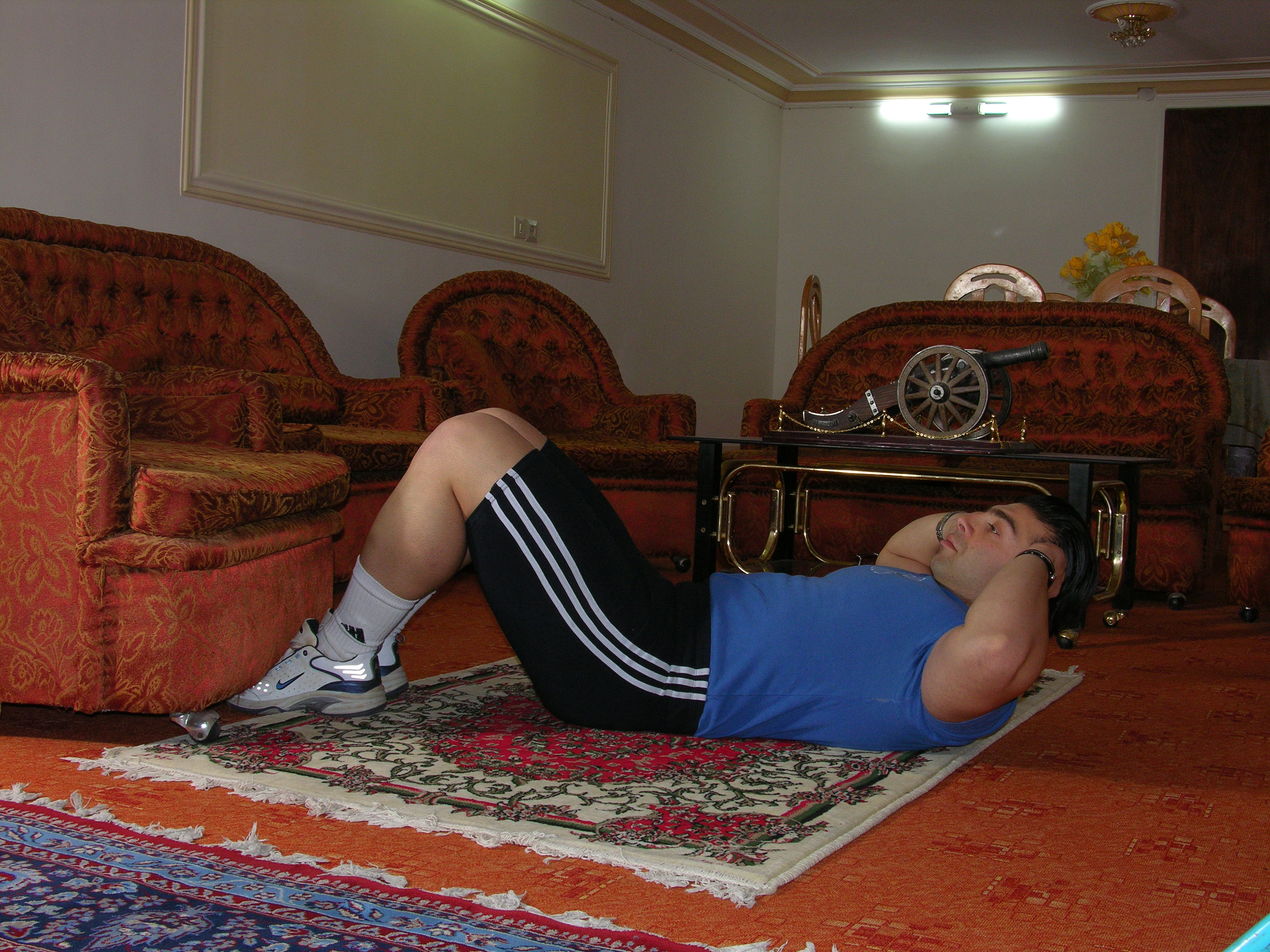
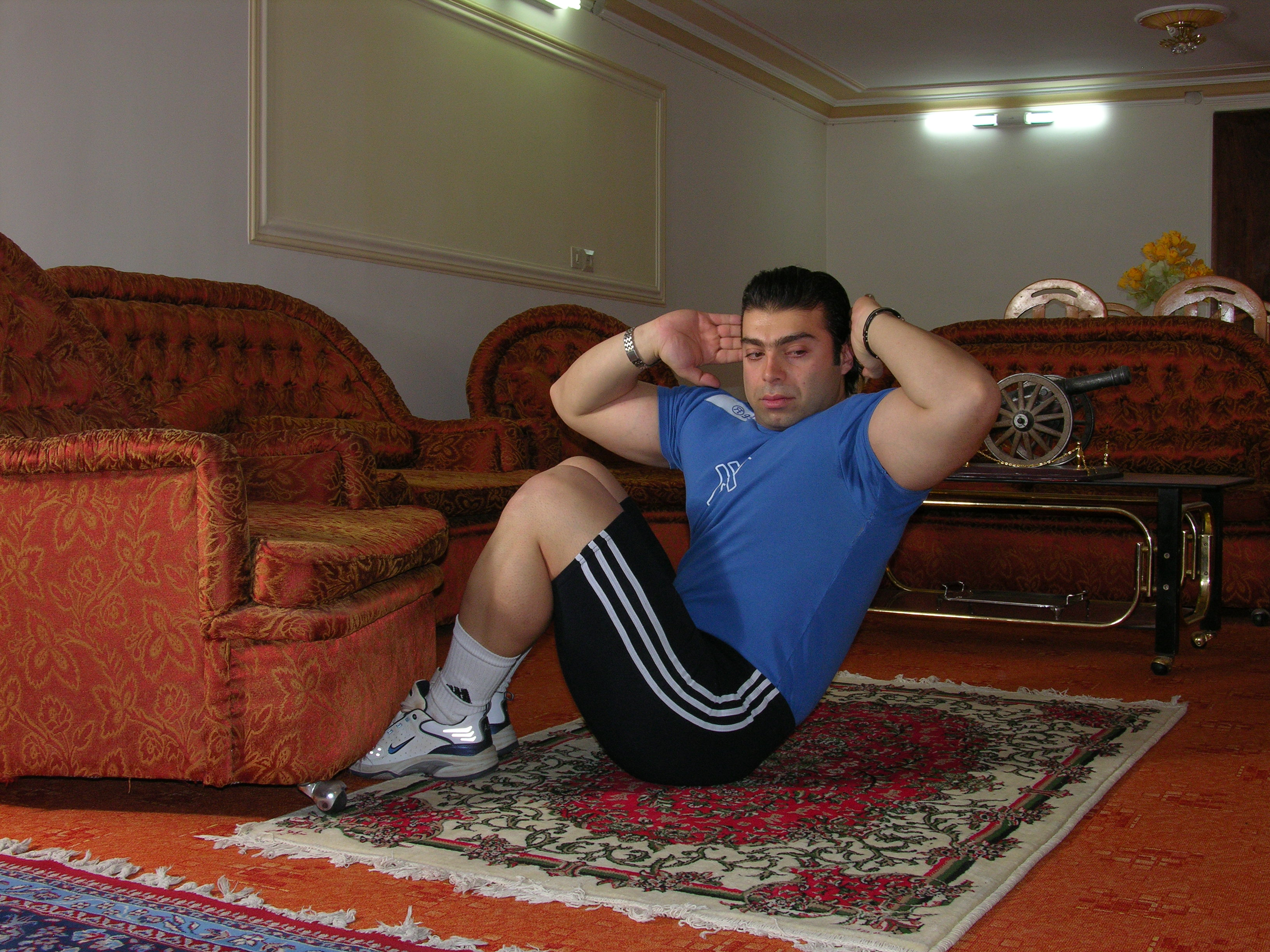
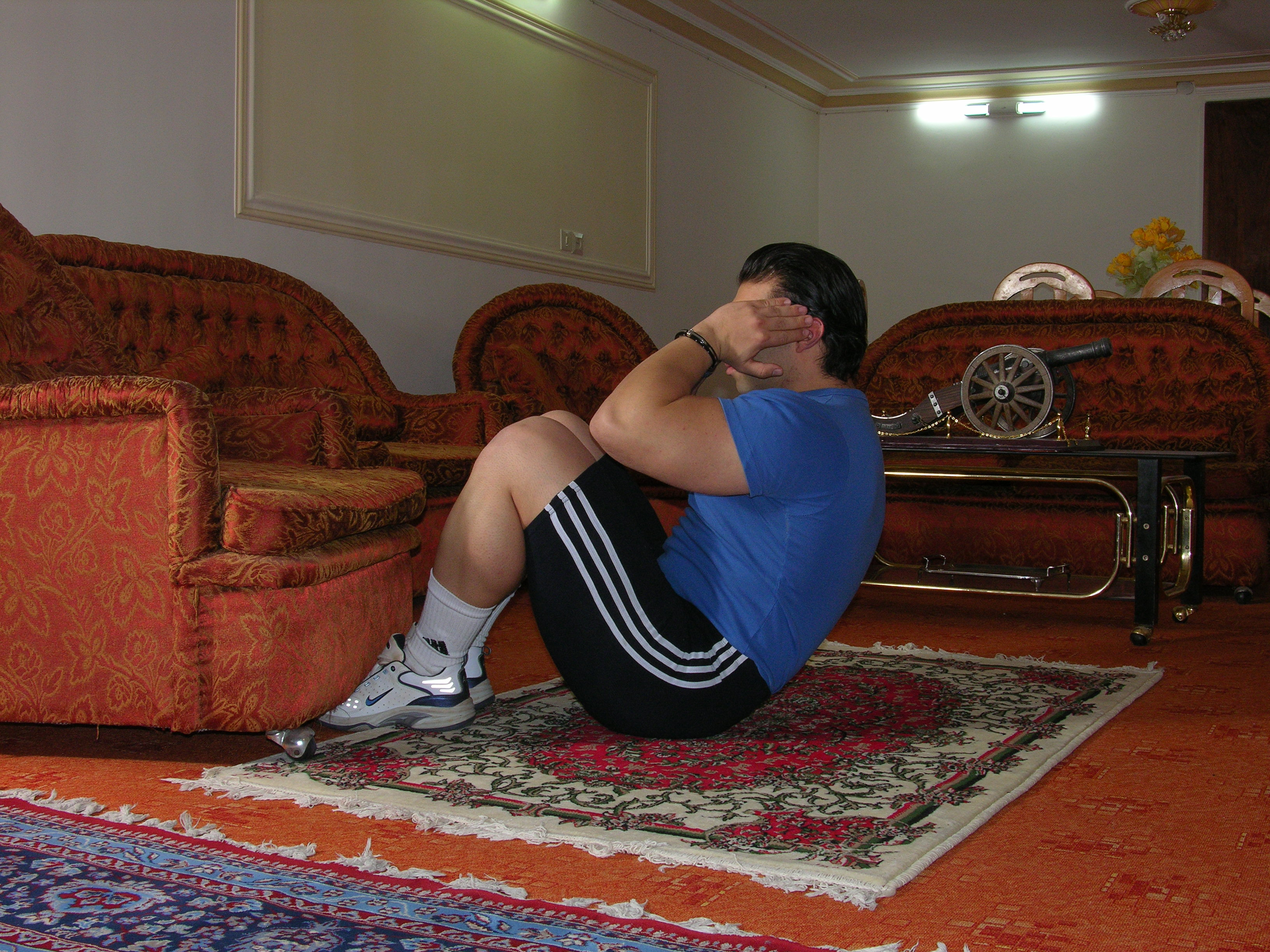

- تعداد دفعات انجام حرکت را تا زمانی که ست به پایان نرسیده ادامه می‌دهیم.
- در هنگام انجام تمرین بهتر است که در زمان جمع شدن چانه خود را بر روی سینه نگه داریم.
- نحوه تنفس: همانگونه که گفته شد بازدم در هنگام جمع شدن و دم در هنگام به پایین رفتن.
- اثر حرکت: کلیه عضلات ناحیه شکم.

##### شکم کرانچ
- مانند شکل بر روی زمین دراز می‌کشیم.
- از حریف تمرینی خود می‌خواهیم تا با نشستن بر روی پاهایمان آن‌ها را ثابت نگاه دارد.
- دست‌ها را در طرفین کمر یا کنار گوش‌ها مستقر می‌کنیم.
- تا جایی که امکان دارد به جلو خم شده و در ضمن این کار هوا را به شدت از سینه خود بیرون می‌دهیم.
- در ضمن اینکه برای پایین رفتن آماده می‌شویم هوا را به داخل ریه‌های خود می‌کشیم.
- تا جایی که تنه ما با سطح زمین زاویه‌ای در حدود سی درجه درست نکرده به پایین رفتن ادامه می‌دهیم.
- در انجام این حرکت در هنگام جمع شدن می‌توانیم هم‌زمان با خالی کردن هوا از ریه‌های خود دست‌ها را با شدت به پایین پرت کنیم تا بر شدت تمرین بیفزاییم.

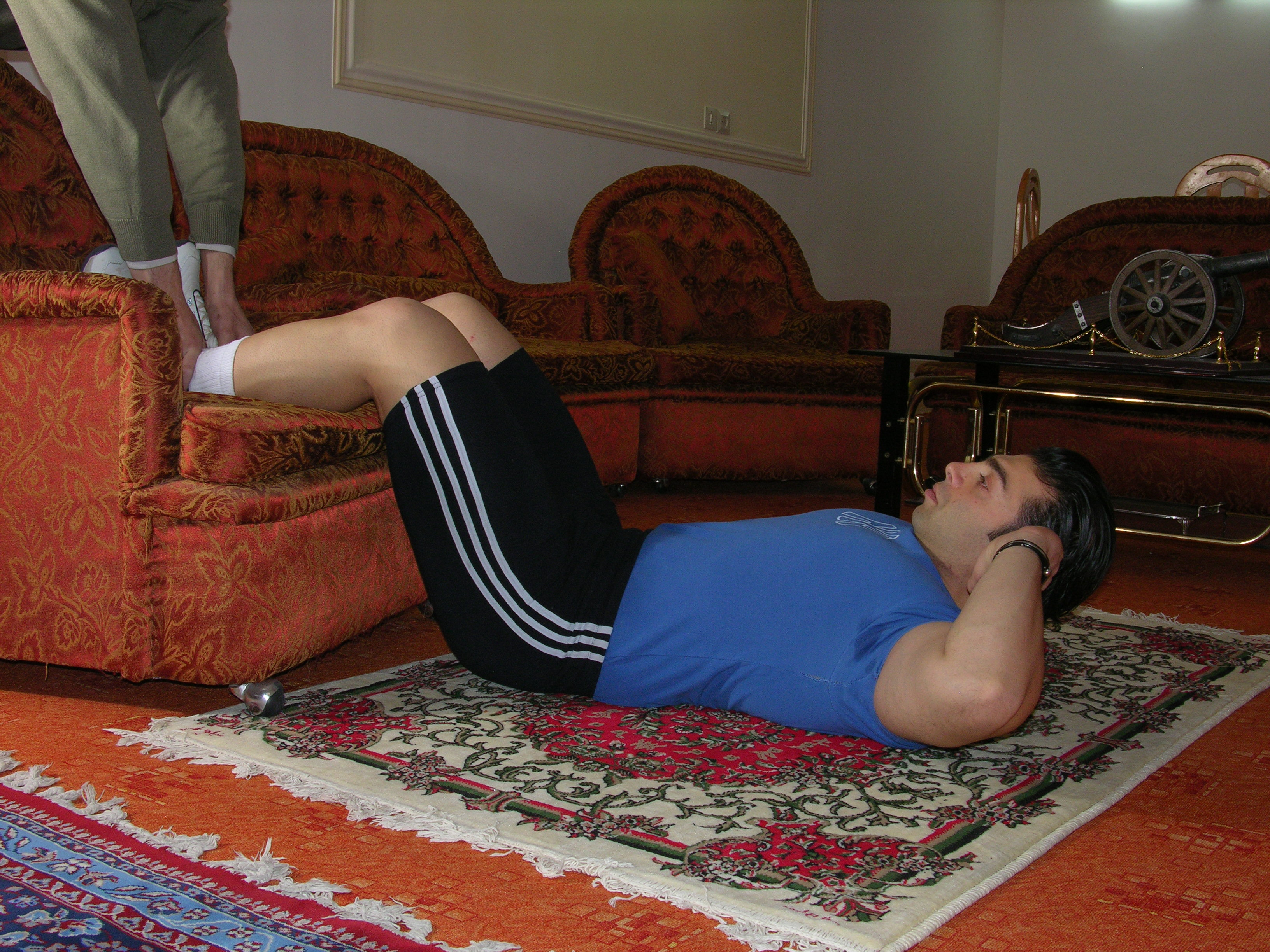
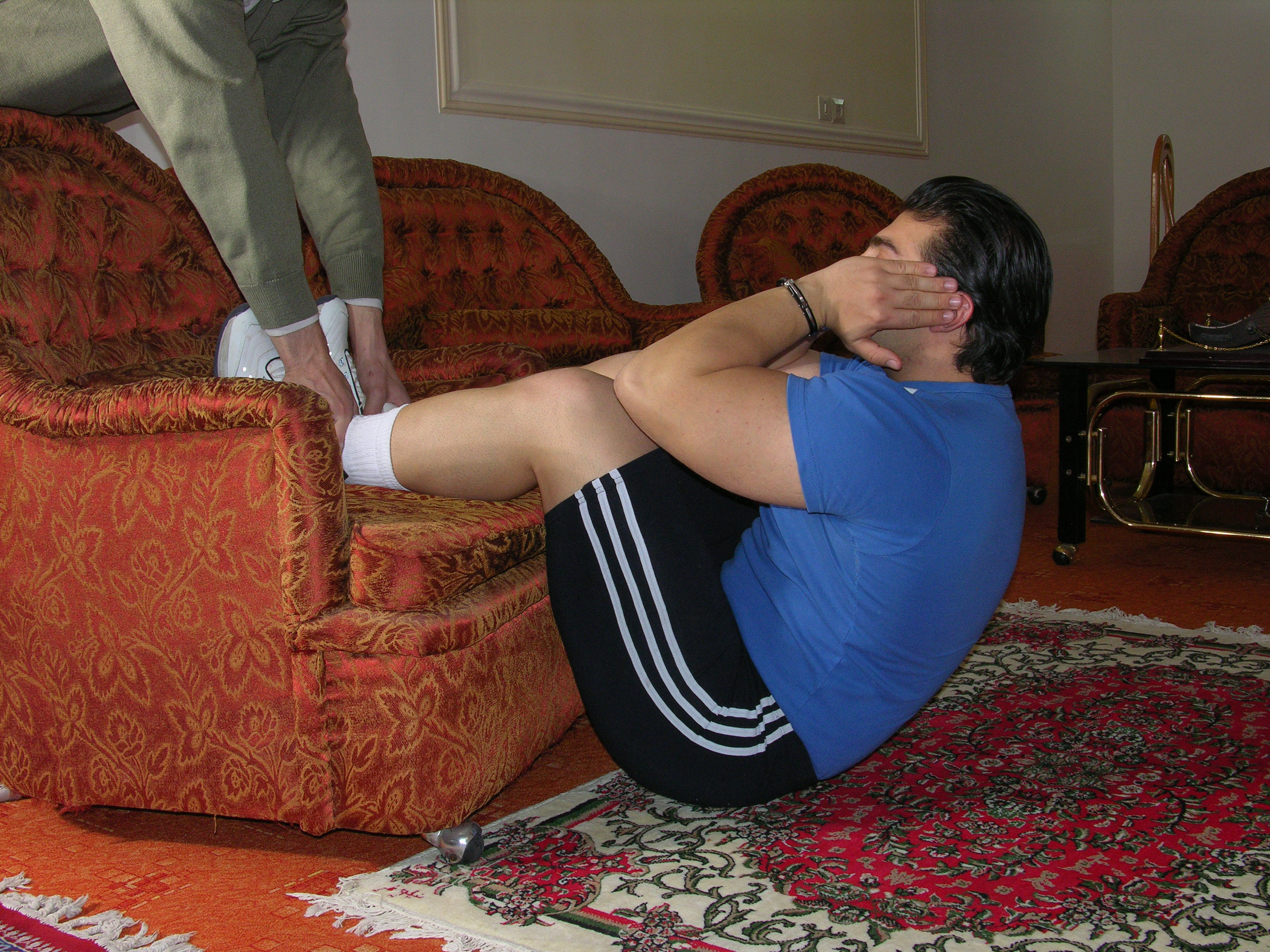

- تعداد دفعات انجام حرکت را تا زمانی که ست به پایان نرسیده ادامه می‌دهیم.
- در هنگام انجام تمرین بهتر است که در زمان جمع شدن چانه خود را بر روی سینه نگه داریم.
- نحوه تنفس: همانگونه که گفته شد بازدم در هنگام جمع شدن و دم در هنگام به پایین رفتن.
- اثر حرکت: کلیه عضلات ناحیه شکم، این حرکت بر قسمت بالایی عضلات شکم تأثیر بیشتری دارد.

##### زیر شکم خوابیده
- مانند شکل بر روی زمین دراز می‌کشیم.
- دست‌ها را در زیر عضلات ران مستقر می‌کنیم.
- در حالی که چانه خود را به جلو کشیده‌ایم تا جایی که امکان دارد زانوها ی مان را به سمت سینه خود جمع می‌کنیم و در ضمن این کار هوا را از سینه خود بیرون می‌دهیم.

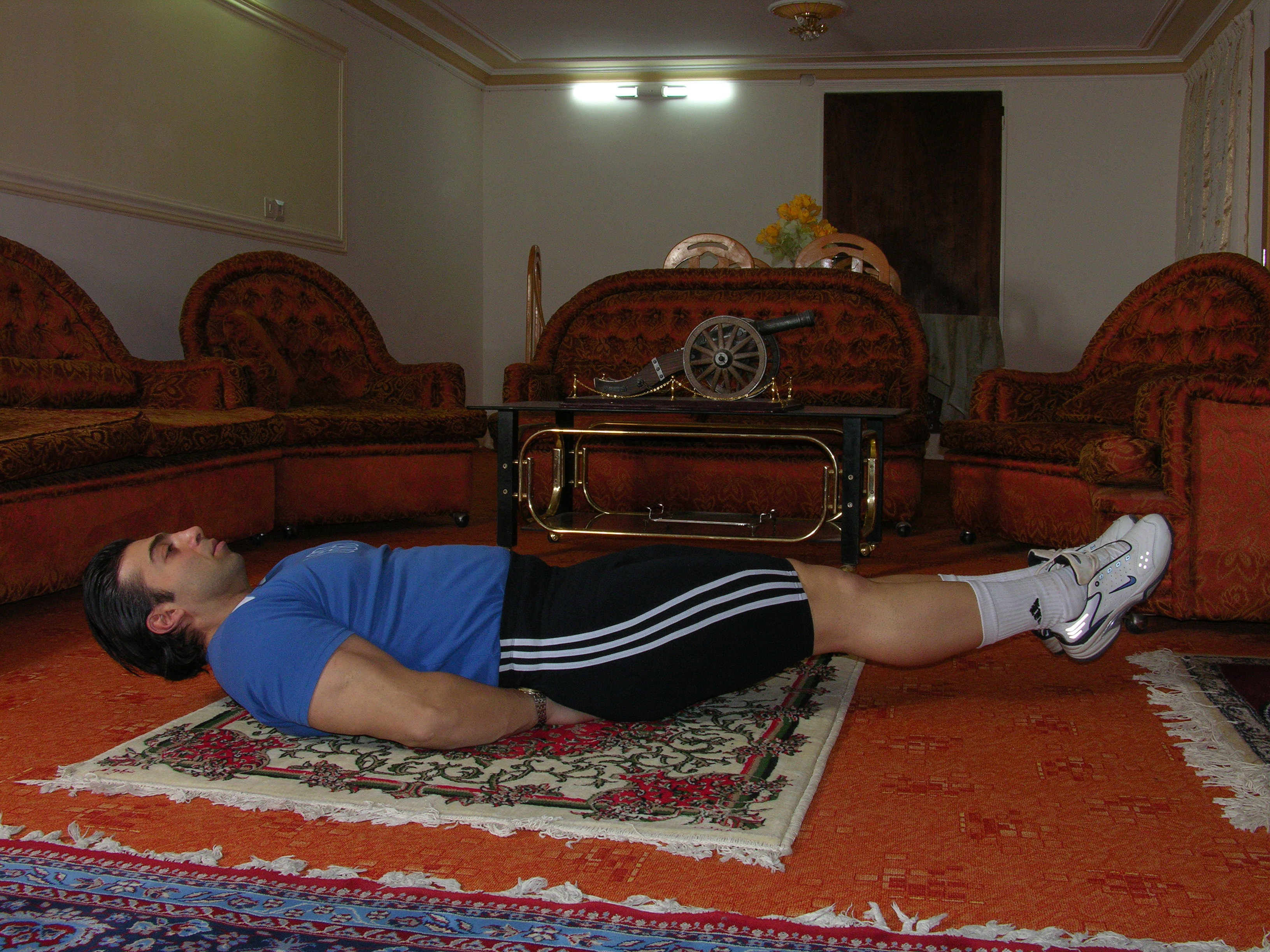
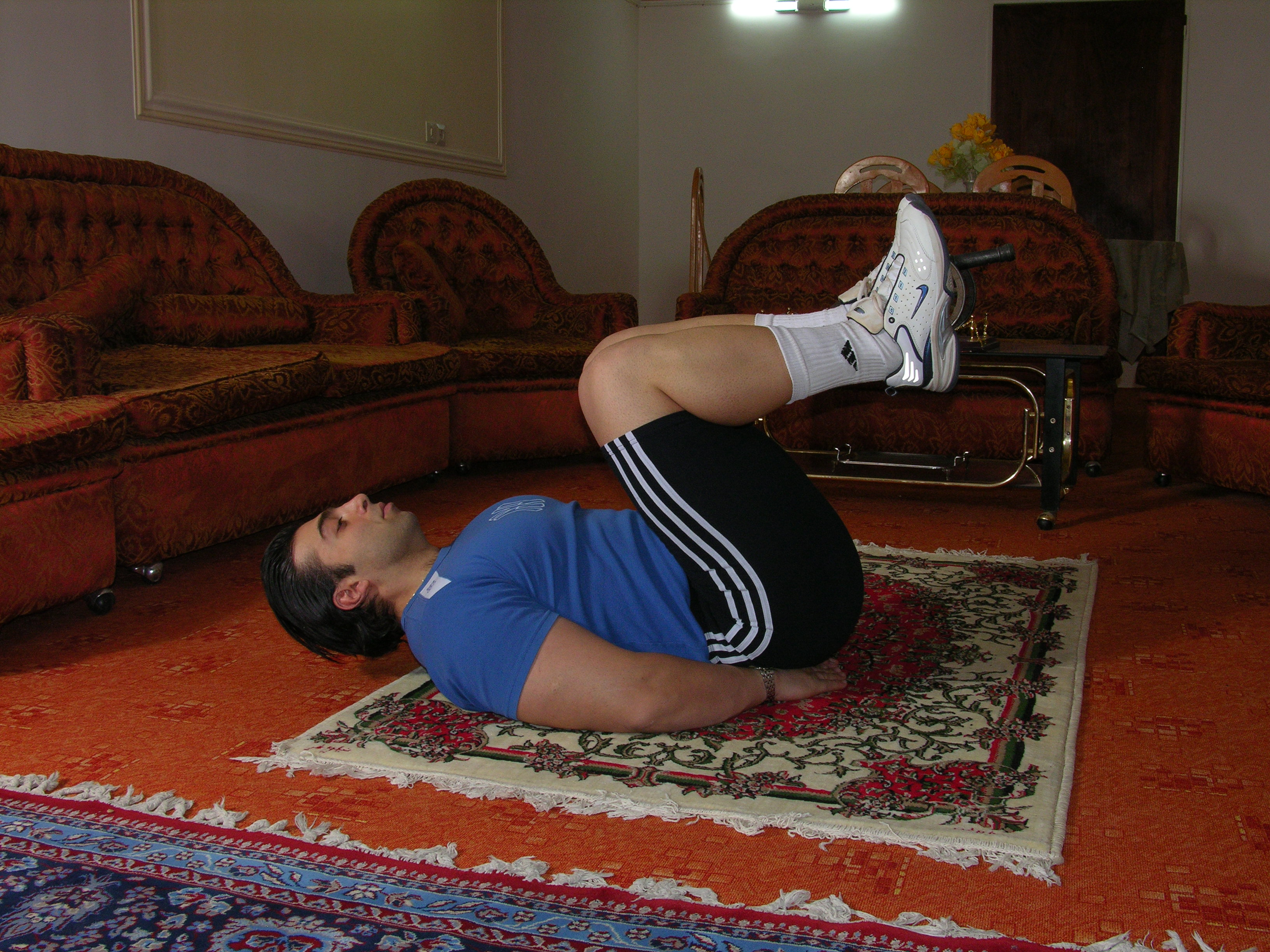

- در ضمن اینکه برای باز کردن پاها آماده می‌شویم هوا را به داخل ریه‌های خود می‌کشیم.
- تا جایی که پاها با سطح زمین موازی نشده‌اند به پایین رفتن ادامه می‌دهیم
- در هنگام انجام این تمرین می‌توانیم بدون اینکه زانوهای خود را خم نماییم پاها را جمع کنیم تا بر شدت تمرین افزوده گردد.

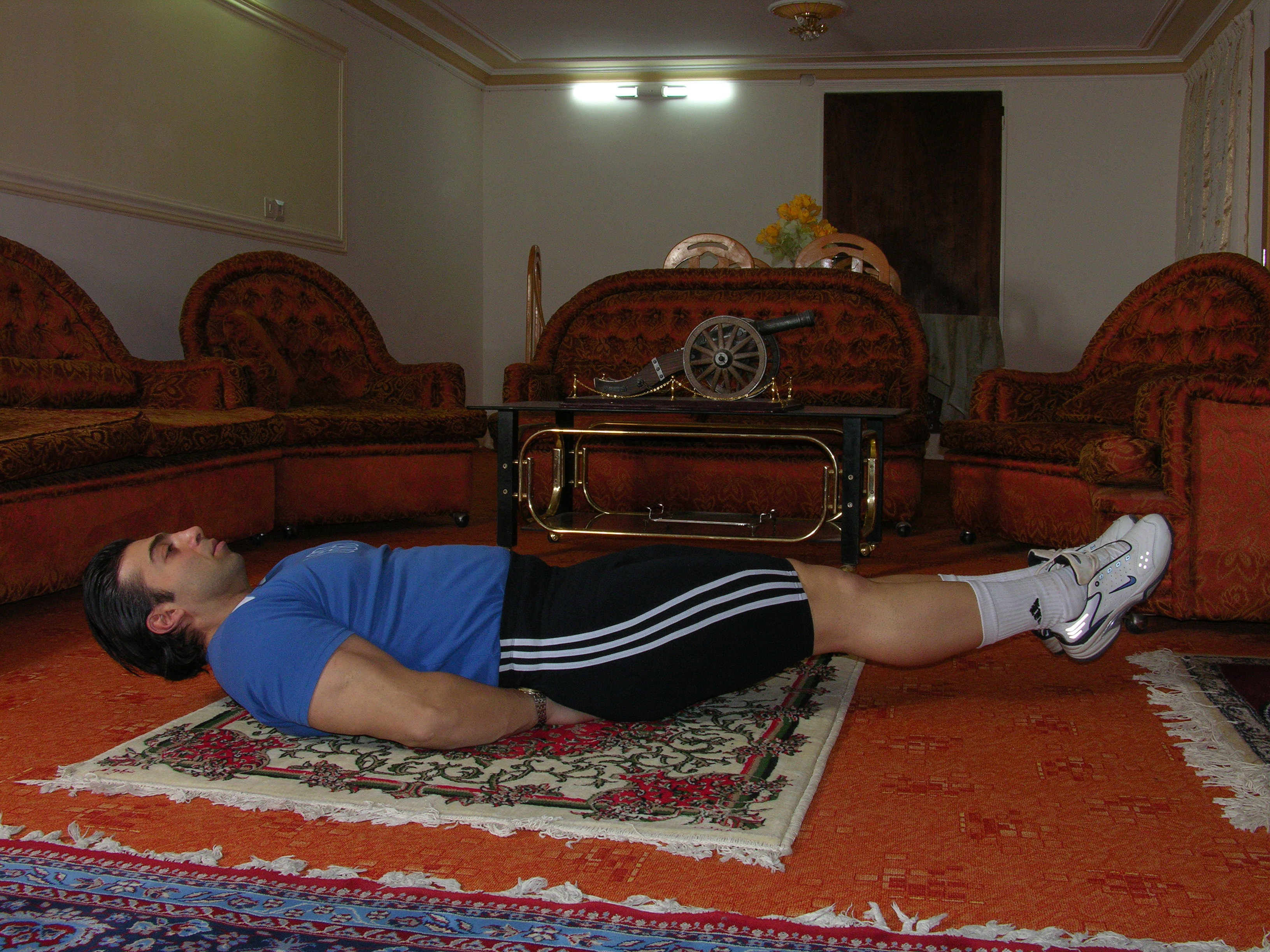
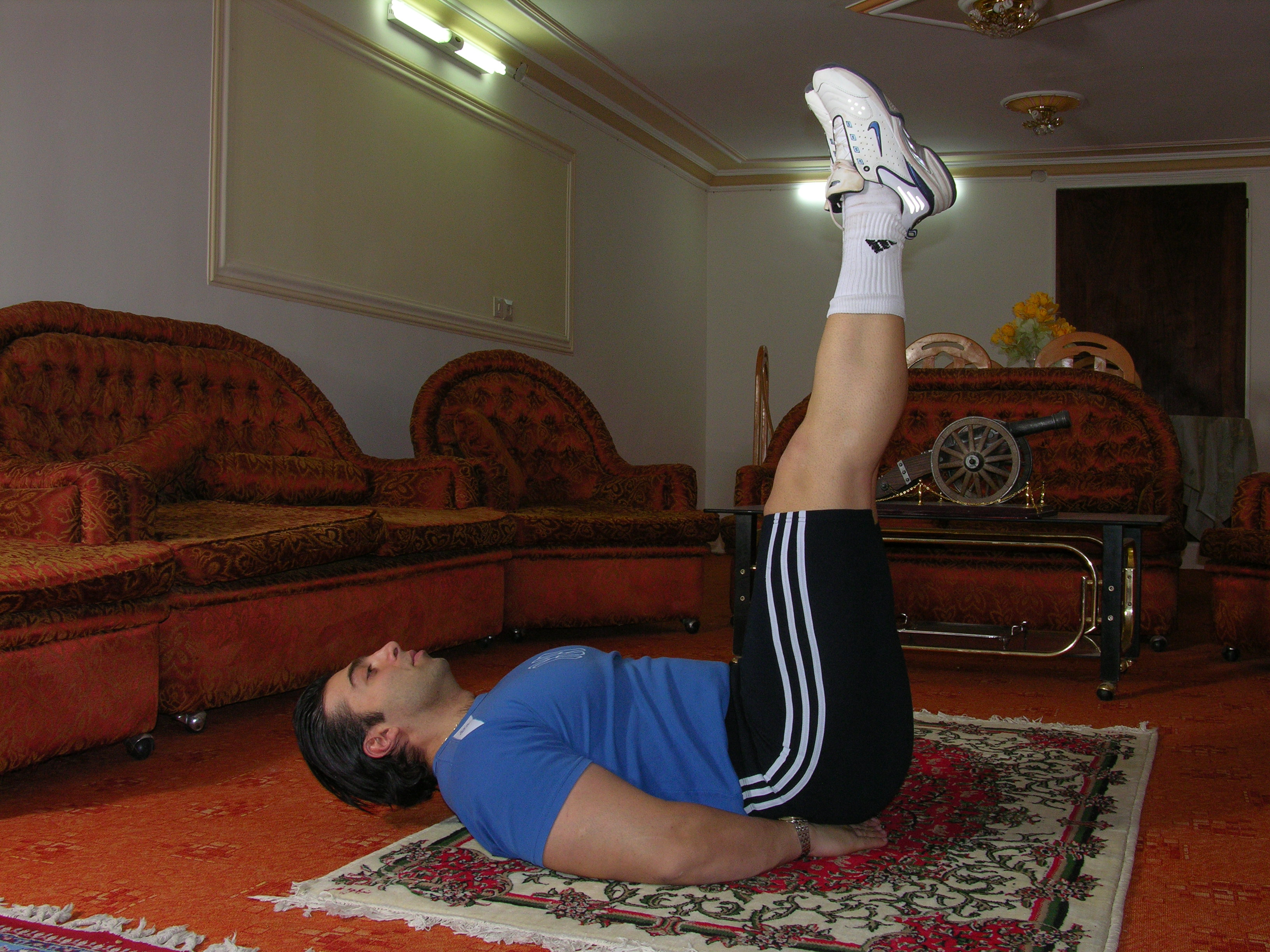

- تعداد دفعات انجام حرکت را تا زمانی که ست به پایان نرسیده ادامه می‌دهیم.
- در هنگام انجام تمرین بهتر است که در زمان جمع شدن چانه خود را بر روی سینه نگه داریم.
- نحوه تنفس: همانگونه که گفته شد بازدم در هنگام جمع شدن و دم در هنگام به پایین رفتن.
- اثر حرکت: کلیه عضلات ناحیه شکم، این حرکت بر قسمت زیرین عضلات شکم تأثیر بیشتری دارد.

##### پهلو چرخشی با چوب
- مانند شکل چوب یا میله‌ای سبک را بر روی شانه‌های خود قرار می‌دهیم.
- در حالی که تنه خود را به نحوی جلو کشیده‌ایم که با پاهایمان زاویه ۴۵ درجه ساخته‌است مانند شکل چرخش به طرفین را آغاز می‌کنیم و در ضمن چرخش به هر یک از پهلوها هوا را از سینه خود بیرون می‌دهیم.
- می‌توان این حرکت را بدون خم شدن به جلو، ایستاده یا نشسته انجام داد.

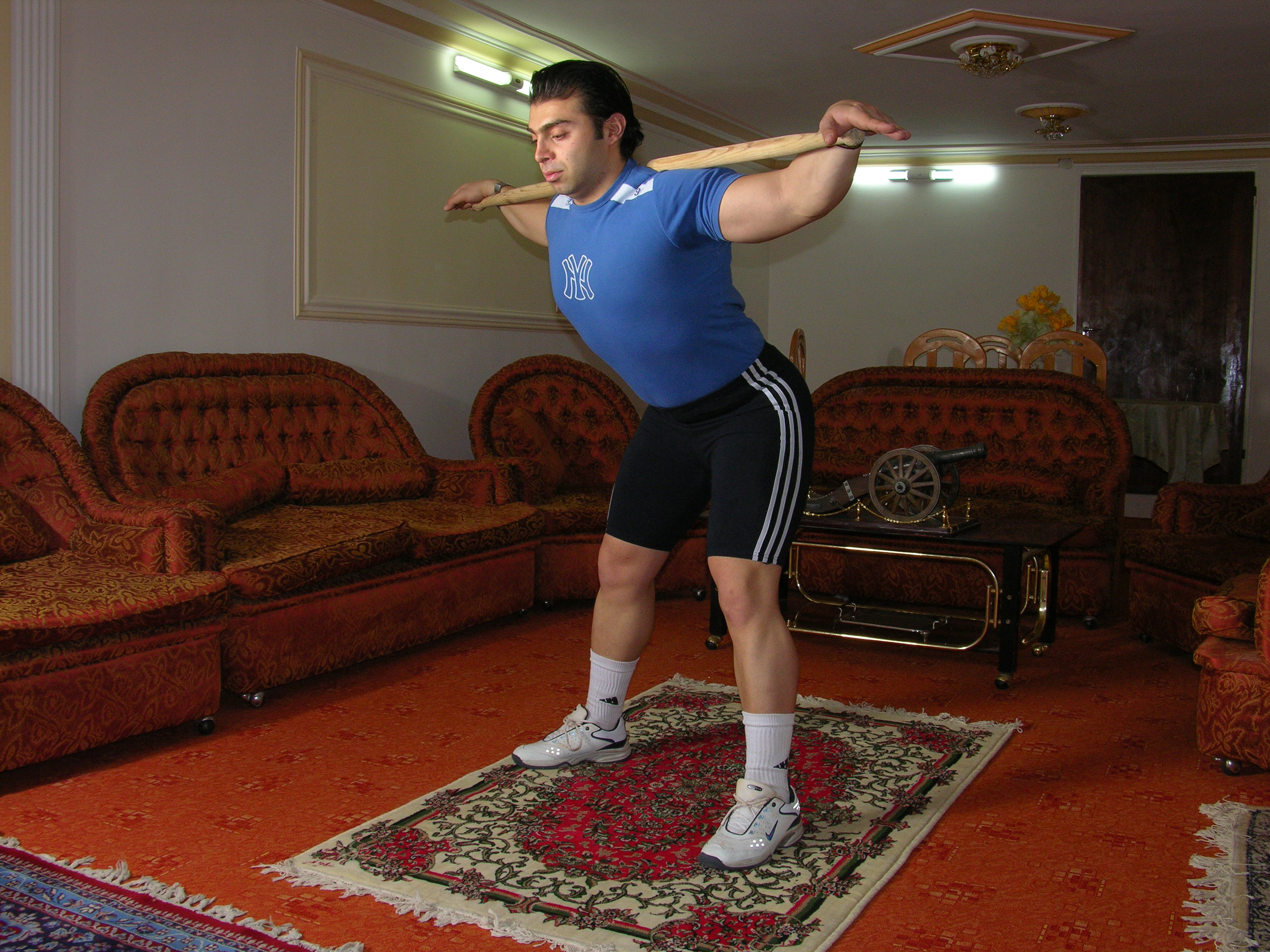
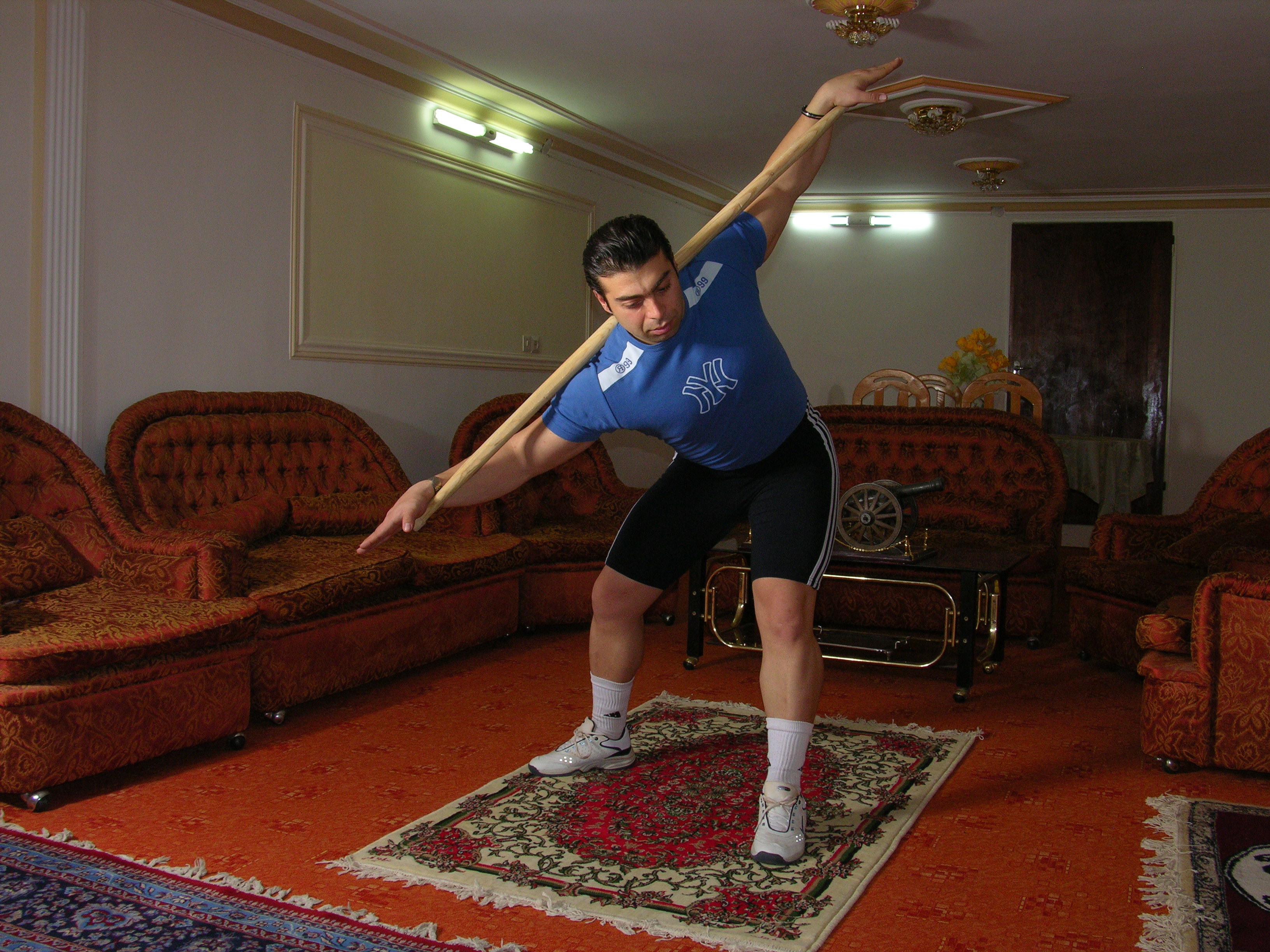
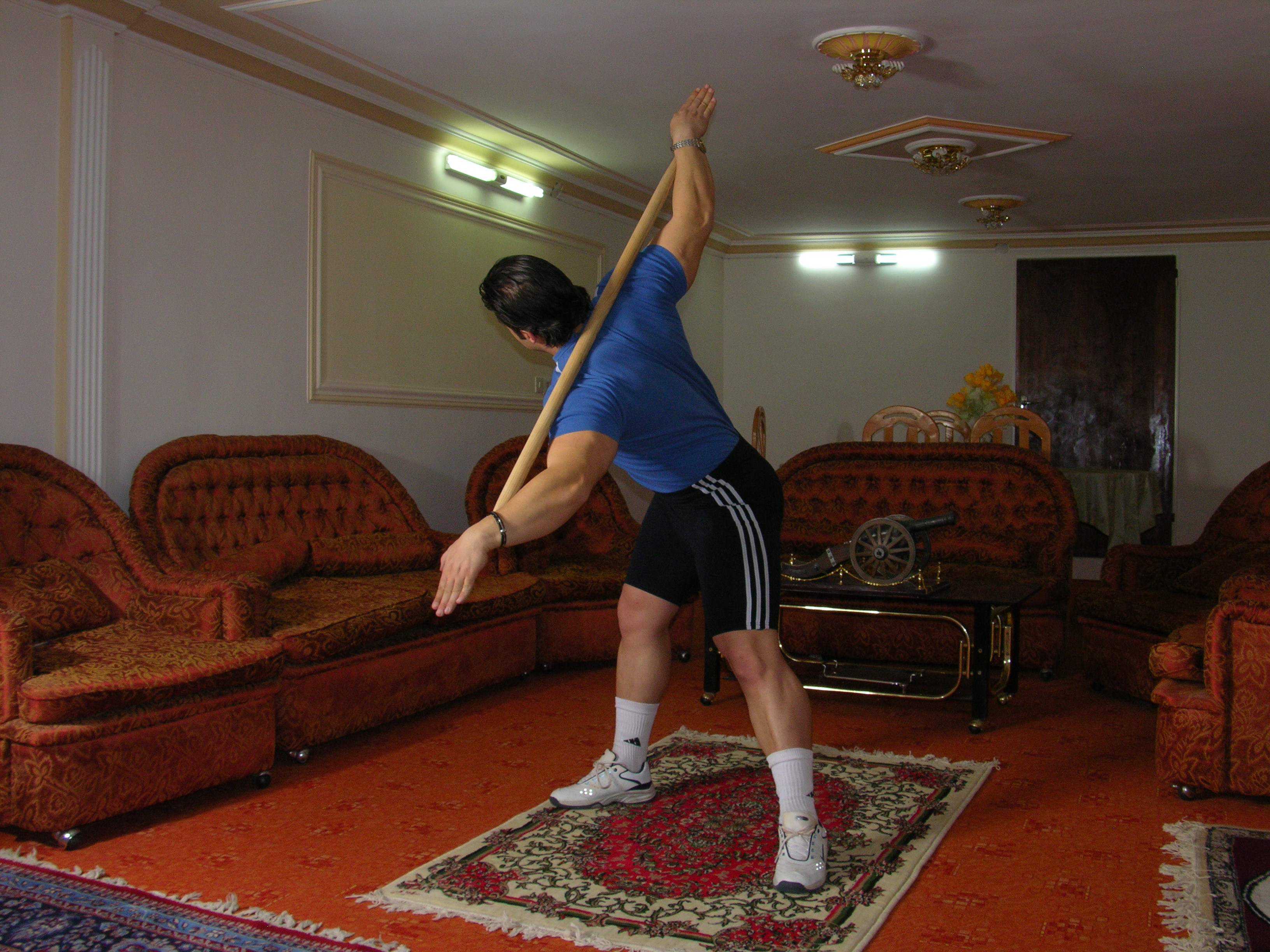

- تعداد دفعات انجام حرکت را تا زمانی که ست به پایان نرسیده ادامه می‌دهیم.
- نحوه تنفس: همانگونه که گفته شد بازدم در هنگام چرخش به یک پهلو و دم در هنگام آماده شدن برای چرخش به پهلوی دیگر.
- اثر حرکت: کلیه عضلات ناحیه شکم، این حرکت بر قسمت‌های کناری عضلات شکم تأثیر بیشتری دارد.

##### پهلو خوابیده به حالت دراز نشست
- مانند شکل پاهای خود را در زیر وسایلی مثل مبل یا تخت خواب قرار داده و به یک پهلو بر روی زمین دراز می‌کشیم.
- دست‌ها را در کنار گوش‌ها مستقر می‌کنیم.
- تا جایی که امکان دارد به جلو خم شده و در ضمن این کار هوا را به شدت از سینه خود بیرون می‌دهیم.
- در ضمن اینکه برای پایین رفتن آماده می‌شویم هوا را به داخل ریه‌های خود می‌کشیم.
- تا جایی که تنه ما با سطح زمین موازی نشده به پایین رفتن ادامه می‌دهیم.
- هنگامی که تمرین برای یک پهلو به پایان رسید آن را برای پهلوی دیگر انجام می‌دهیم.

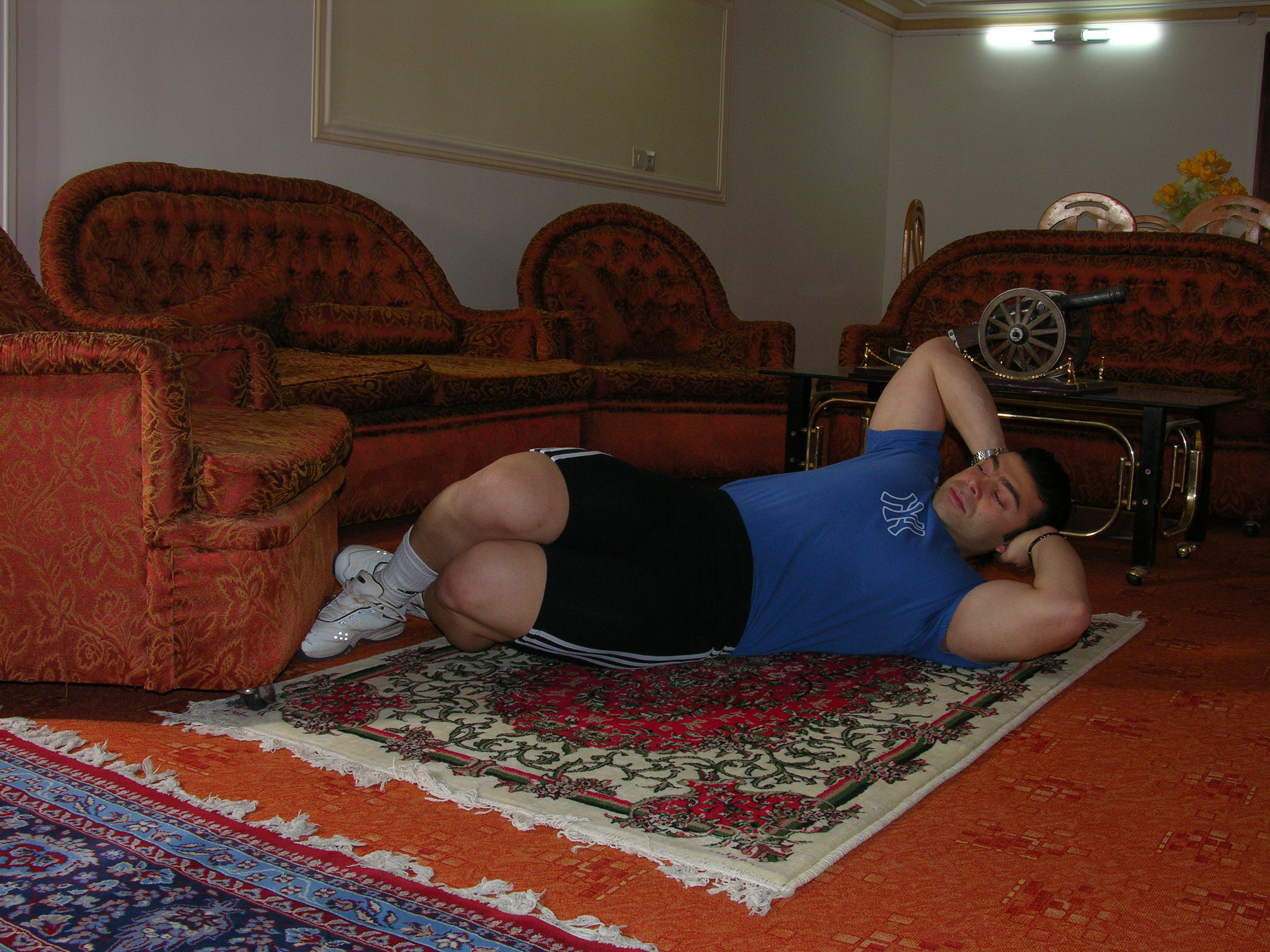
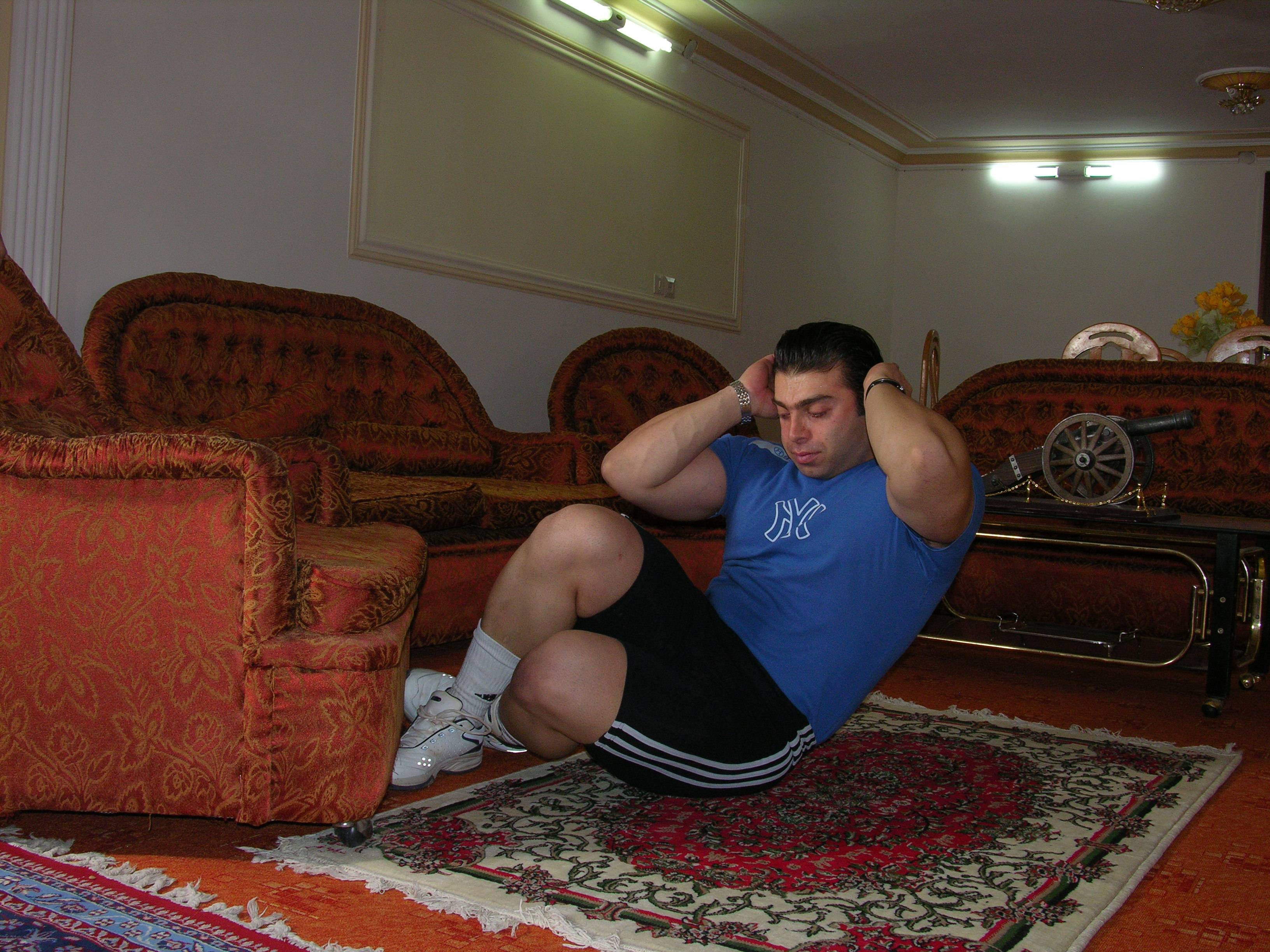

- تعداد دفعات انجام حرکت را تا زمانی که ست به پایان نرسیده ادامه می‌دهیم.
- نحوه تنفس: همانگونه که گفته شد بازدم در هنگام جمع شدن و دم در هنگام به پایین رفتن.
- اثر حرکت: این حرکت بر قسمت‌های کناری عضلات شکم تأثیر بیشتری دارد.

##### خم شدن به جوانب
- پاها را به اندازه عرض شانه باز کرده و مستقیم می‌ایستیم.
- یک ریسمان یا حوله را سفت و کشیده در بالای سر نگه می‌داریم.
- ریسمان یا حوله را باید بیش از عرض شانه‌ها گرفته باشیم.
- با خم شدن به یک پهلو و سپس پهلوی دیگر حرکت را پی می‌گیریم.
- در این حرکت پاها را خم نمی‌کنیم.

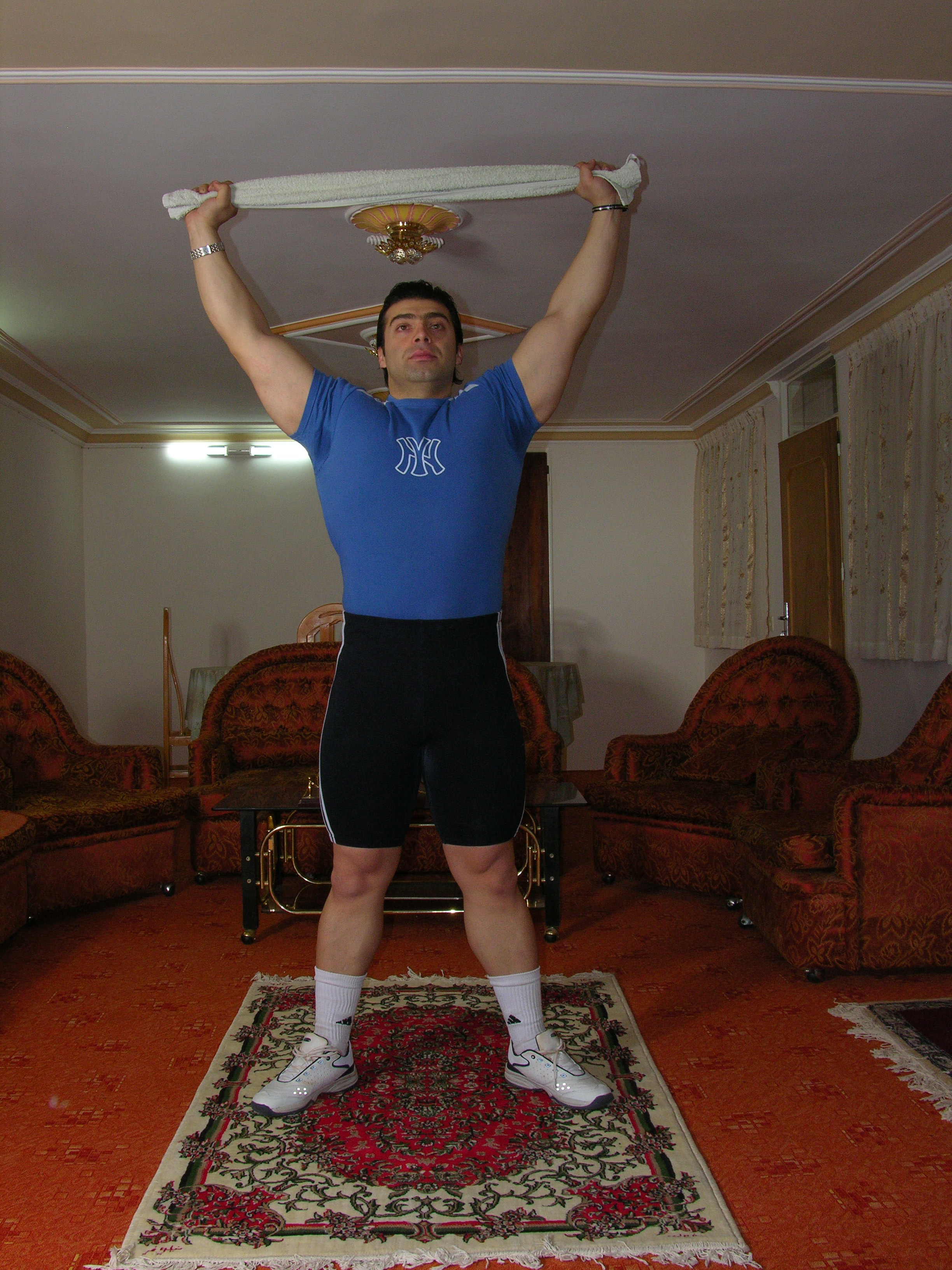
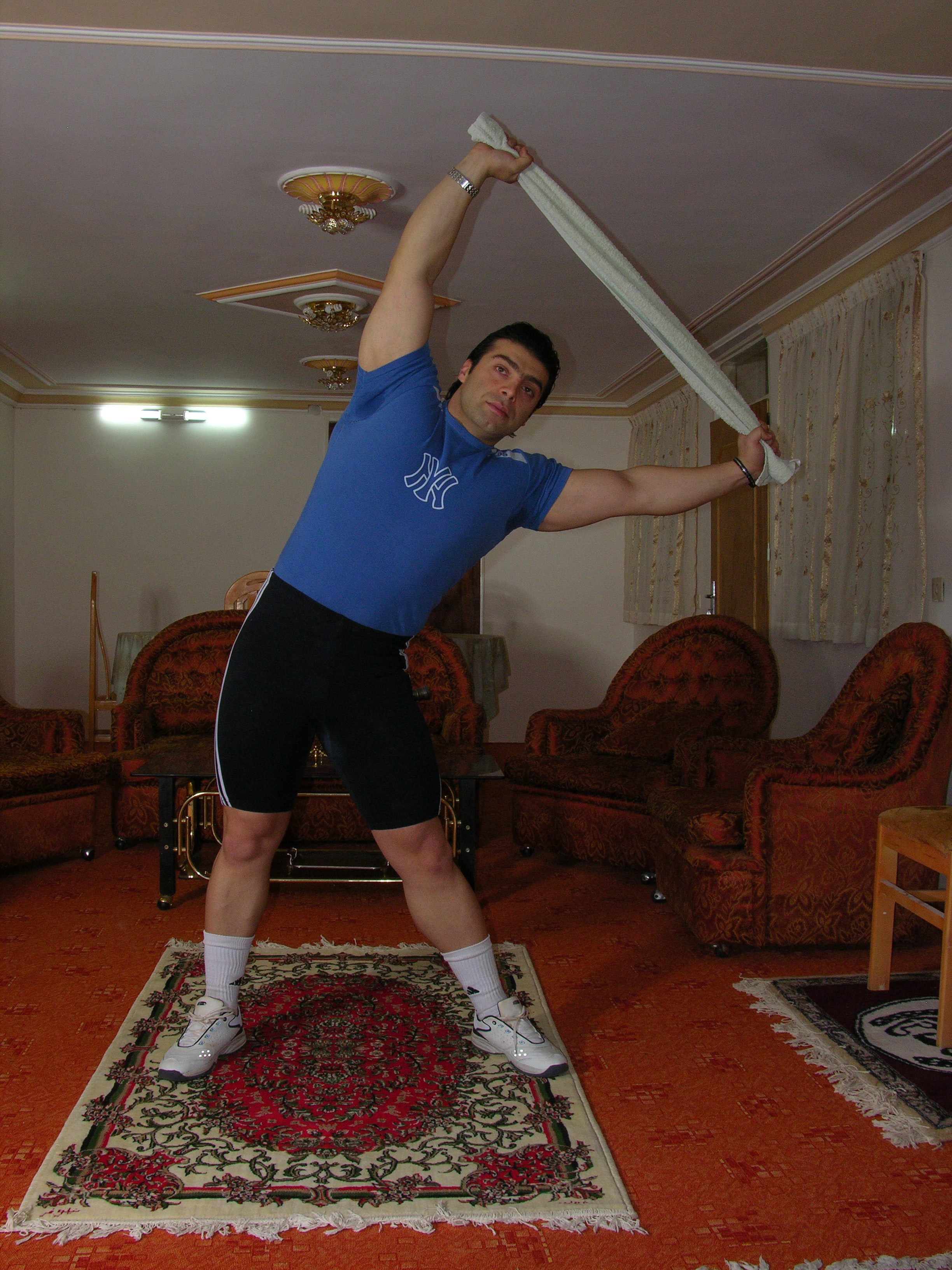
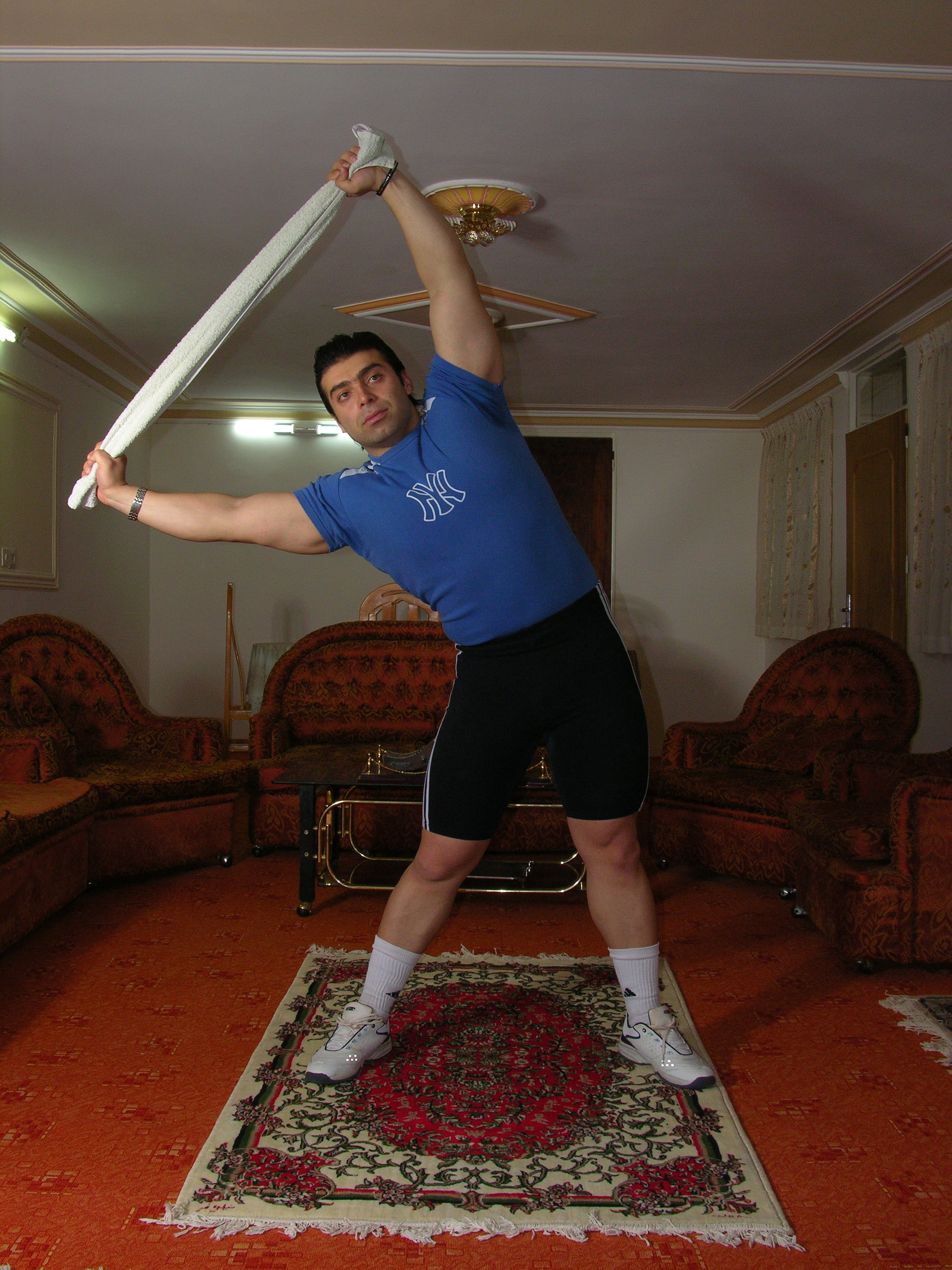

- تعداد دفعات انجام حرکت را تا زمانی که ست به پایان نرسیده ادامه می‌دهیم.
- نحوه تنفس: بازدم در هنگام خم شدن به یک پهلو و دم در هنگام آماده شدن برای خم شدن به پهلوی دیگر.
- اثر حرکت:

1. عضله مربع کمری
2. عضلات دندانه‌ای خلفی و قدامی
3. قسمت‌های پایین عضله پهن پشتی

#### حرکات کلیستنیکس پرورش‌دهنده عضلات پشت و کمر

##### حرکات کلیستنیکس پرورش‌دهندهعضله ذوزنقه‌ای

###### حرکت کششی بین دو صندلی
- مانند شکل دو صندلی را پشت به پشت یکدیگر به فاصله تقریبی ۵/ ۱متر از هم بر روی زمین قرار داده و یک میله یا چوب را بین آن‌ها می‌گذاریم.
- بین دو صندلی به نحوی دراز می‌کشیم میله در برابر سینه‌های مان باشد دست‌ها را به اندازه عرض شانه باز کرده و میله را می‌گیریم.
- با رعایت این نکته که تنها پاشنه‌های پا بر روی زمین است و اندام ما بجز دست‌ها همگی بی حرکت و ثابت می‌باشند خود را به سمت میله بالا می‌کشیم.
- هنگامی که سینه‌مان با میله مماس شد به آرامی پایین می‌رویم.

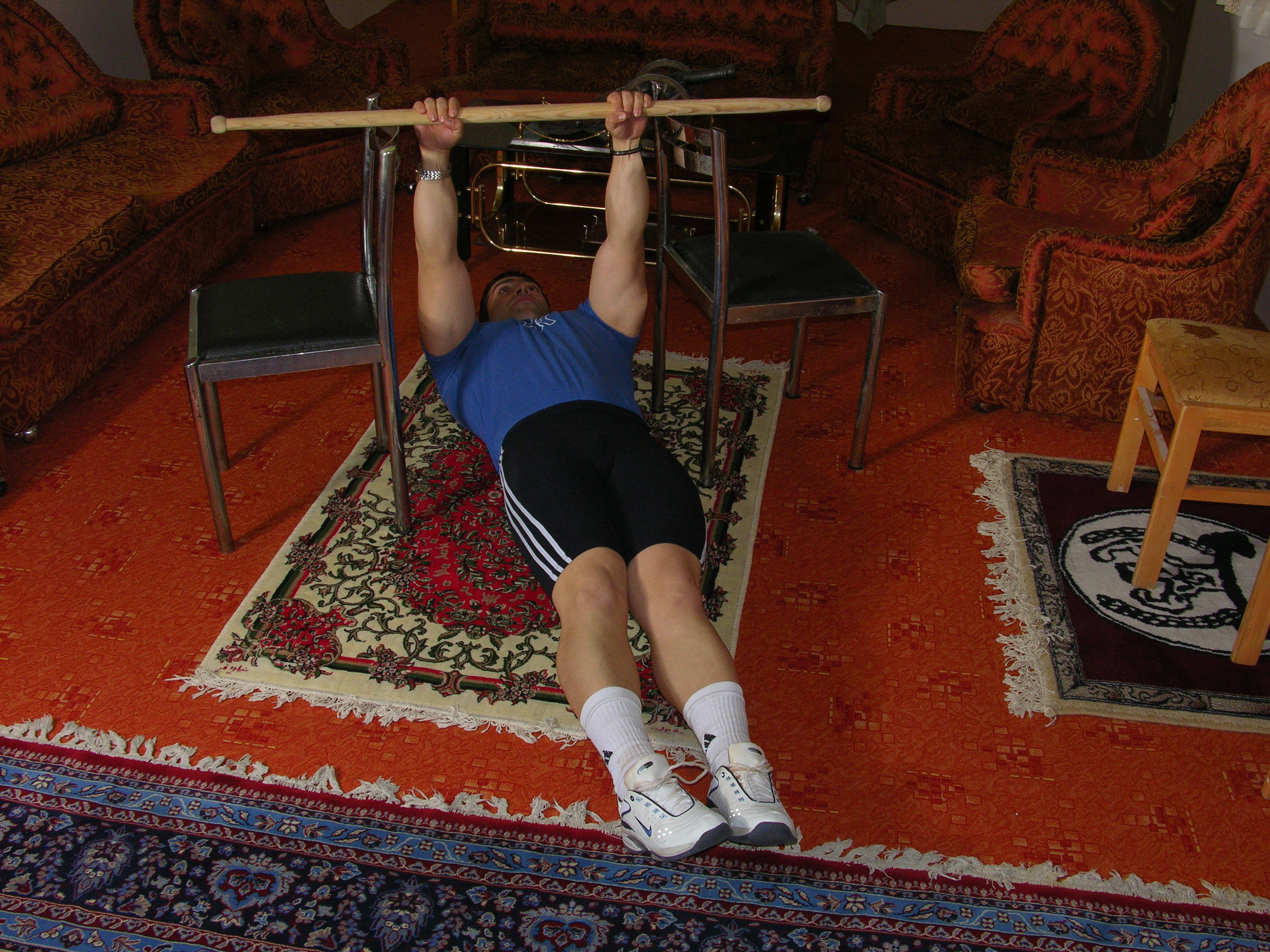
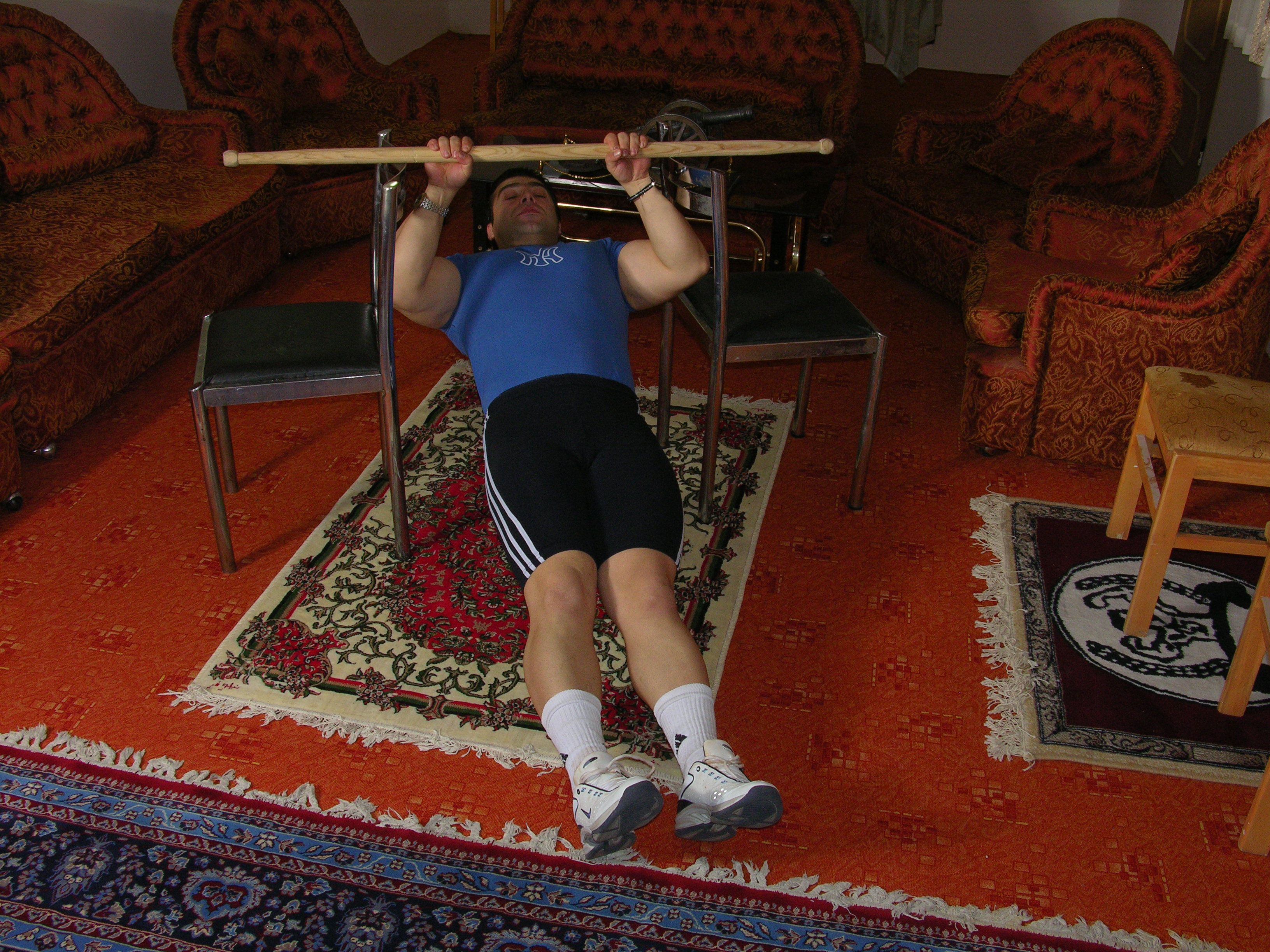

- تعداد دفعات انجام حرکت را تا زمانی که ست به پایان نرسیده ادامه می‌دهیم.
- نحوه تنفس: بازدم در هنگام بالا رفتن و دم در هنگام به پایین رفتن.
- اثر حرکت:

1. عضله ذوزنقه ای
2. عضلات متوازی‌الأضلاع (رومبوئید)
3. عضلات ناحیه شانه و بازو

##### حرکات کلیستنیکس پرورش‌دهنده عضله پهن پشتی

###### بارفیکس دست باز
- از آنجا که این حرکت به آمادگی جسمانی بالایی نیاز دارد انجام آن برای اشخاص مبتدی توصیه نمی‌شود، اما می‌توان آن را به کمک حریف تمرینی خود انجام داد.
- در حالی که کف دست‌ها رو به جلو قرار دارد و دست‌ها را تا حدی که می‌توانیم باز کرده‌ایم، میله بارفیکس را می‌گیریم.[۱۱]
- بدن خود را کاملاً صاف می‌کنیم.
- خود را به سمت بالا می‌کشیم تا جایی که چانه‌مان به میله برخورد نماید.
- هنگامی که پایین می‌آییم کمی بدن خود را به عقب می‌دهیم.

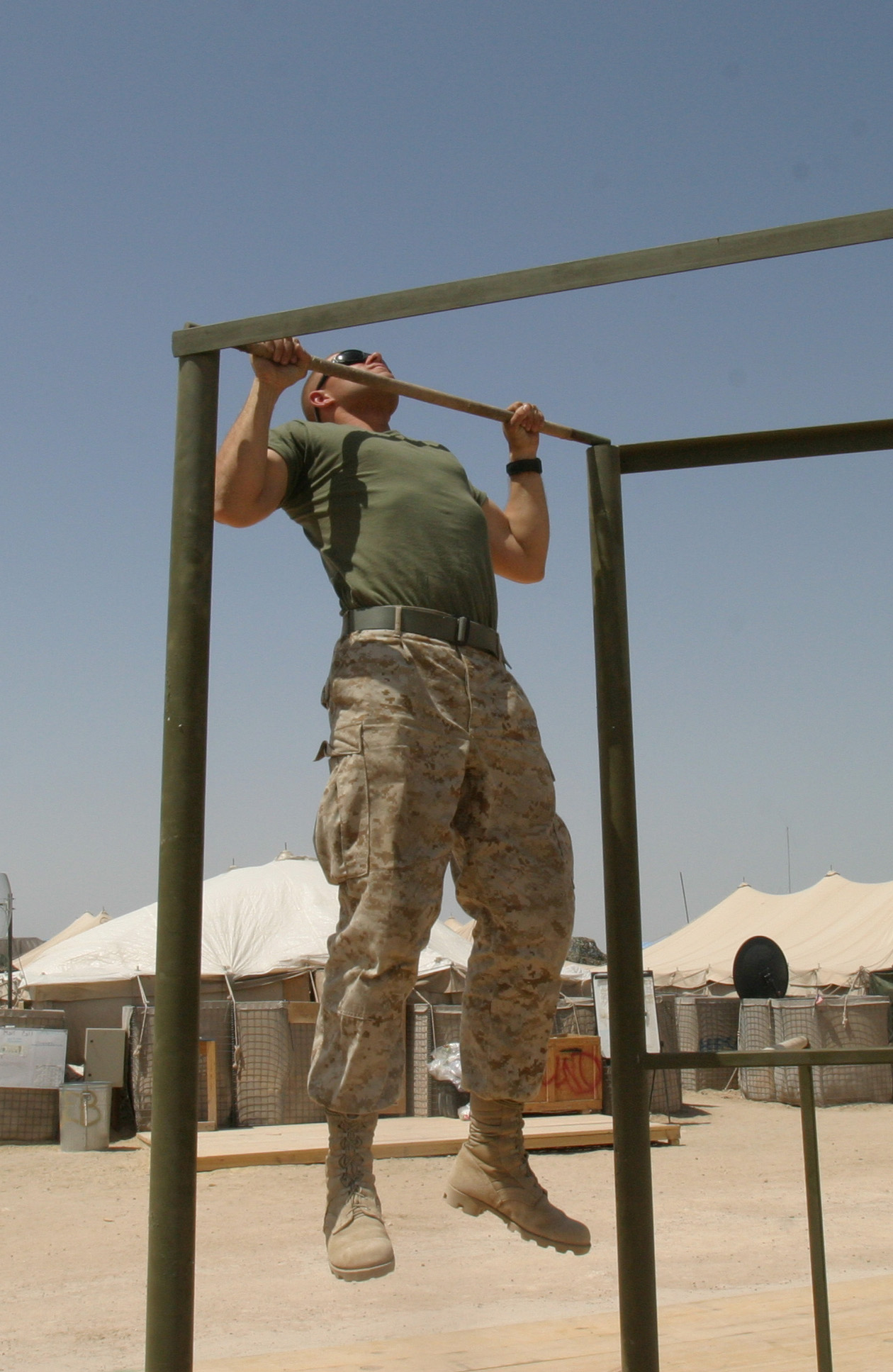
یک تفنگدار نیروی دریایی آمریکا در حال انجام بارفیکس دست باز

- تعداد دفعات انجام حرکت را تا زمانی که ست به پایان نرسیده ادامه می‌دهیم.
- این حرکت از پشت گردن هم قابل انجام است.
- نکته مهم در انجام این حرکت اینست که در انجام آن پاهای خود را حرکت ندهیم.
- نحوه تنفس: بازدم در هنگام بالا رفتن و دم در هنگام پایین آمدن.
- اثر حرکت:

1. قسمت بالایی عضله پهن پشتی و عضلات گرد کوچک و گرد بزرگ (تِرِس مینور و تِرِس ماژور)
2. عضلات بازو
3. عضلات ناحیه شانه
4. عضله ذوزنقه ای
5. عضلات متوازی‌الأضلاع (رومبوئید) و ناحیه سینه

###### زیر بغل طناب کشی
- این حرکت را به وسیله حریف تمرینی خود انجام می‌دهیم. حریف تمرینی ما ابتدا باید دو سر یک طناب را در دست گرفته و رو به جلو خم شود.
- در حالی که رو به جلو خم شده‌ایم دو سر دیگر طناب را به دست می‌گیریم.
- بازوهای مان را در حالی که کف دست‌ها رو به بالا است به جلو برده، راست می‌کنیم در این حال حریف تمرینی ما با چرخاندن آرنج و کشیدن طناب آن را به سوی خود می‌کشد.
- مانند شکل دست‌های مان را از آرنج به نحوی می‌چرخانیم که کف دست‌ها رو به زمین قرار گیرد سپس در ضمن انجام این کار دو سر طناب را به سوی خود می‌کشیم.
- هنگامی که دست‌ها را تا جایی که ممکن است جمع کردیم دوباره آن را به سمت جلو می‌بریم.

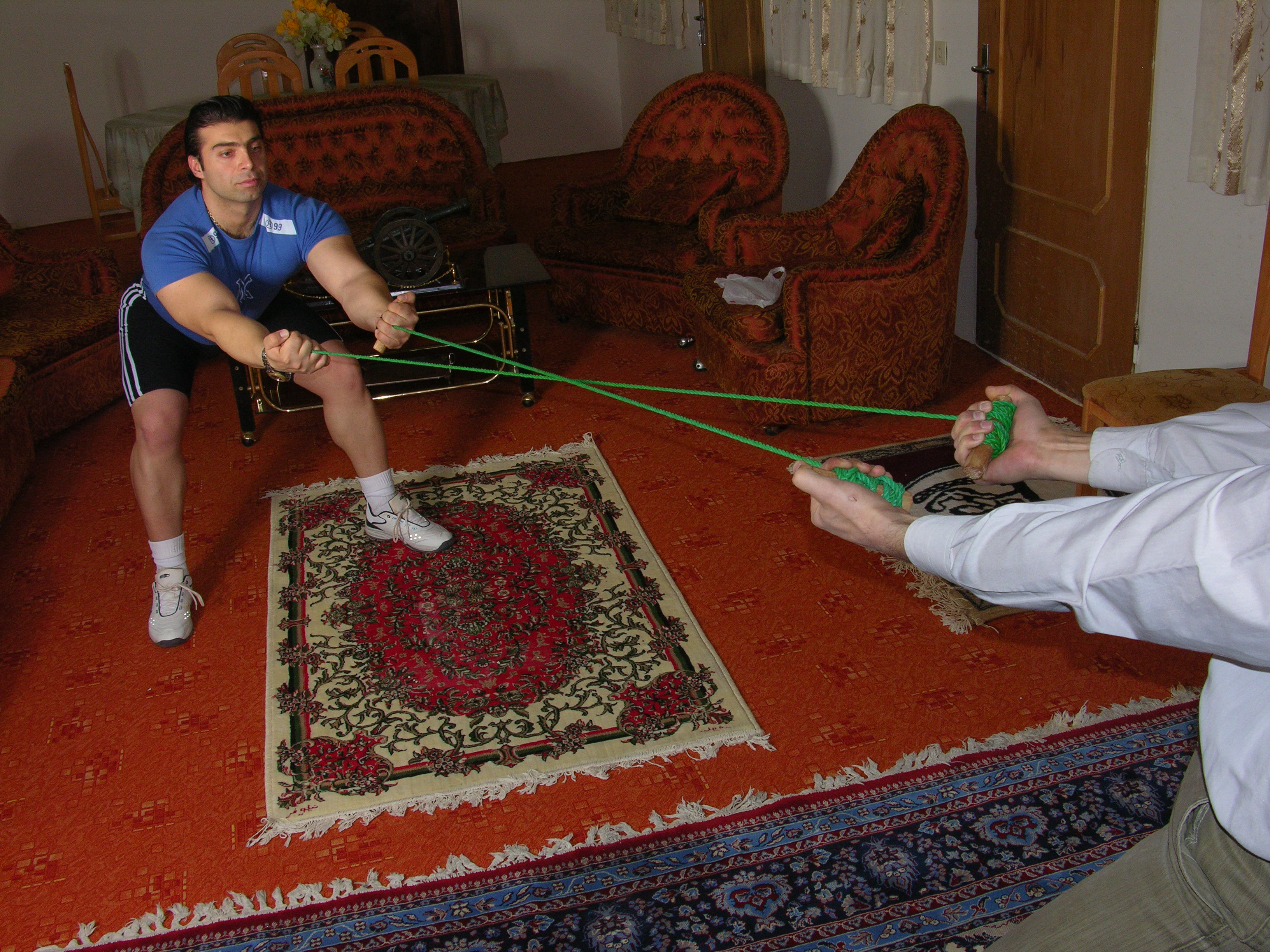
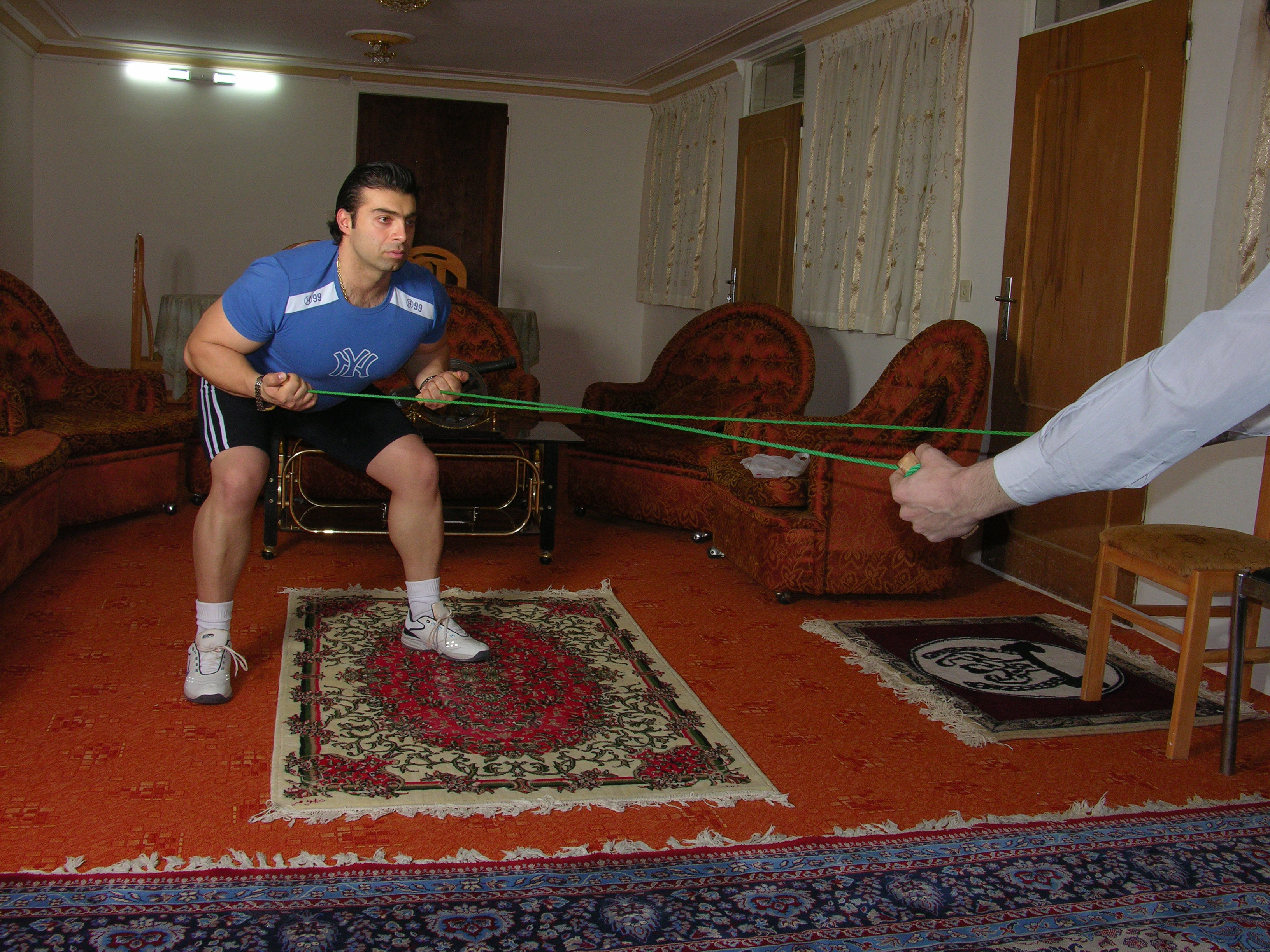
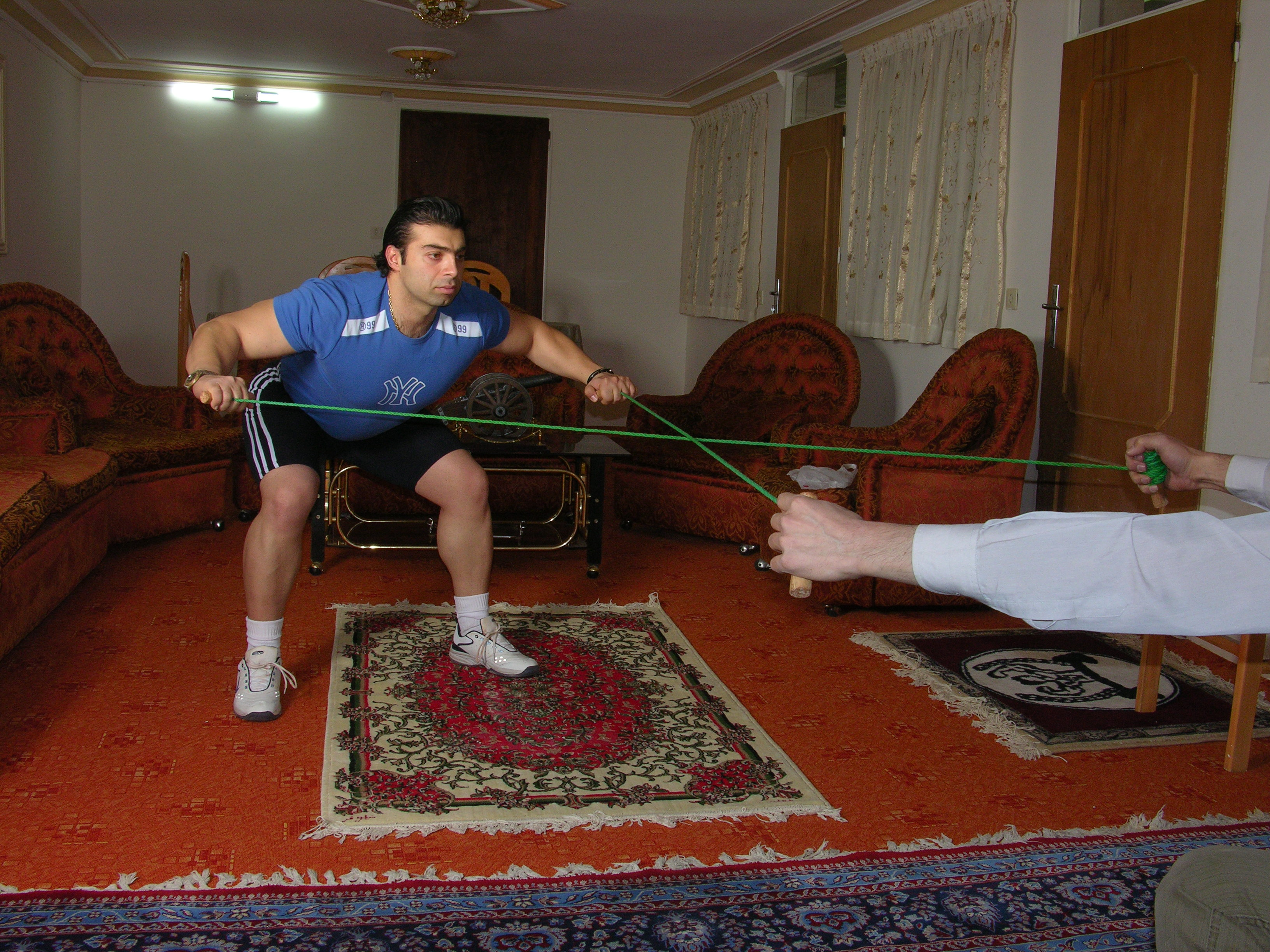
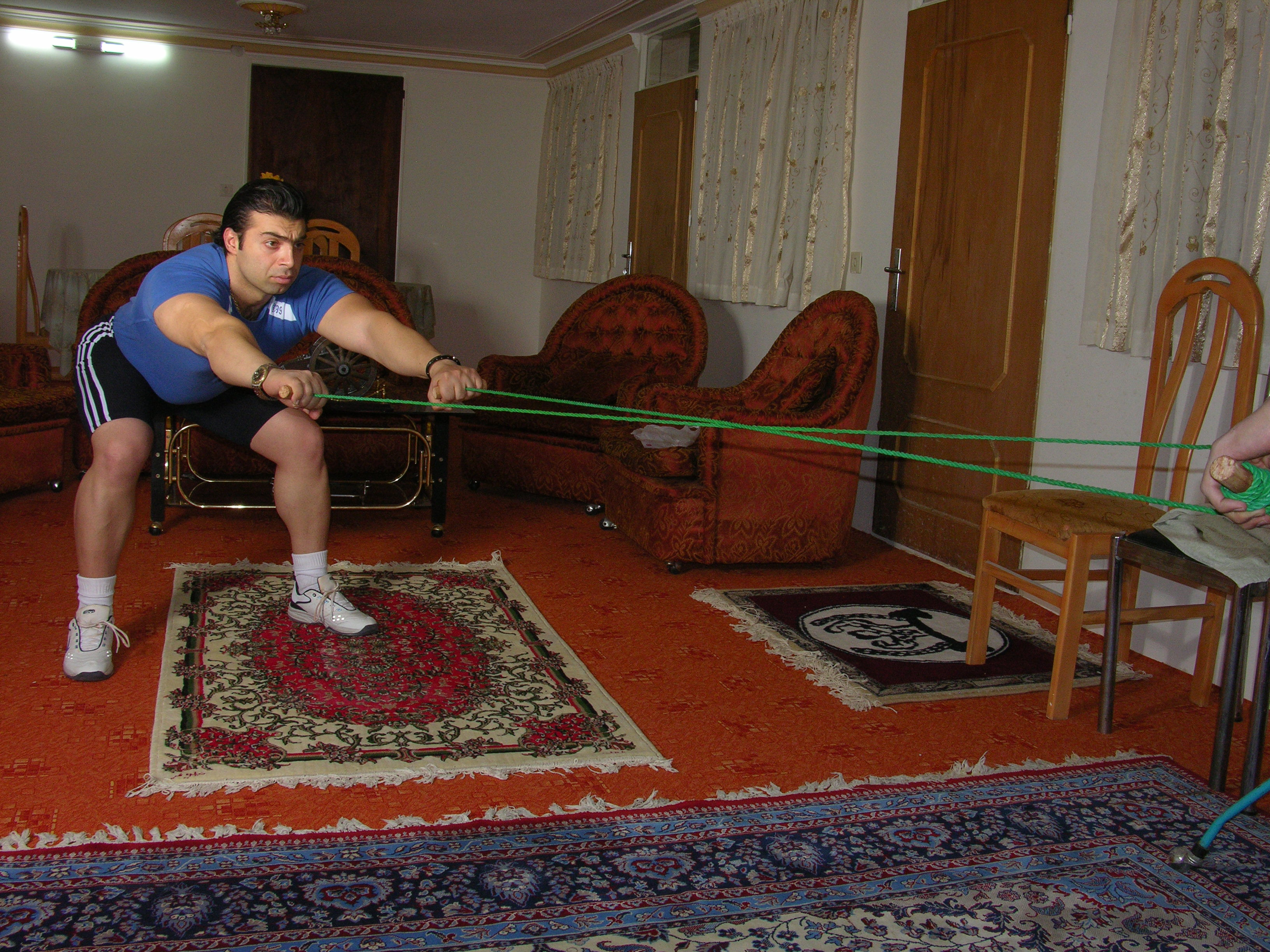

- تعداد دفعات انجام حرکت را تا زمانی که ست به پایان نرسیده ادامه می‌دهیم.
- نحوه تنفس: بازدم در هنگام کشیدن و دم در هنگام رها کردن طناب به سمت جلو
- اثر حرکت:

1. تمامی قسمت‌های عضله پهن پشتی و عضلات گرد کوچک و گرد بزرگ (تِرِس مینور و تِرِس ماژور)
2. عضلات متوازی‌الأضلاع (رومبوئید) و ناحیه سینه
3. عضلات بازو
4. عضله ذوزنقه ای
5. عضلات ناحیه شانه

##### حرکات کلیستنیکس پرورش‌دهنده فیله‌ها

###### فیله کمر به کمک حریف تمرینی
- مانند شکل از جلو بر روی یک میز یا صندلی بلند دراز می‌کشیم.
- از یار تمرینی خود می‌خواهیم تا پاها یمان را کاملاً ثابت نگاه دارد.
- با رعایت این نکته که کمر کاملاً راست است رو به جلو خم می‌شویم
- سپس دوباره به حالت اول بازگشته و تعداد انجام این حرکت را تا زمانی که ست به پایان نرسیده ادامه می‌دهیم.
- می‌توان در هنگام پایین رفتن دست‌ها و کتف خود را به سمت پایین رها نماییم و در هنگام بالا آمدن دست‌ها و کتف خود را به عقب بکشیم.

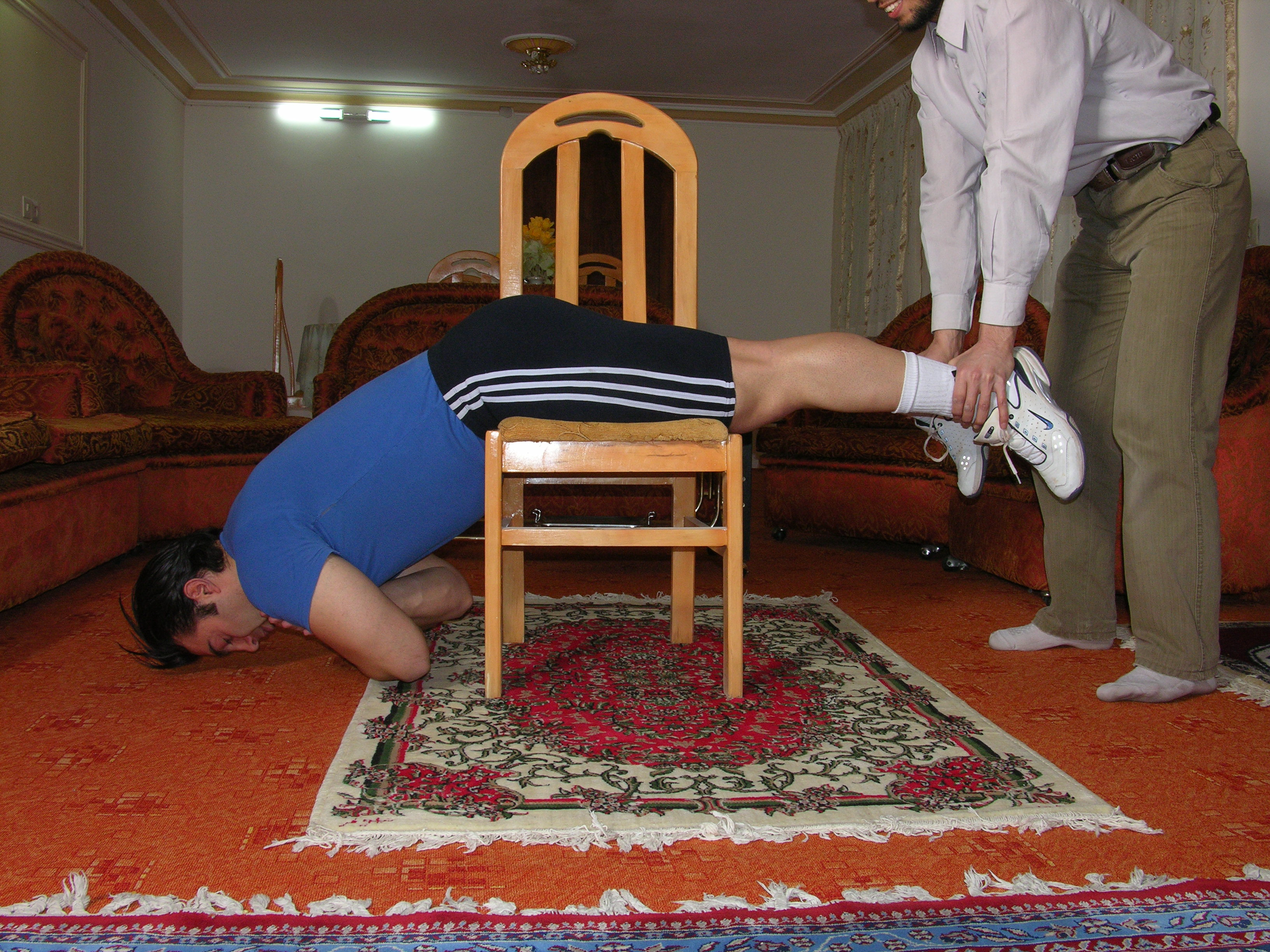
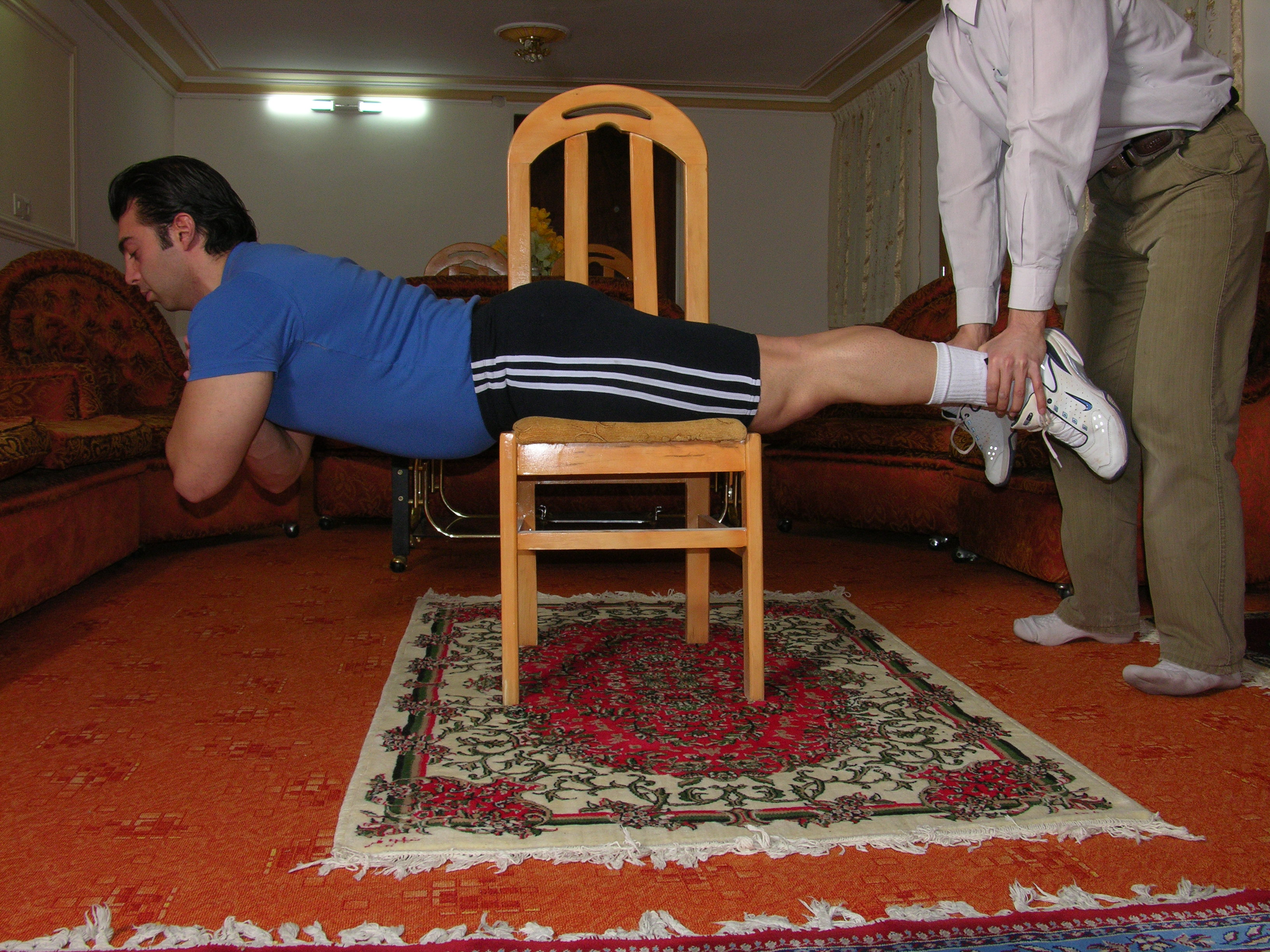

- جهت فشار بیشتر در این تمرین می‌توان از وزنه استفاده کرد.
- نحوه تنفس: بازدم در هنگام بالا آمدن و دم در هنگام پایین رفتن.
- اثر حرکت:

1. فیله‌ها
2. عضلات پشت ران
3. عضلات ناحیه سرین (گلوتئال)
4. عضلات ساق پا

#### حرکات کلیستنیکس پرورش‌دهنده عضلات گردن

##### حرکت متناوب گردن
- مانند شکل بر روی یک میز دراز می‌کشیم.
- با بالا بردن و پایین بردن کنترل شده سر و گردن، عضلات ناحیه گردن را تمرین می‌دهیم.

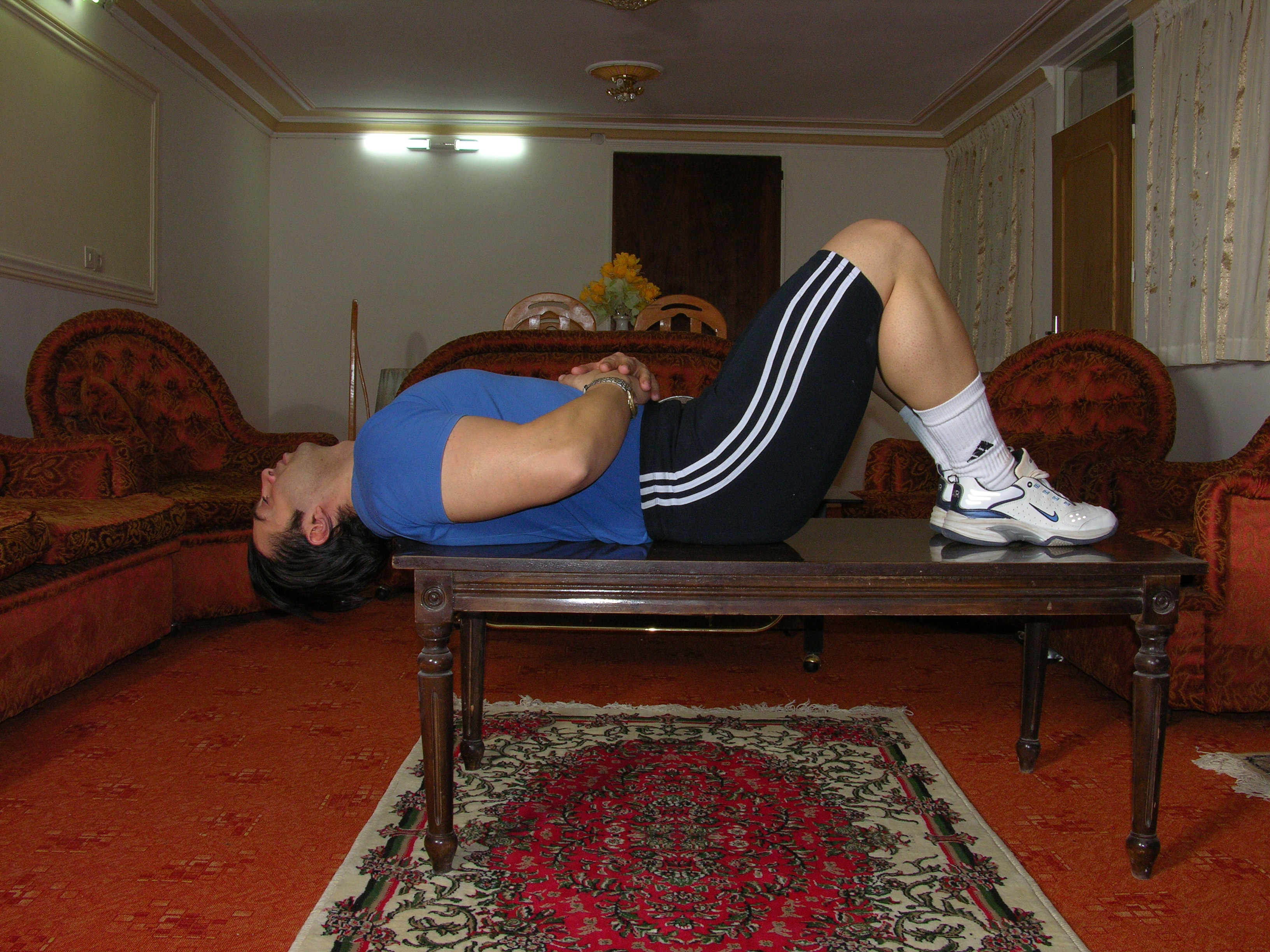
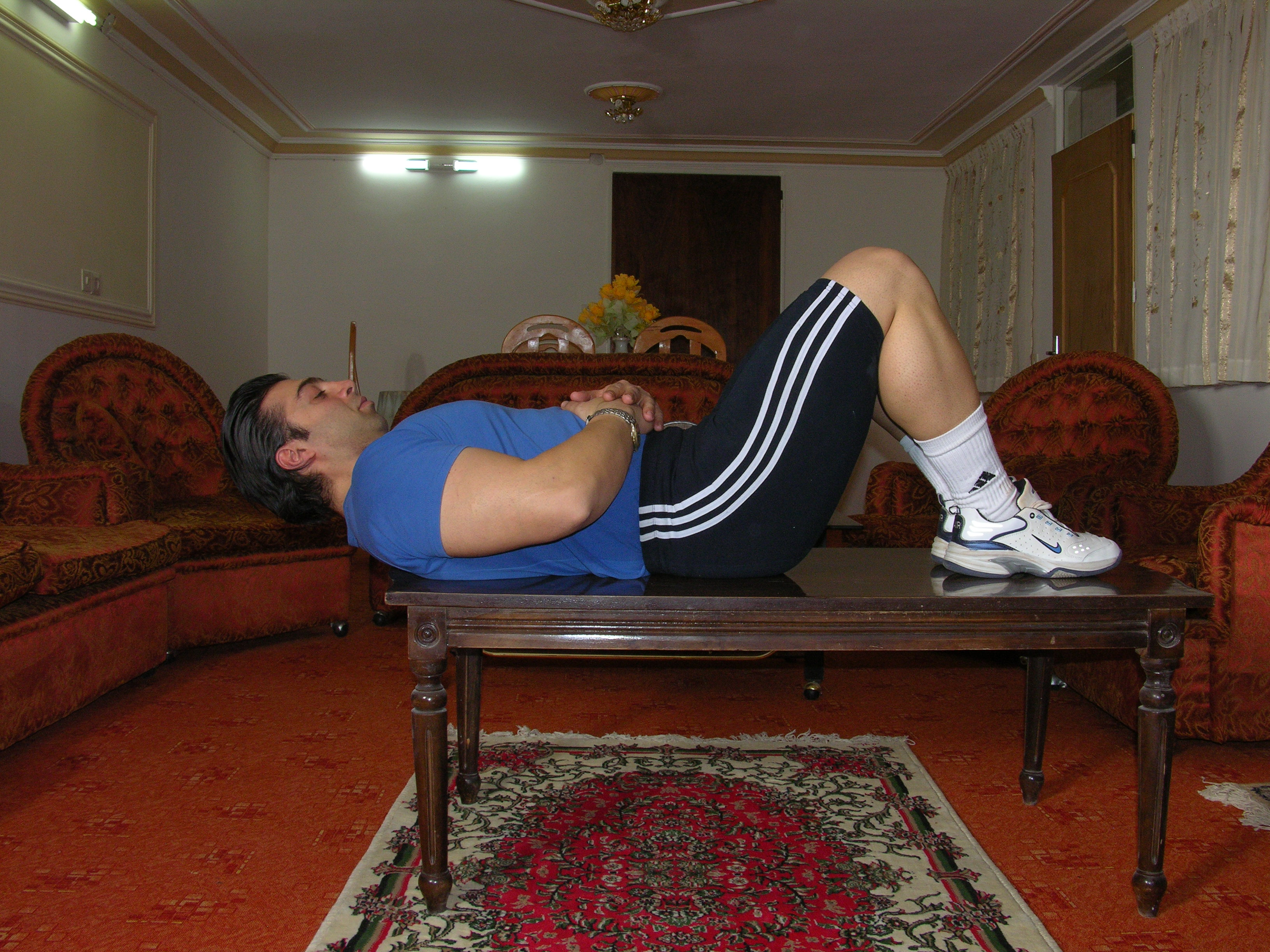

- می‌توان برای تمرین و تقویت عضلات کناری گردن، مانند شکل حرکت را در حالی که به پهلو دراز کشیده‌ایم اجرا نماییم.

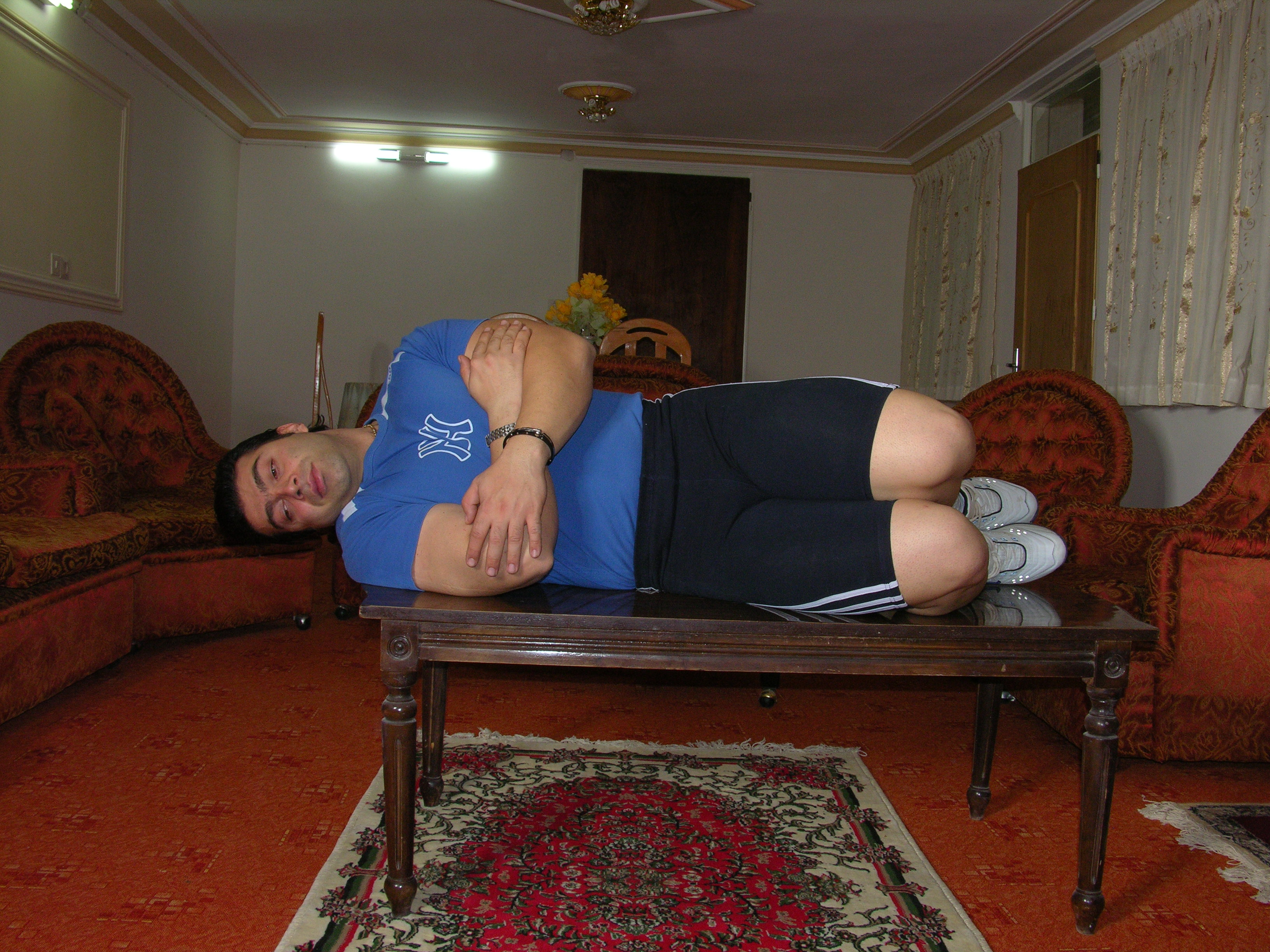
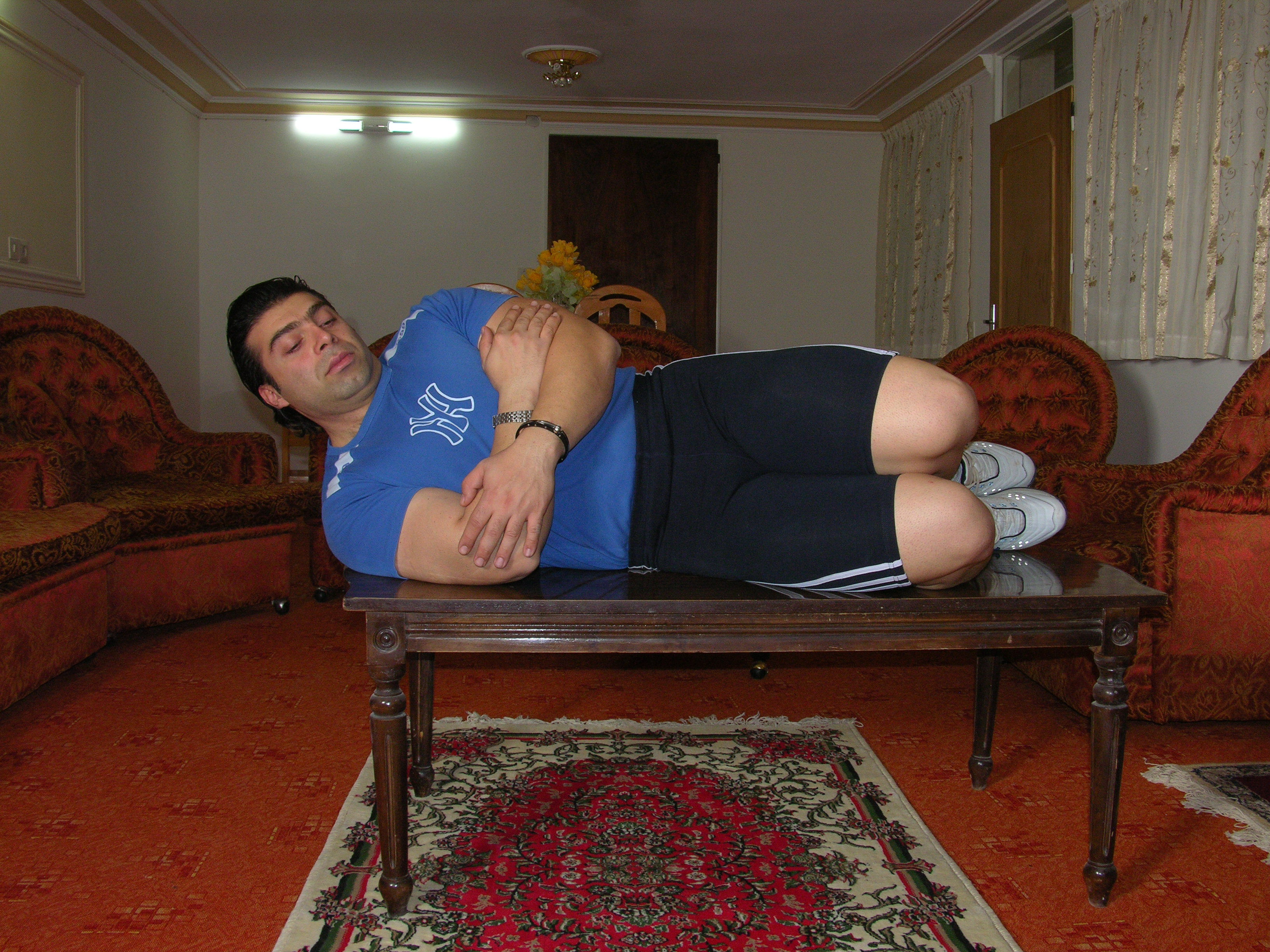

- نحوه تنفس: بازدم در هنگام حرکت سر و گردن بر خلاف جاذبه زمین و دم در هنگام بازگشت.
- اثر حرکت:

1. عضلات ناحیه گردن
2. عضلات راست نگاه دارنده ستون فقرات

##### پُل
- نوع متحرک این حرکت (که بیشتر در تمرینات کشتی گیران دیده می‌شود) به علت خطرناک بودن برای مفاصل ناحیه گردن یک حرکت مهجور و ممنوع ورزشی می‌باشد اما نوع ثابت این حرکت را درصورت آمادگی بدنی کافی، می‌توان اجرا نمود.
- به پشت روی زمین دراز کشیده و برای راحتی بیشتر می‌توانیم سر خود را روی یک بالش قرار دهیم.
- زانوها را خم نموده و مانند شکل به نحوی وزن خود را بروی گردن می‌اندازیم که بدنمان حالتی کمانی شکل به خود بگیرد.
- در نوع متحرک این حرکت، حرکت سر و پاهایمان کمک می‌کند تا حرکتی رو به جلو و عقب داشته باشیم.
- در نوع ثابت این حرکت حرکتی در ناحیه گردن اتفاق نمی‌افتد و تنها عضلات گردن در برابر فشار مقاومت می‌نمایند.

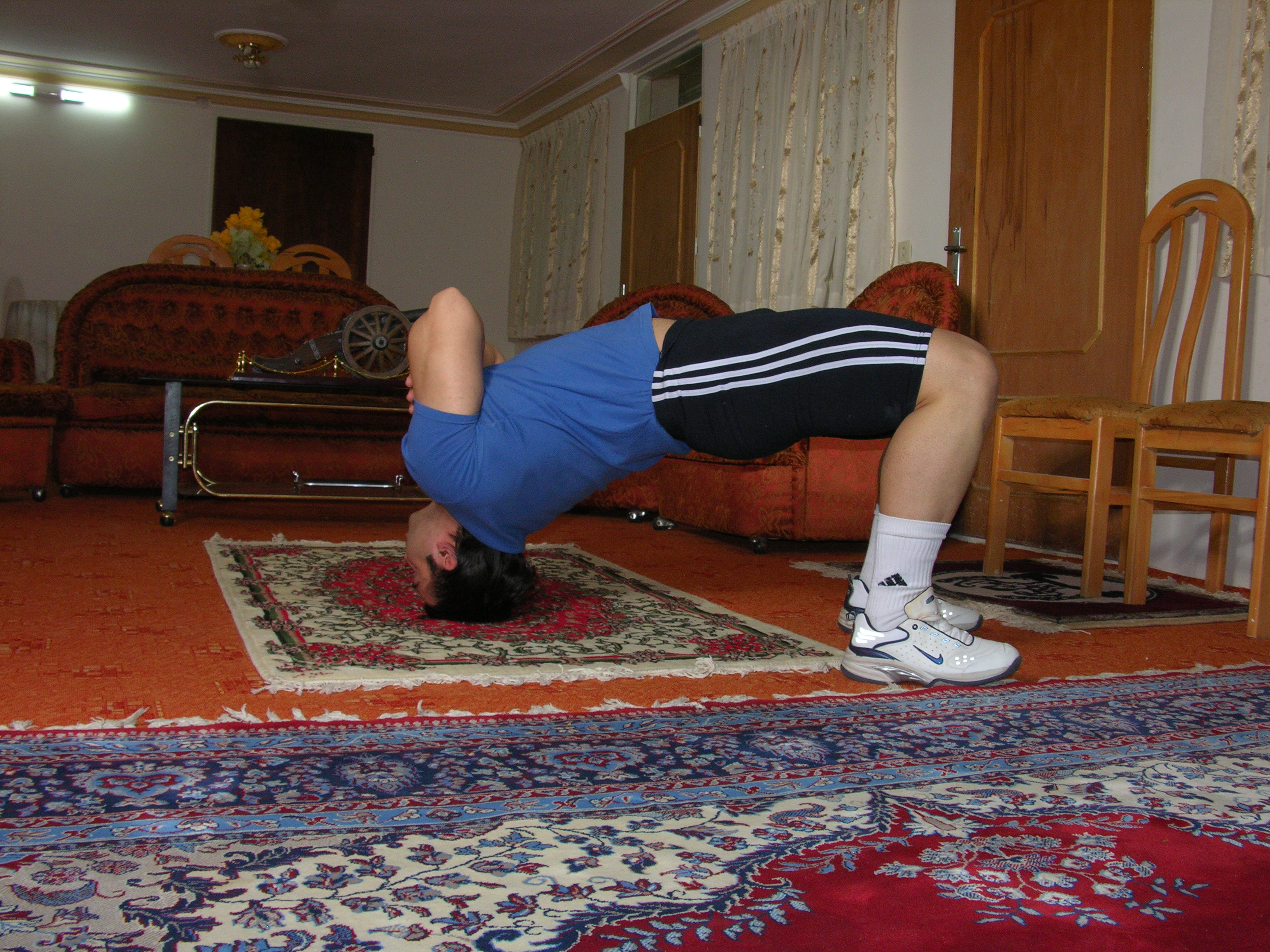

- این حرکت را در حد ناتوانی انجام نمی‌دهیم.
- نحوه تنفس: در نوع متحرک، بازدم در هنگام عقب رفتن و دم در هنگام بازگشت؛ و در نوع ثابت تنفس منظم و بدون وقفه می‌باشد.
- اثر حرکت:

1. عضلات ناحیه گردن
2. عضلات راست نگاه دارنده ستون فقرات

### حرکات کلیستنیکس پرورش‌دهنده عضلات پایین‌تنه
این حرکات بر روی مجموعه عضلات اندام تحتانی تأثیرگذار بوده و آن‌ها را حجیم‌تر و قدرتمندتر می‌سازد.
این حرکات شامل بخش‌های عمده ذیل می‌باشند:
1. حرکات پرورش دهنده عضلات جلو و داخل پا
2. حرکات پرورش دهنده عضلات پشت پا
3. حرکات پرورش دهنده عضلات ساق پا

#### حرکات کلیستنیکس پرورش‌دهنده عضلات جلو و داخل پا
جدا نمودن حرکات پرورش دهنده قسمت‌های جلو و داخل پا از یکدیگر کار آسانی نیست چرا که در این حرکات هر دو قسمت مذکور با هم کار می‌کنند اما با توجه به غلبه یکی بر دیگری در انجام حرکات این حرکات در دو بخش جداگانه بررسی می‌شوند.

#### حرکات کلیستنیکس پرورش‌دهنده عضلات جلوی پا

##### اسکوات
- بر روی زمین یک کتاب، آجر یا تخته به ارتفاع تقریبی ۳ سانتیمتر قرار می‌دهیم و به نحوی روی آن می‌ایستیم که پاشنه پاهای مان روی آن قرار گیرد.
- با رعایت این که کمر مان راست است به آرامی پایین می‌رویم، روند پایین رفتن را تا زمانی که مفصل زانو زاویه نود درجه پیدا نکرده‌است ادامه می‌دهیم.
- هنگامی که حرکت در مفصل زانو به زاویه نود درجه رسید. حرکت به سمت بالا را تا زمانی که کاملاً نایستاده‌ایم ادامه می‌دهیم.

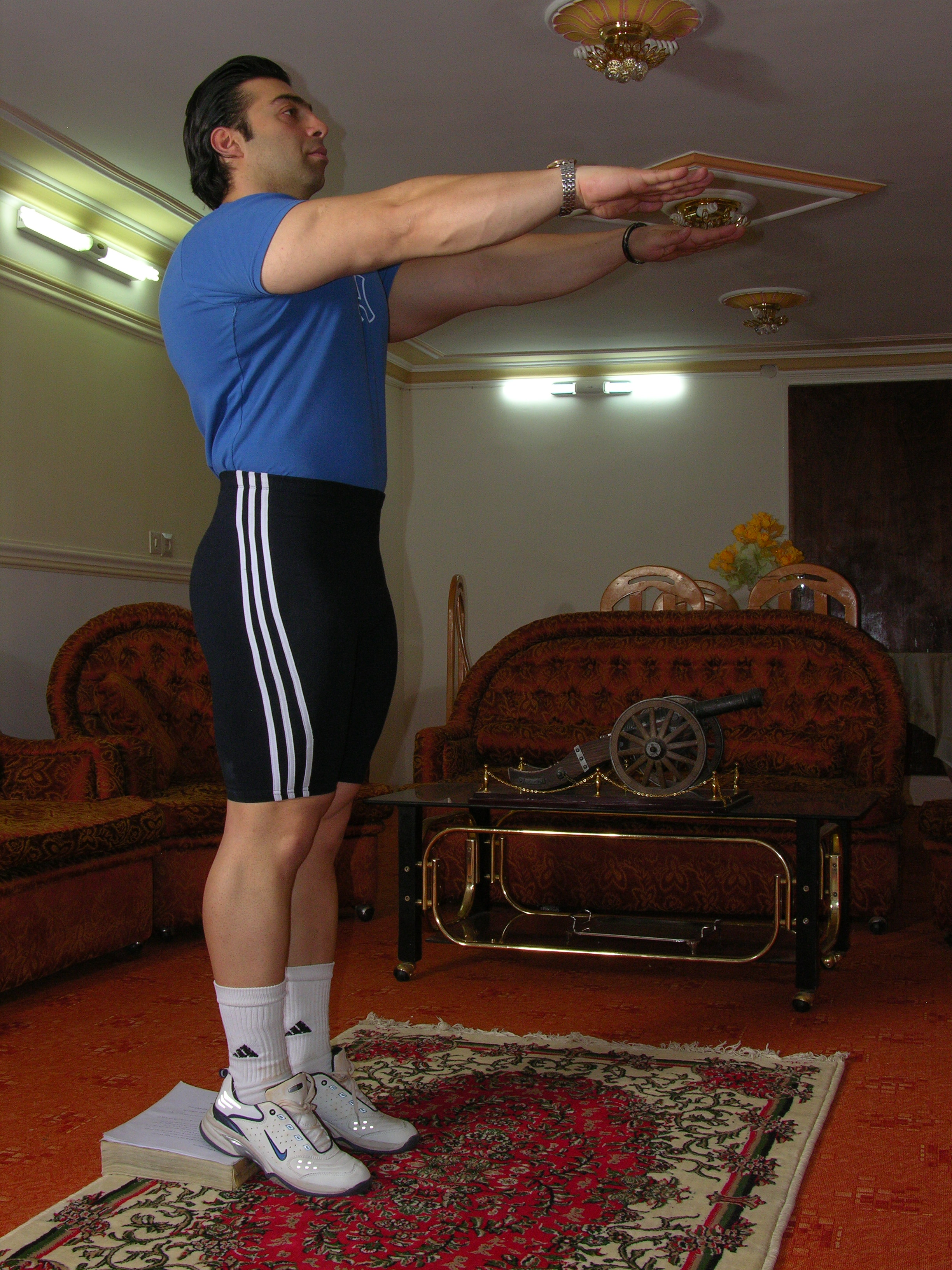
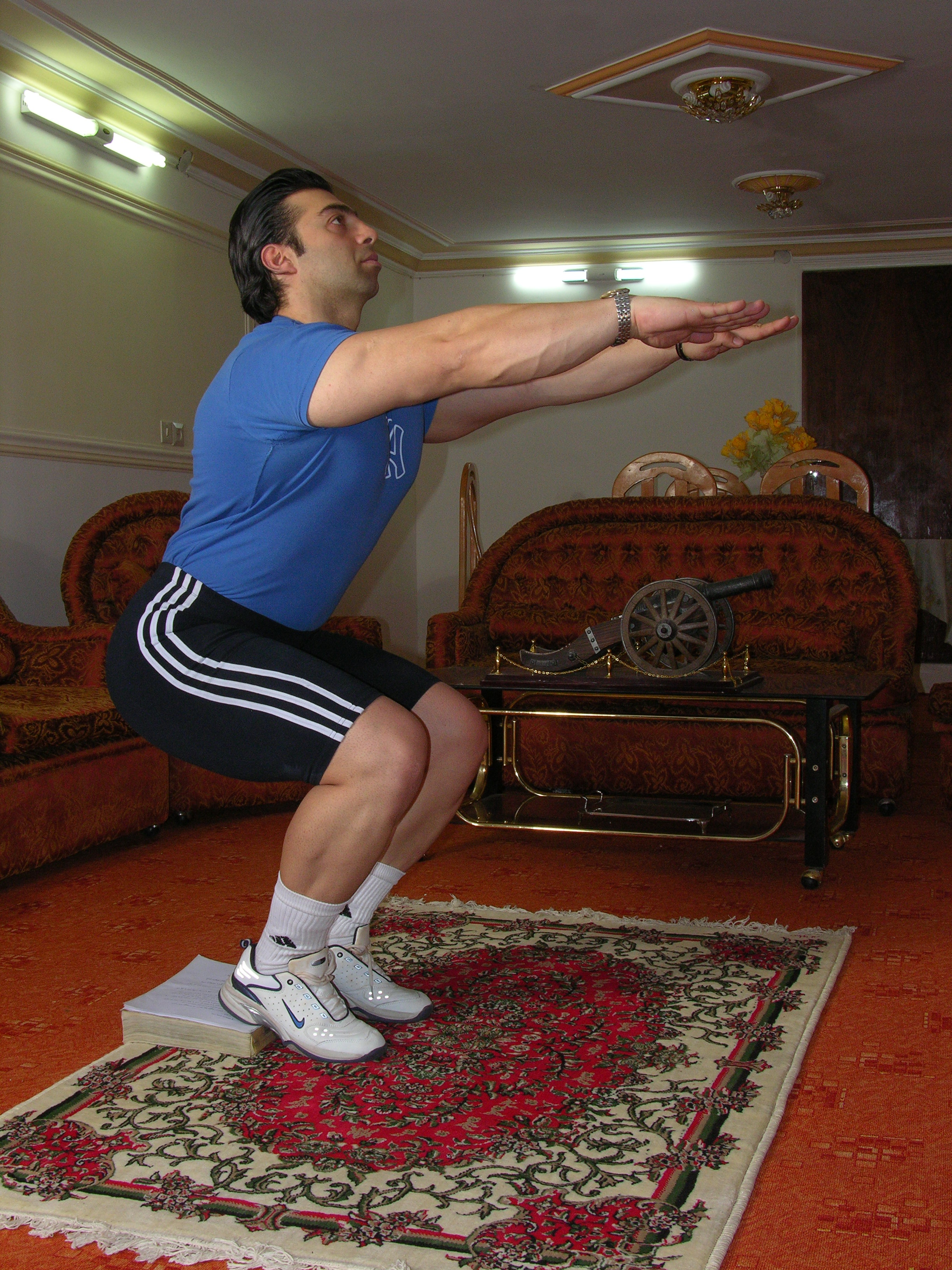

- تعداد دفعات انجام حرکت را تا زمانی که ست به پایان نرسیده ادامه می‌دهیم.
- نحوه تنفس: بازدم در هنگام بالا رفتن و دم در هنگام پایین آمدن.
- اثر حرکت:

1. نواحی بالایی تمامی قسمت‌های عضله چهار سر
2. عضله خیاطه
3. عضله شانه ای
4. عضلات ناحیه سرین
5. عضلات ساق پا
6. عضلات راست نگاه دارنده ستون فقرات

##### اسکوات یک پا
- بر روی زمین یک کتاب، آجر یا تخته به ارتفاع تقریبی ۳ سانتیمتر قرار می‌دهیم و با یک پا به نحوی روی آن می‌ایستیم که پاشنه پای مان روی آن قرار گیرد.
- با رعایت این که کمر مان راست است به آرامی پایین می‌رویم، روند پایین رفتن را تا زمانی که مفصل زانو زاویه نود درجه پیدا نکرده‌است ادامه می‌دهیم.
- هنگامی که حرکت در مفصل زانو به زاویه نود درجه رسید. حرکت به سمت بالا را تا زمانی که کاملاً نایستاده‌ایم ادامه می‌دهیم.

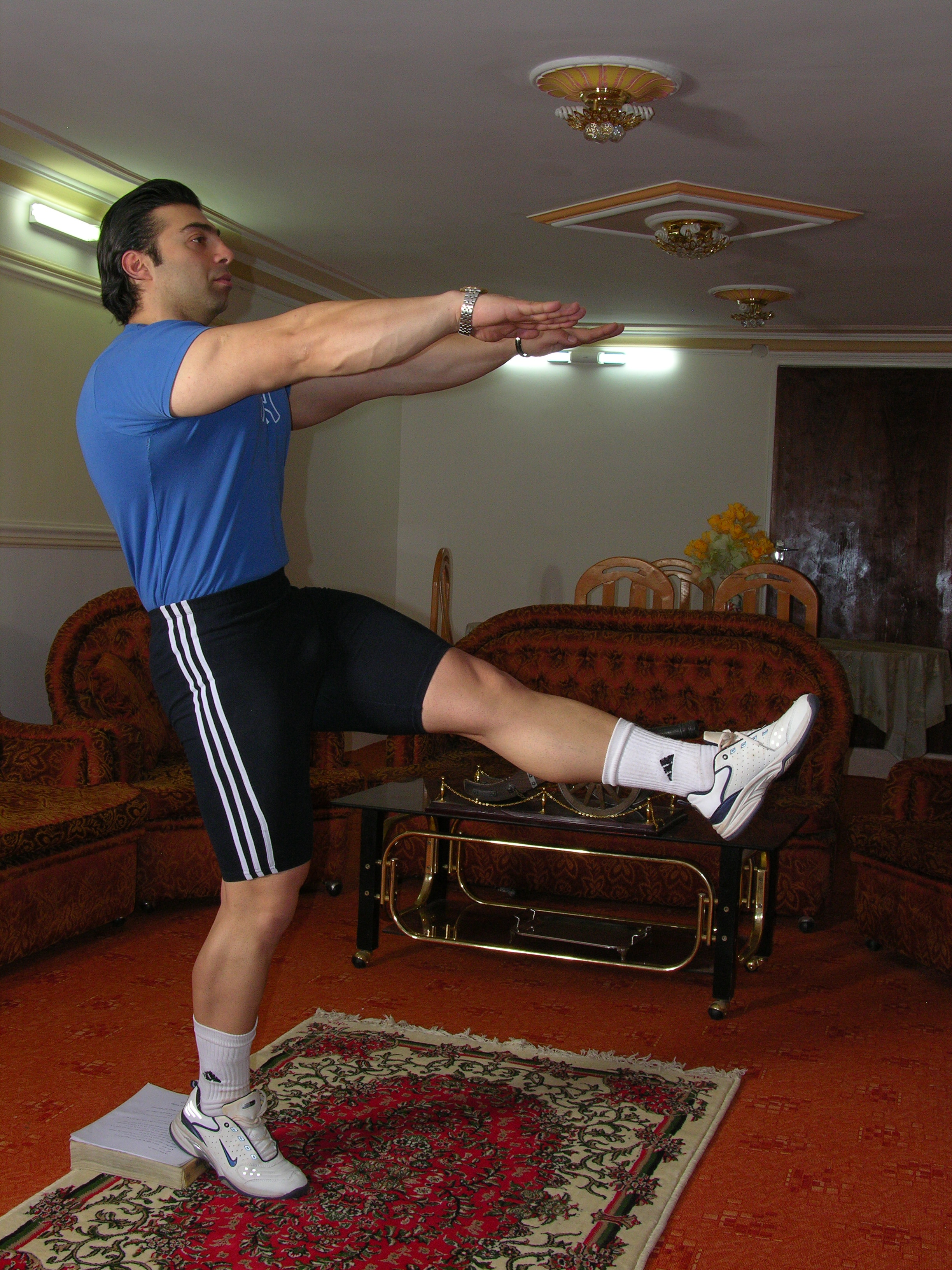
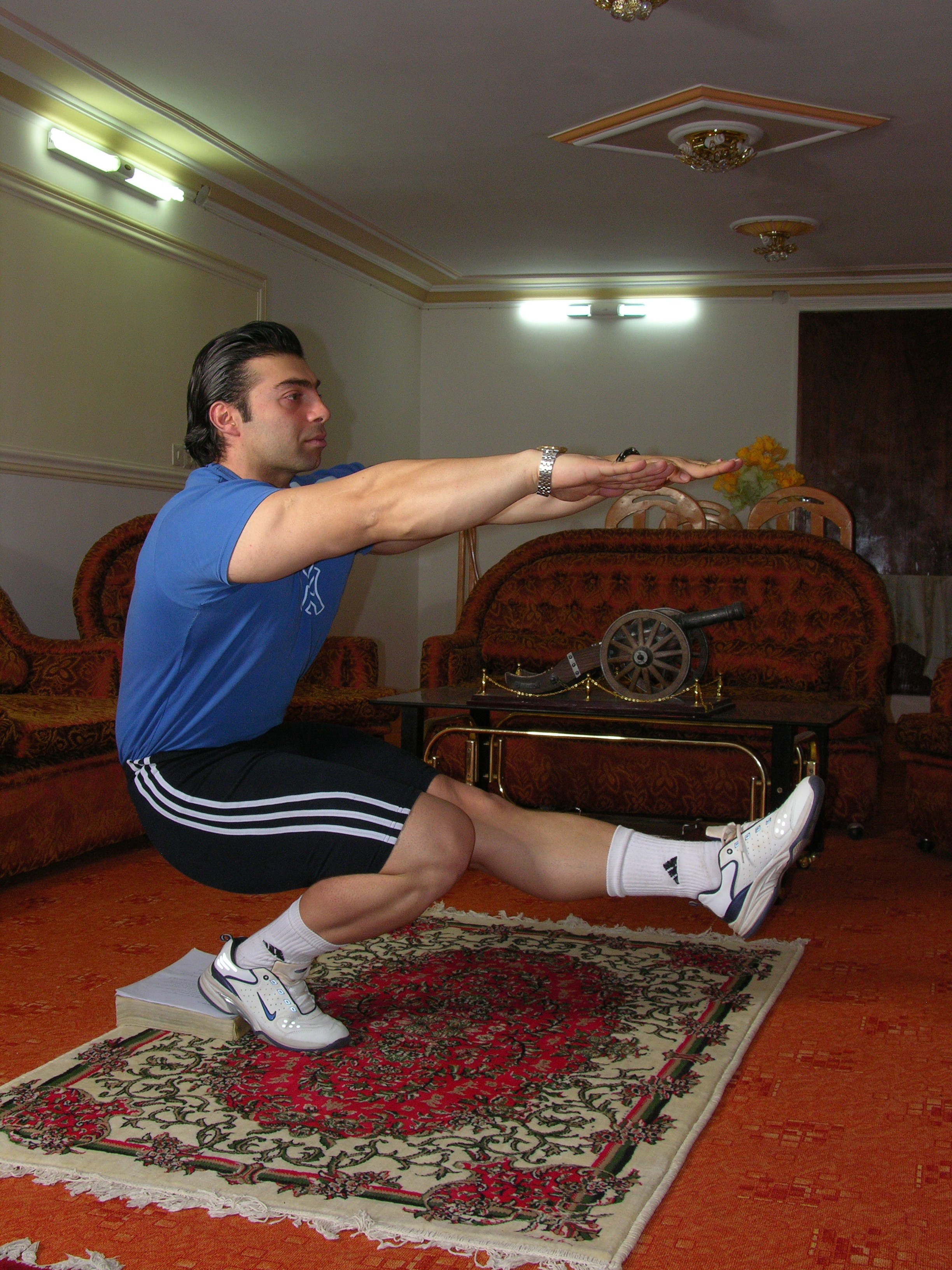

- پس از انجام حرکت برای یک پا آن را به ترتیبی که در بالا ذکر شد برای پای دیگر انجام می‌دهیم.
- نحوه تنفس: بازدم در هنگام بالا رفتن و دم در هنگام پایین آمدن.
- اثر حرکت:

1. نواحی بالایی تمامی قسمت‌های عضله چهار سر
2. عضله خیاطه
3. عضله شانه ای
4. عضلات ناحیه سرین
5. عضلات ساق پا

##### سی سی
- مانند شکل پاها را به اندازه عرض شانه باز کرده و می‌ایستیم.
- با رعایت این که کمر مان راست است زانوها و باسن خود را به سمت جلو برده و بر روی سینه پا به آرامی پایین می‌رویم، روند پایین رفتن را تا زمانی که زانوهایمان به نزدیکی زمین نرسیده‌اند ادامه می‌دهیم.
- هنگامی که زانوهایمان به نزدیکی زمین رسیدند حرکت به سمت بالا را تا زمانی که کاملاً نایستاده‌ایم ادامه می‌دهیم.

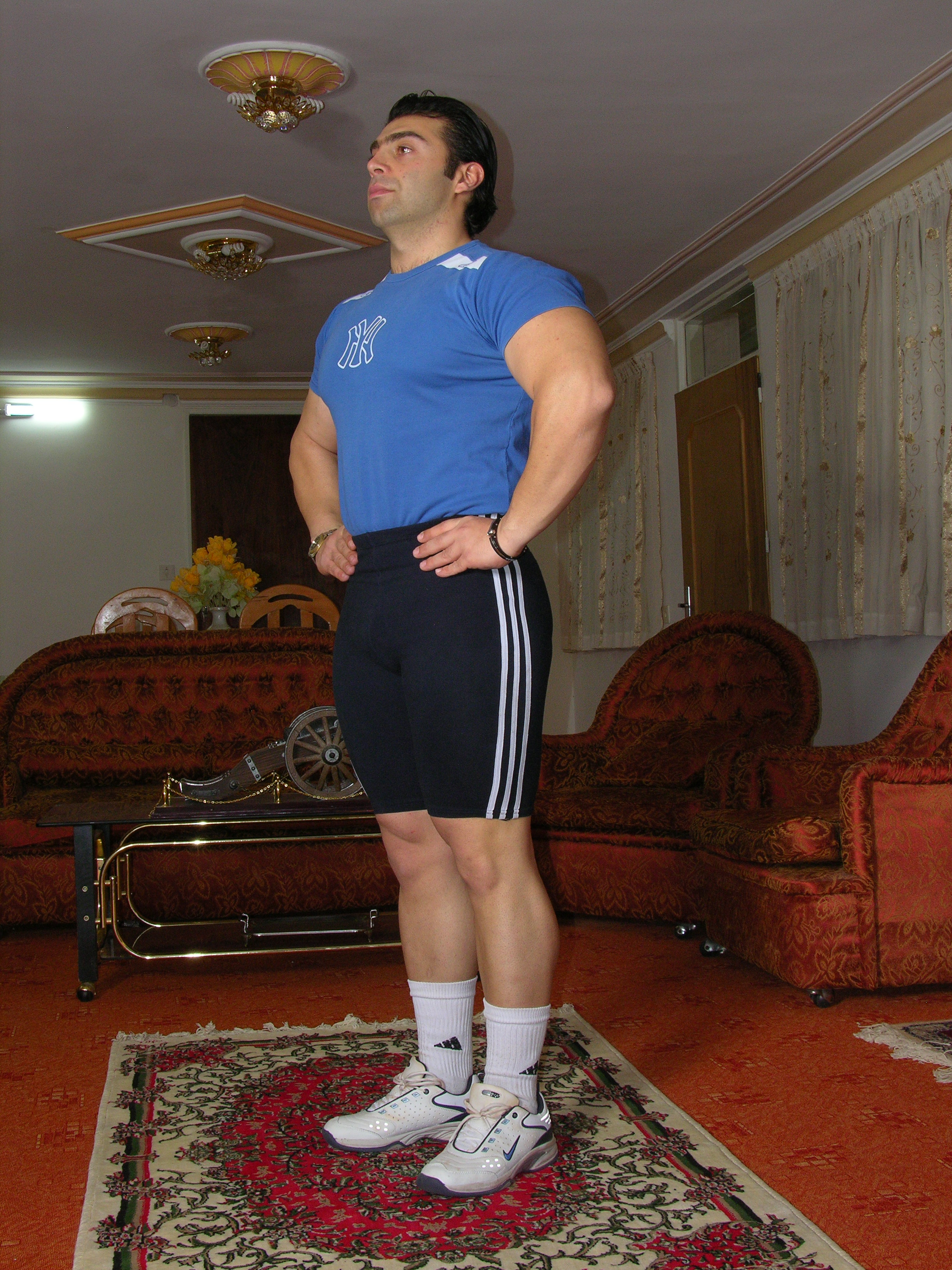
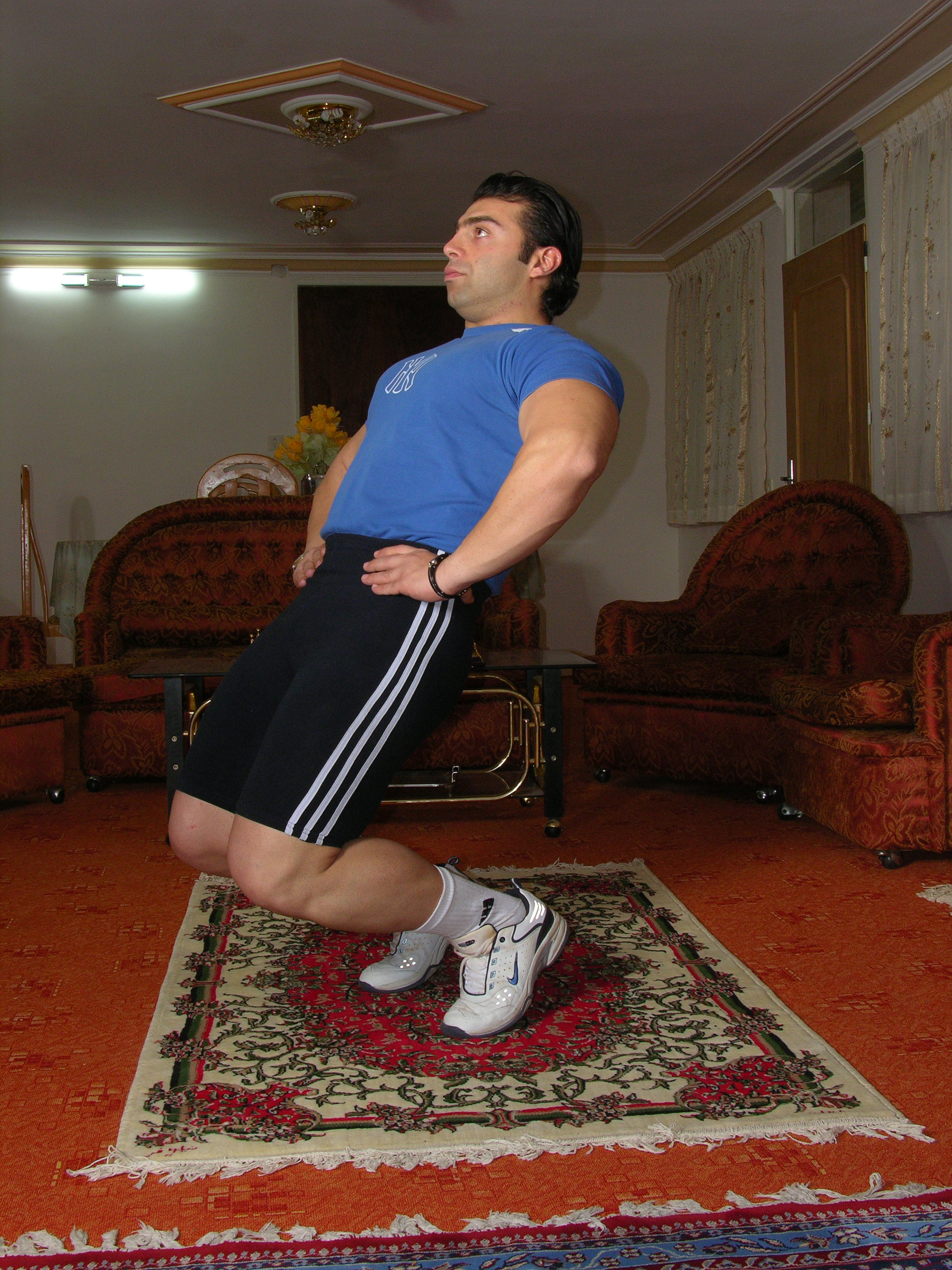

- در صورت ناتوانی در انجام این حرکت می‌توان از یک ستون یا دیوار کمک گرفت.
- تعداد دفعات انجام حرکت را تا زمانی که ست به پایان نرسیده ادامه می‌دهیم.
- نحوه تنفس: بازدم در هنگام بالا رفتن و دم در هنگام پایین آمدن.
- اثر حرکت:

1. قسمت‌های پهن بینابینی و مستقیم رانی از عضله چهار سر
2. سایر قسمت‌های عضله چهار سر
3. عضله خیاطه
4. عضله شانه ای
5. عضلات ساق پا

##### بالا بردن پاها در حالت نشسته
- روی لبه یک صندلی نشسته و کناره‌های آن را با دست می‌گیریم.
- مانند شکل با حفظ تعادل پاها را به‌طور متناوب بالا می‌آوریم.

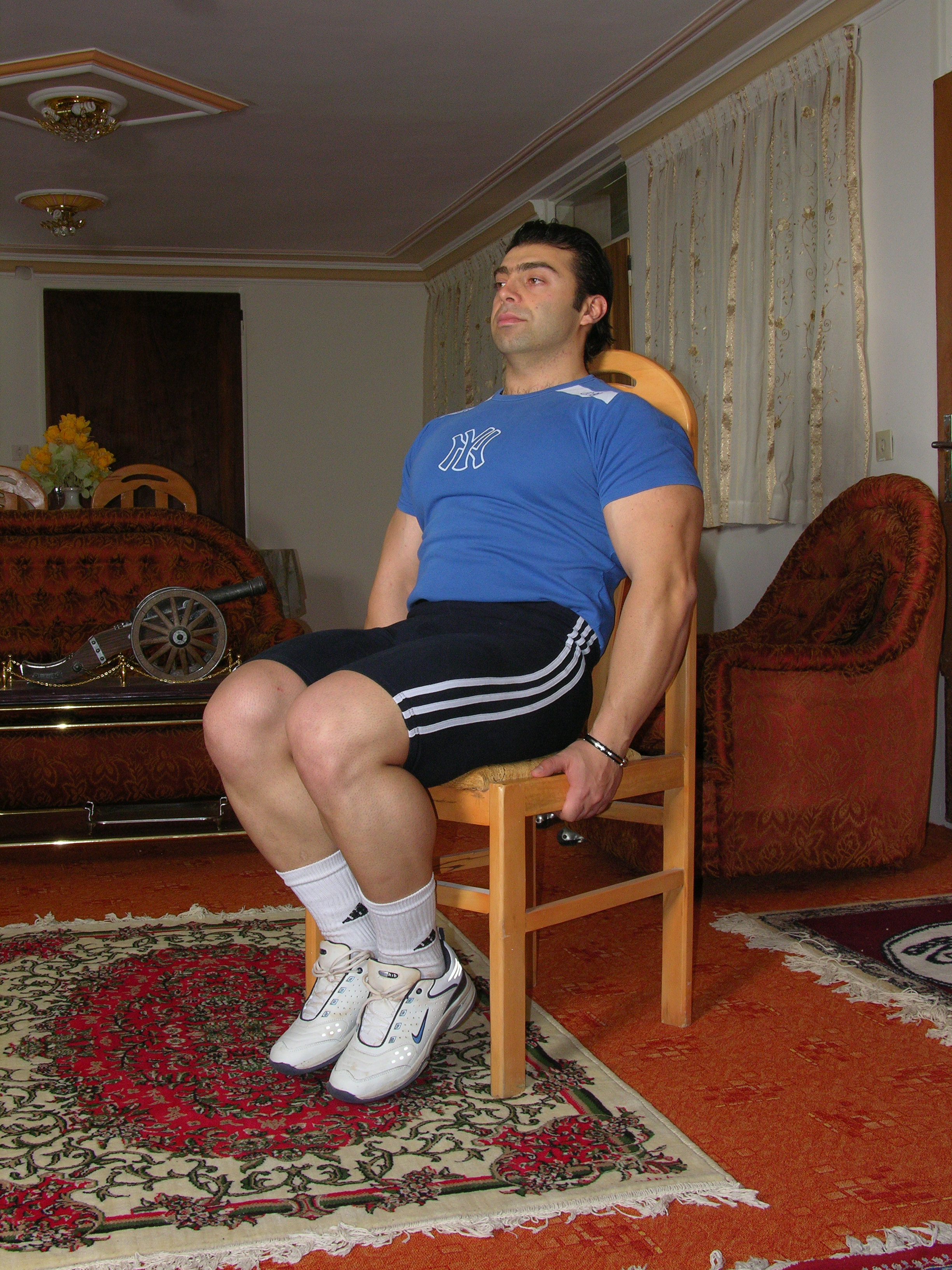
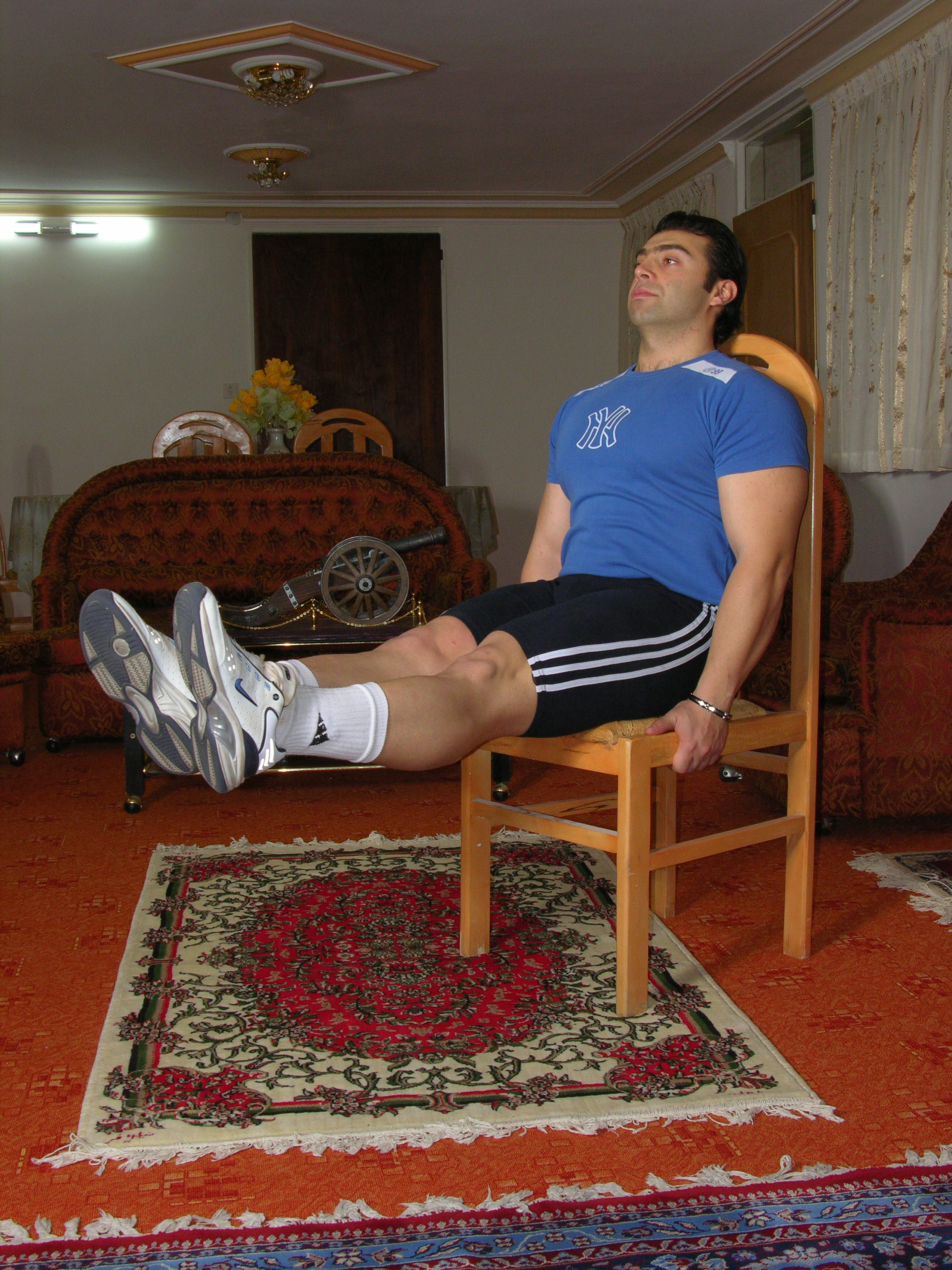

- تعداد دفعات انجام حرکت را تا زمانی که ست به پایان نرسیده ادامه می‌دهیم.
- نحوه تنفس: بازدم در هنگام بالا آوردن و دم در هنگام پایین آوردن.
- اثر حرکت:

1. عضله چهار سر
2. عضلات پایین ناحیه شکم

#### حرکات کلیستنیکس پرورش‌دهنده عضلات داخل پا

##### داک اسکوات
- پاها را بیش از عرض شانه‌ها باز کرده و سرپنجه‌های پا را به سمت خارج قرار می‌دهیم.
- با رعایت این که کمر مان راست است به آرامی پایین می‌رویم، روند پایین رفتن را تا زمانی که مفصل زانو زاویه نود درجه پیدا نکرده‌است ادامه می‌دهیم.
- هنگامی که حرکت در مفصل زانو به زاویه نود درجه رسید. حرکت به سمت بالا را تا زمانی که کاملاً نایستاده‌ایم ادامه می‌دهیم.

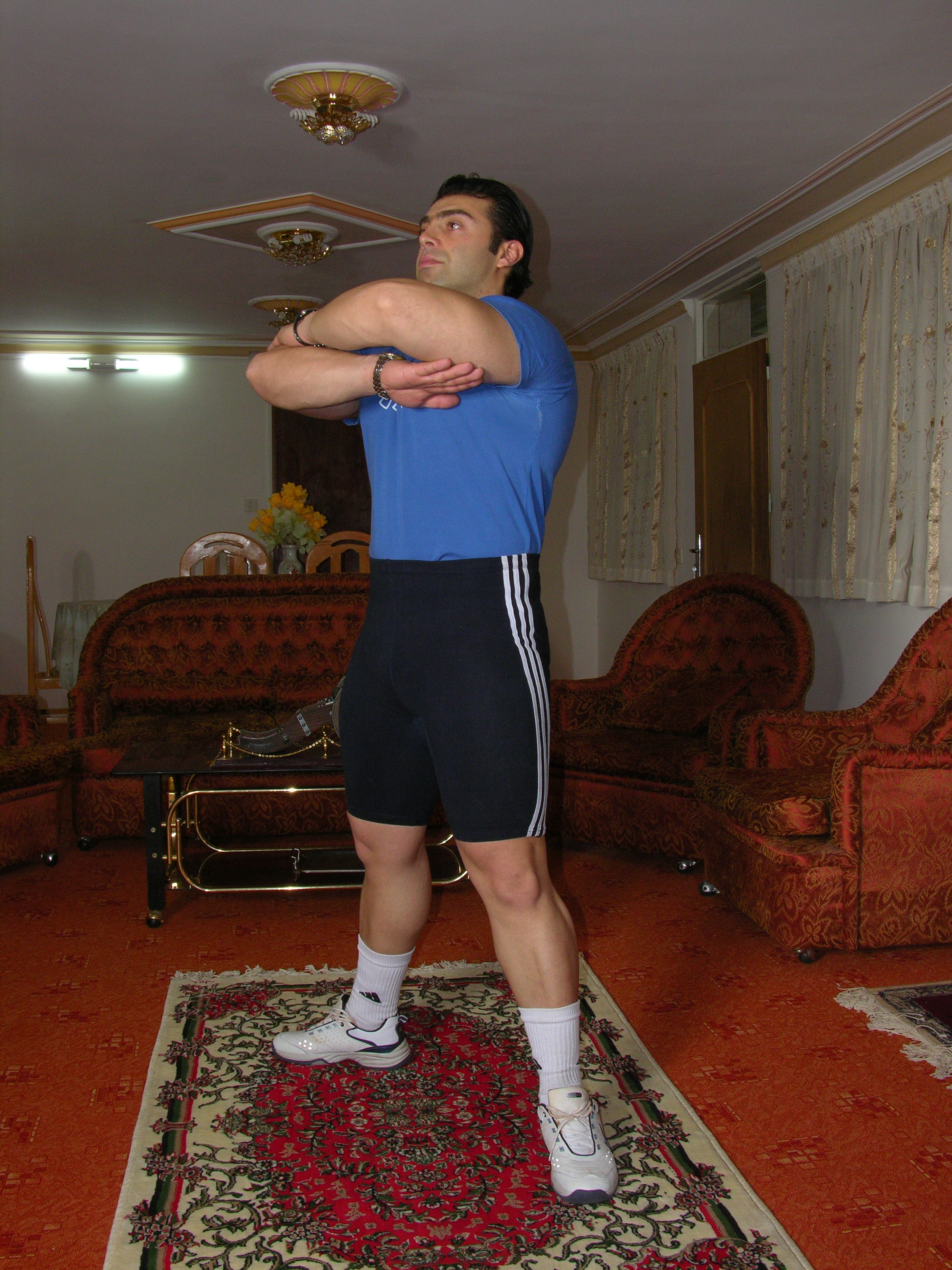
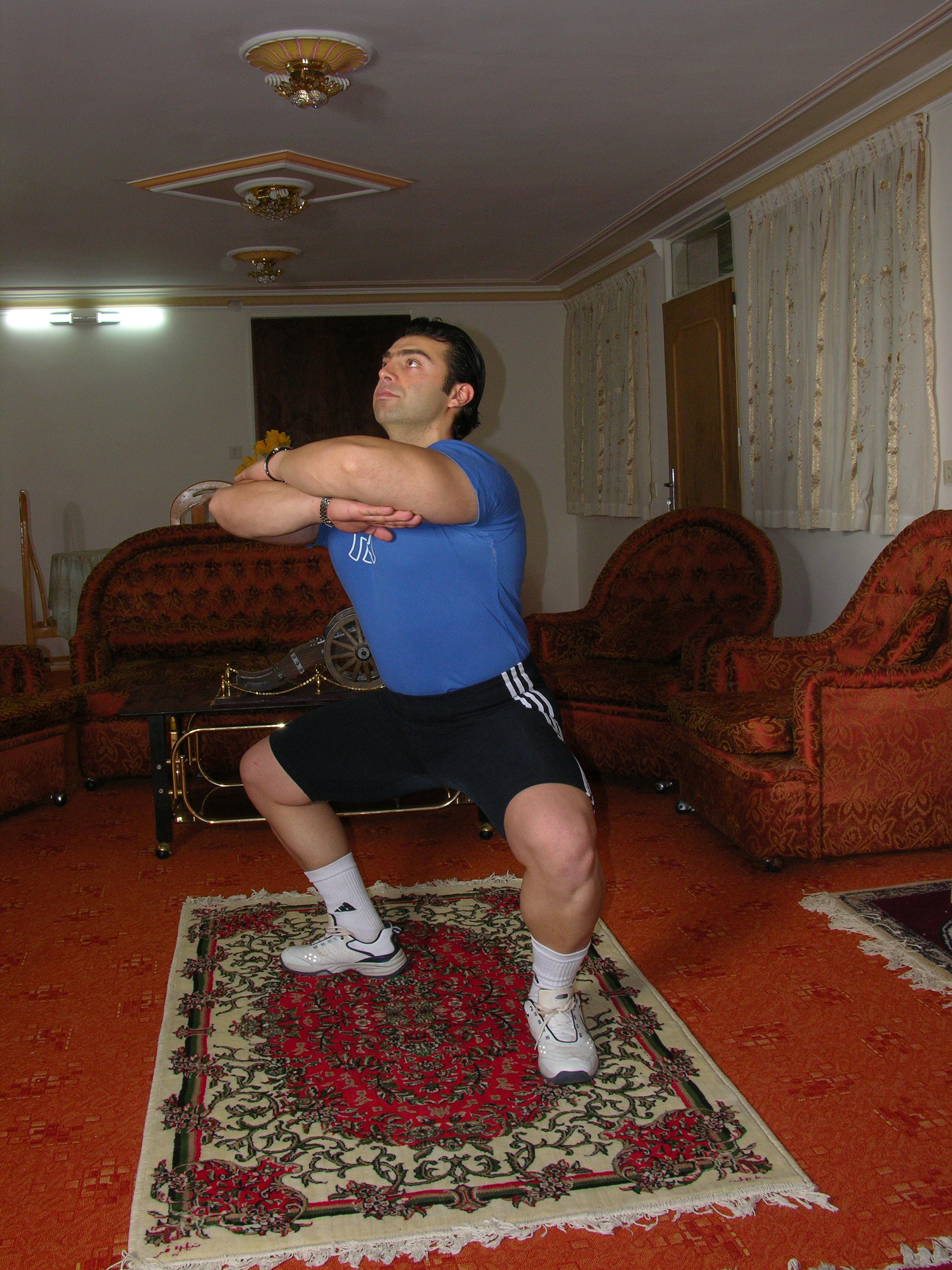

- تعداد دفعات انجام حرکت را تا زمانی که ست به پایان نرسیده ادامه می‌دهیم.
- نحوه تنفس: بازدم در هنگام بالا رفتن و دم در هنگام پایین آمدن.
- اثر حرکت:

1. عضله خیاطه
2. عضله نواری
3. عضله شانه‌ای
4. عضلات سوئز
5. عضلات نزدیک‌کننده بلند، بزرگ و کوتاه
6. قسمت پهن داخلی از عضله چهار سر
7. سایر قسمت‌های عضله چهار سر
8. عضلات ناحیه سرین
9. عضلات ساق پا

##### گام برداشتن به جلو پا باز
- می‌توان این تمرین را در فضای باز به صورت راه رفتن و در صورت دسترسی نداشتن به چنین فضایی می‌توان این حرکت را به صورت در جا و در منزل انجام داد.
- پای راست را تا آنجا که می‌توانیم به جلو برده و آن را از مفصل زانو خم می‌نماییم، در این حالت مانند شکل پای چپ ما به صورت کشیده در پشت سرمان قرار دارد.
- با کمک دست‌ها و زمین کشش را بر کشاله‌های ران به حد اکثر می‌رسانیم

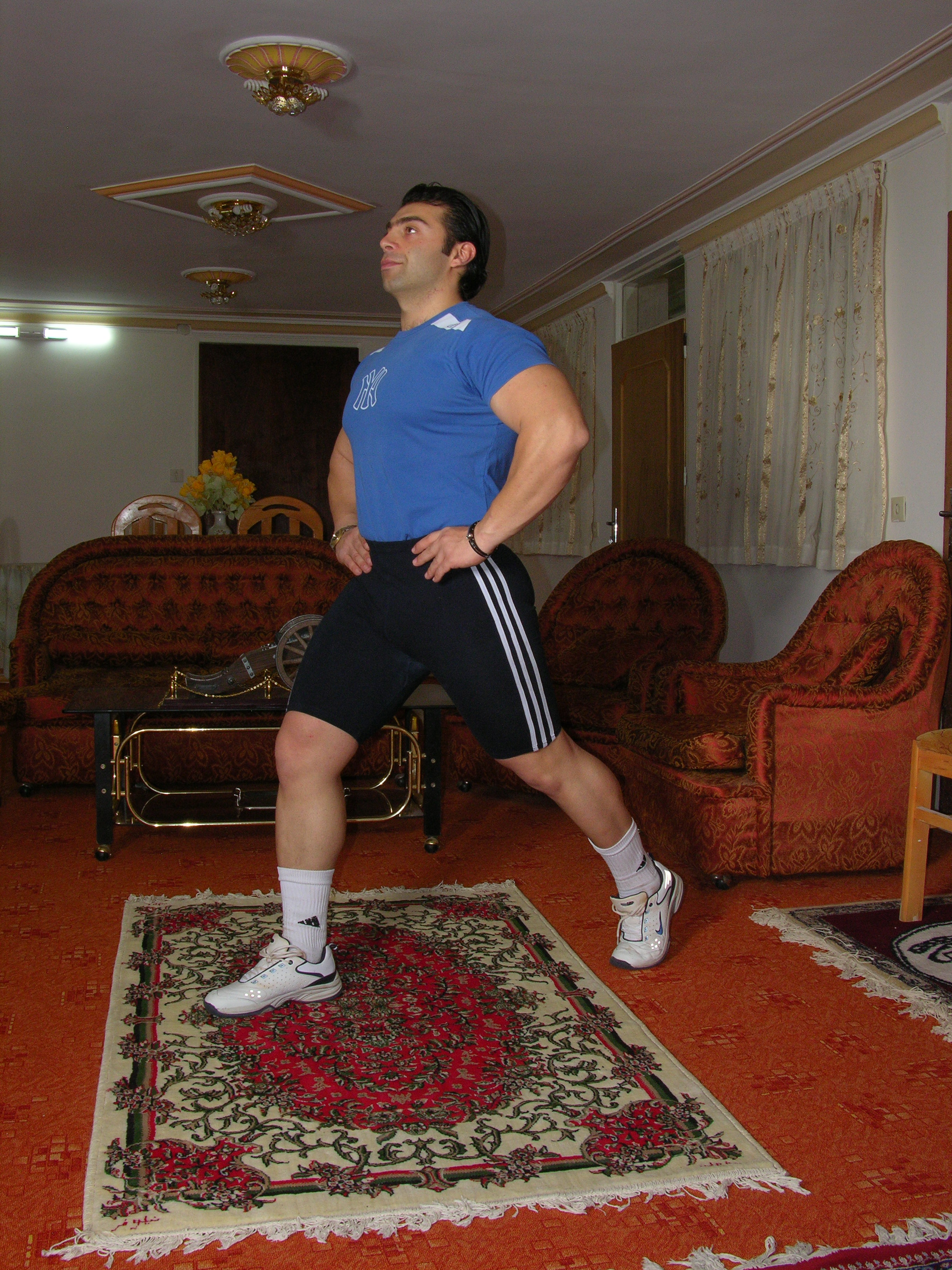
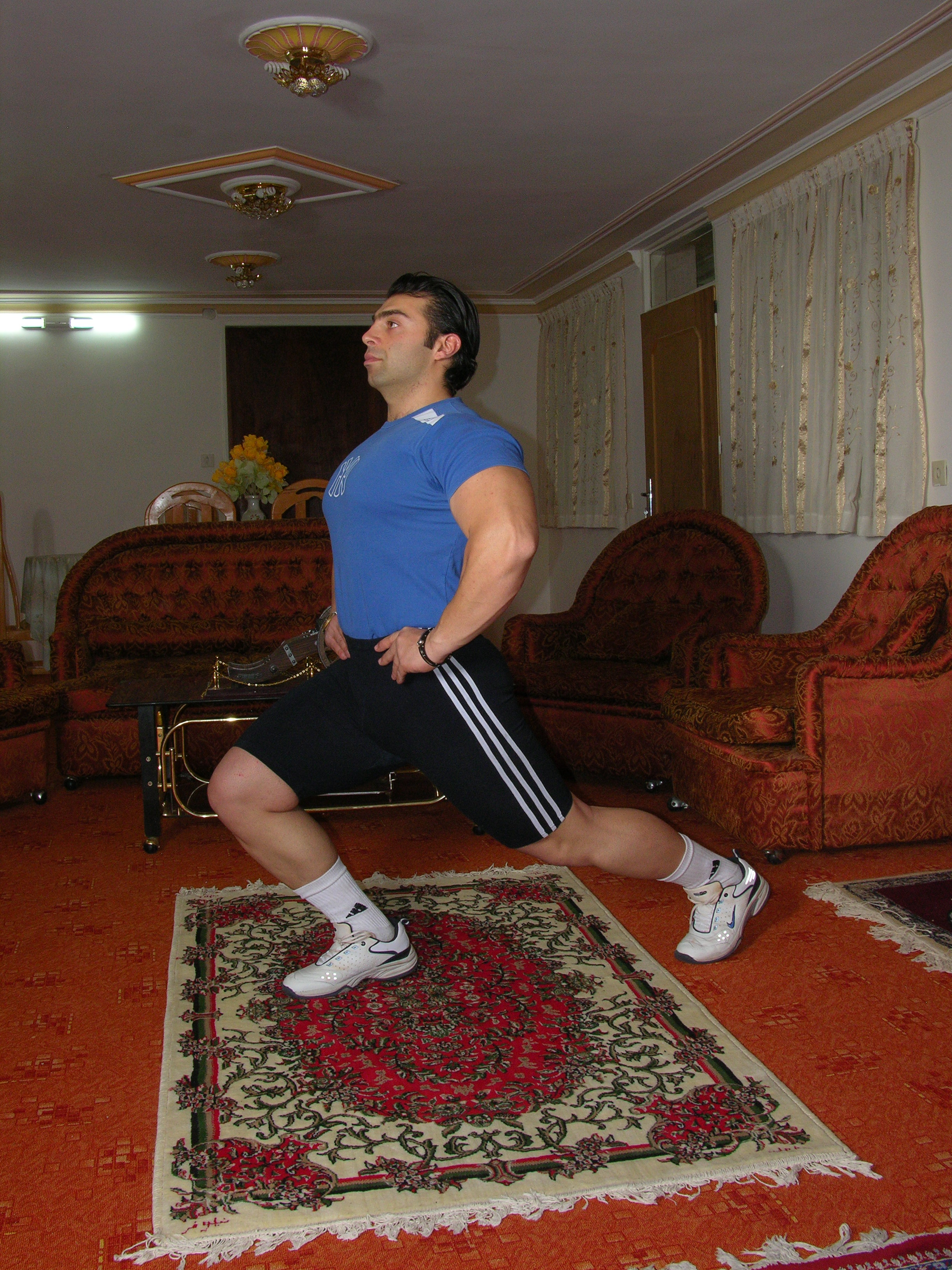

- برای برداشتن گام بعدی آماده شده و می‌ایستیم، سپس آنچه را در مورد پای راست انجام دادیم برای پای چپ به اجرا می‌گذاریم.
- نحوه تنفس: بازدم در هنگامی که بر روی پا ایجاد کشش می‌نماییم و نیز در زمانی که می‌ایستیم و دم در هنگامی برای به جلو رفتن و گام بعدی آماده می‌شویم.
- اثر حرکت:

1. عضله خیاطه
2. عضله نواری
3. عضله شانه ای
4. عضلات سوئز
5. عضلات نزدیک‌کننده بلند، بزرگ و کوتاه
6. قسمت پهن خارجی از عضله چهار سر
7. سایر قسمت‌های عضله چهار سر
8. عضلات ناحیه سرین
9. عضلات ساق پا

##### خم شدن متناوب رو به جلو پا باز
- پاها را بیش از عرض شانه‌ها باز کرده و سرپنجه‌های پا را به سمت خارج قرار می‌دهیم.
- با رعایت این نکته که زانوها کمی خم باشند تا جایی که ممکن است به سمت جلو خم می‌شویم.
- سپس به آرامی ایستاده و دوباره خم می‌شویم.

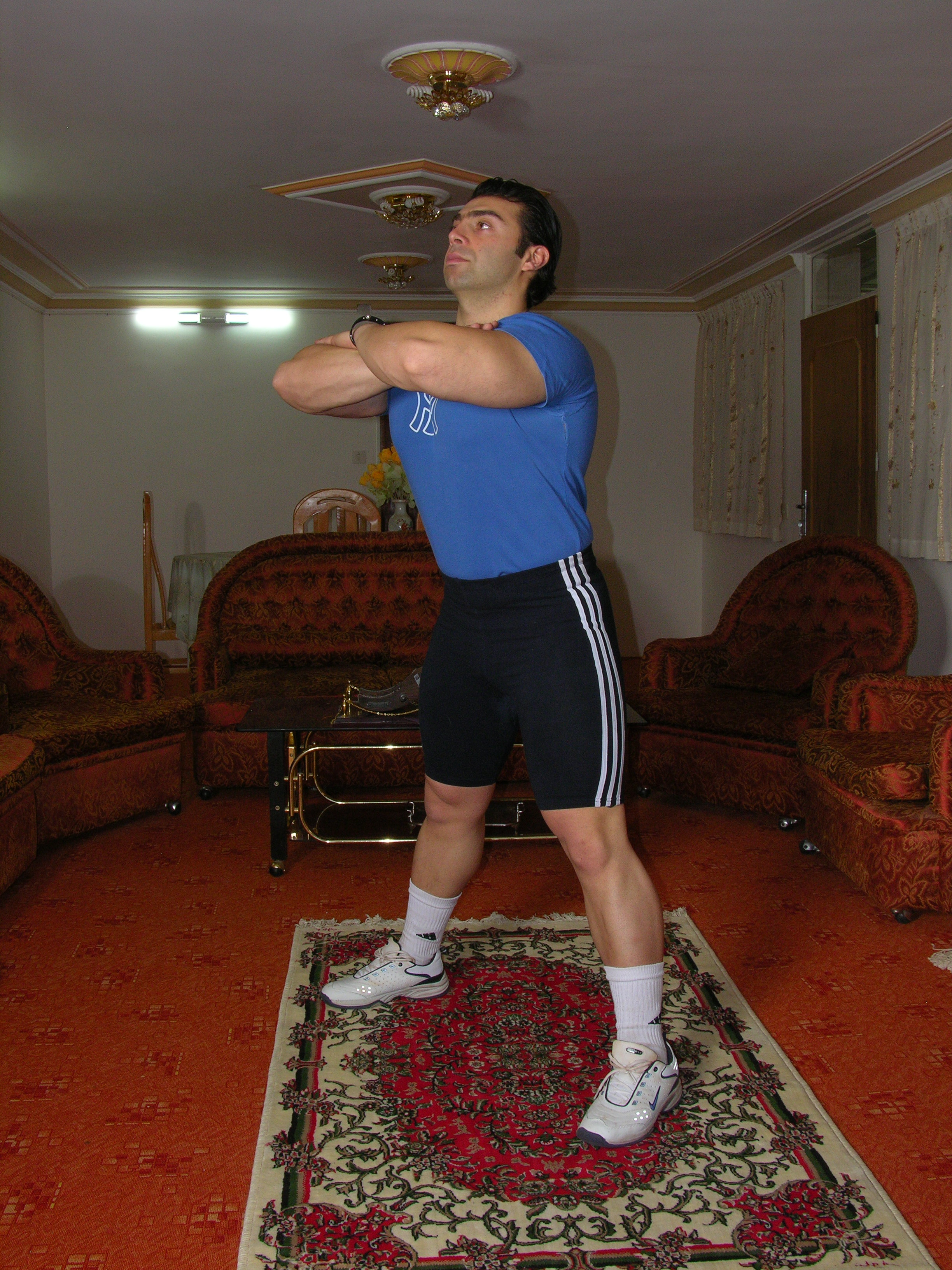
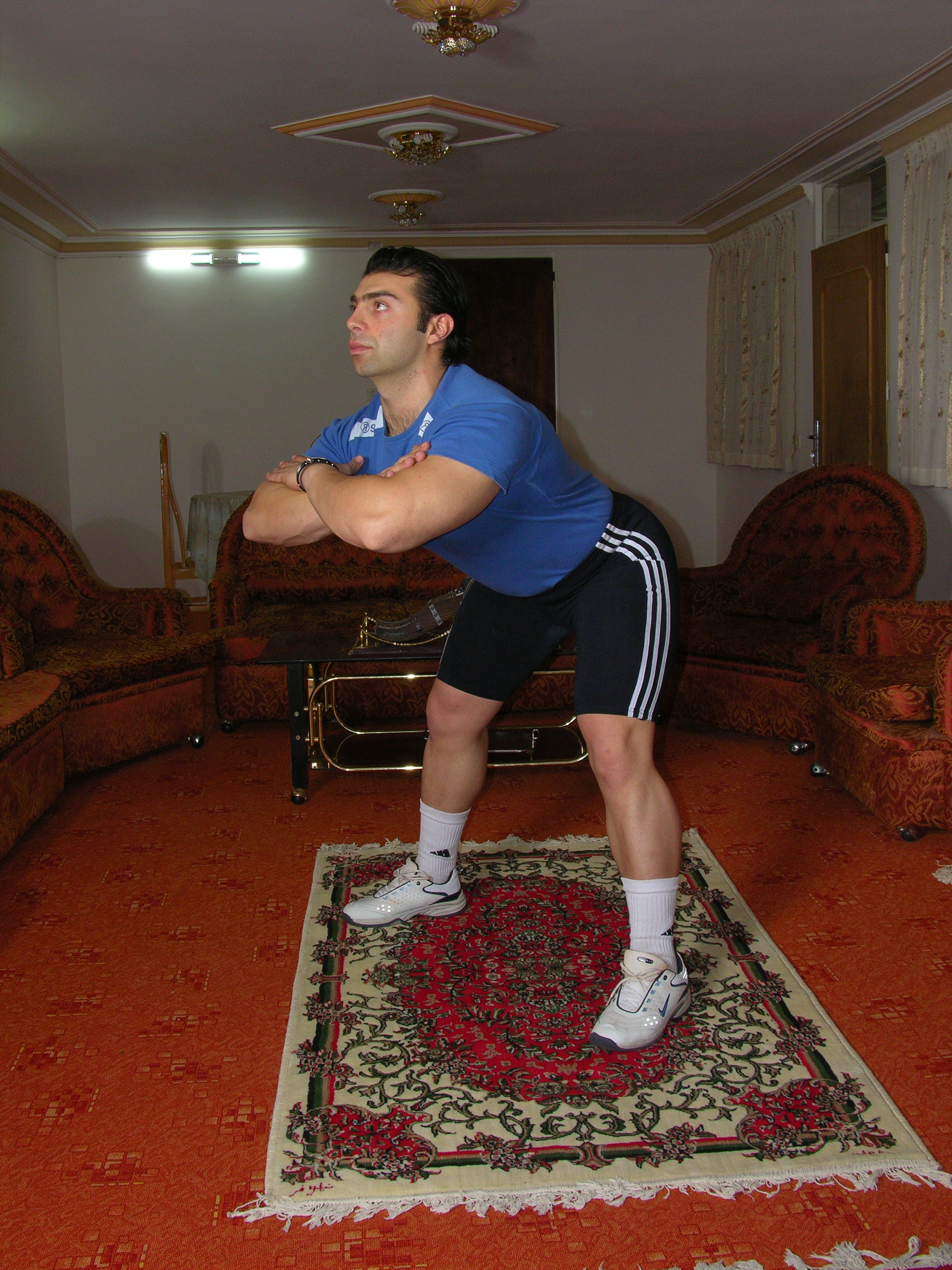

- تعداد دفعات انجام حرکت را تا زمانی که ست به پایان نرسیده ادامه می‌دهیم.
- نحوه تنفس: بازدم در هنگام بالا آمدن و دم در هنگام پایین رفتن.
- اثر حرکت:

1. عضلات راست نگاه دارنده ستون فقرات
2. عضله نواری
3. عضلات نزدیک‌کننده بلند، بزرگ و کوتاه
4. عضلات نیمه غشایی و نیمه تاندونی
5. عضلات ناحیه سرین
6. عضلات ساق پا

#### حرکات کلیستنیکس پرورش‌دهنده عضلات پشت پا

##### پشت پا به کمک حریف تمرینی
- مانند شکل روی زمین یا یک میز به نحوی دراز می‌کشیم که صورت و شکم مان رو به آن باشد.
- پاهای خو درا به سمت باسن جمع می‌نماییم و در این ضمن از حریف تمرینی خود می‌خواهیم تا به کمک یک حوله یا ریسمان یا دست‌هایش به صورت کنترل شده‌ای مانع از جمع کردن پای ما به داخل شود.

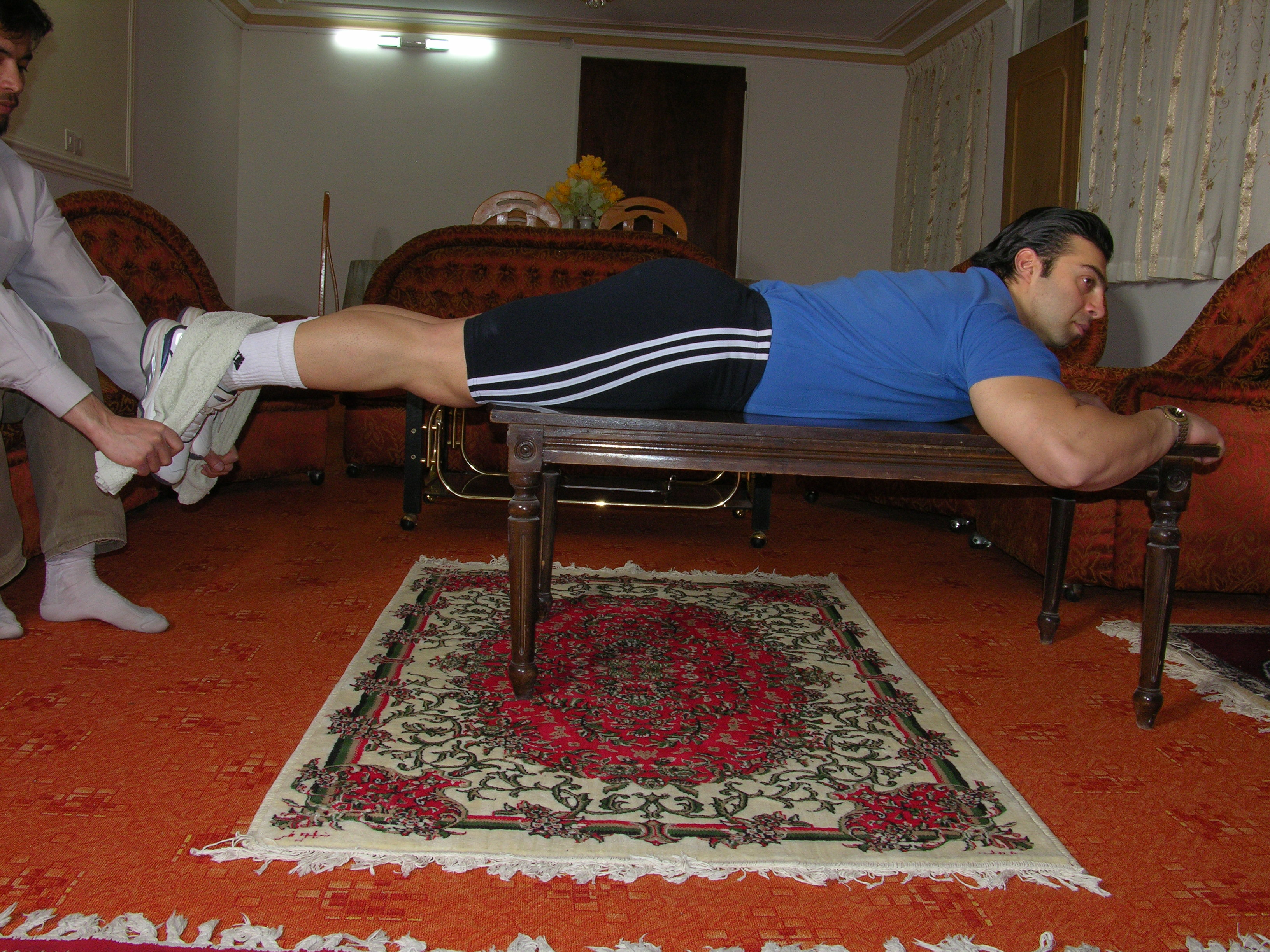
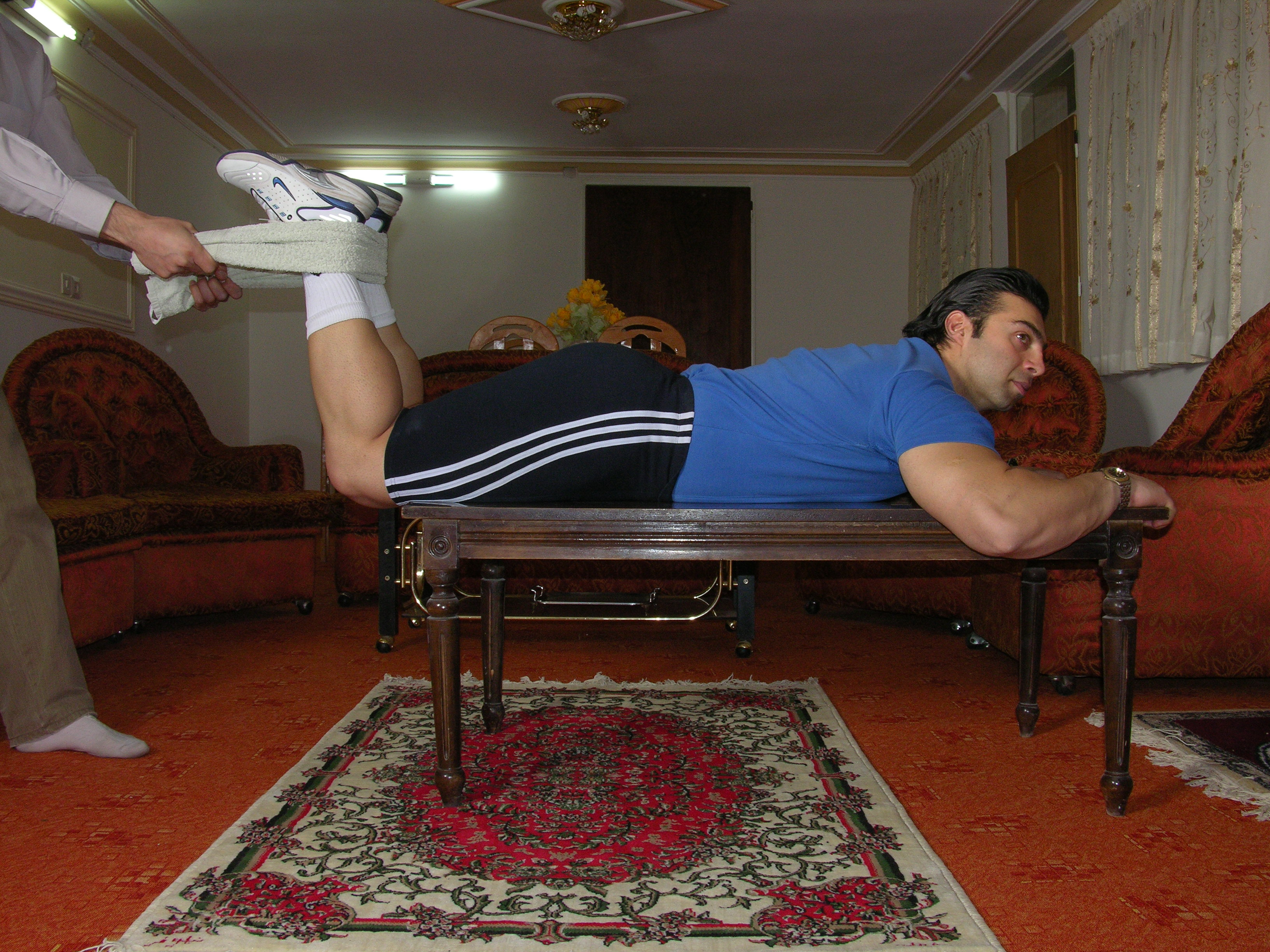

- تعداد دفعات انجام حرکت را تا زمانی که ست به پایان نرسیده ادامه می‌دهیم.
- نحوه تنفس: بازدم در هنگام جمع کردن و دم در هنگام پایین بردن پا.
- اثر حرکت:

1. عضله دوسر پشت ران
2. عضلات نیمه غشایی و نیمه تاندونی
3. عضلات ساق پا

##### خم شدن متناوب رو به جلو پا جمع
- پاها را به اندازه عرض شانه‌ها باز می‌کنیم.
- با رعایت این نکته که زانوها کمی خم باشند تا جایی که ممکن است به سمت جلو خم می‌شویم.
- سپس به آرامی ایستاده و دوباره خم می‌شویم.

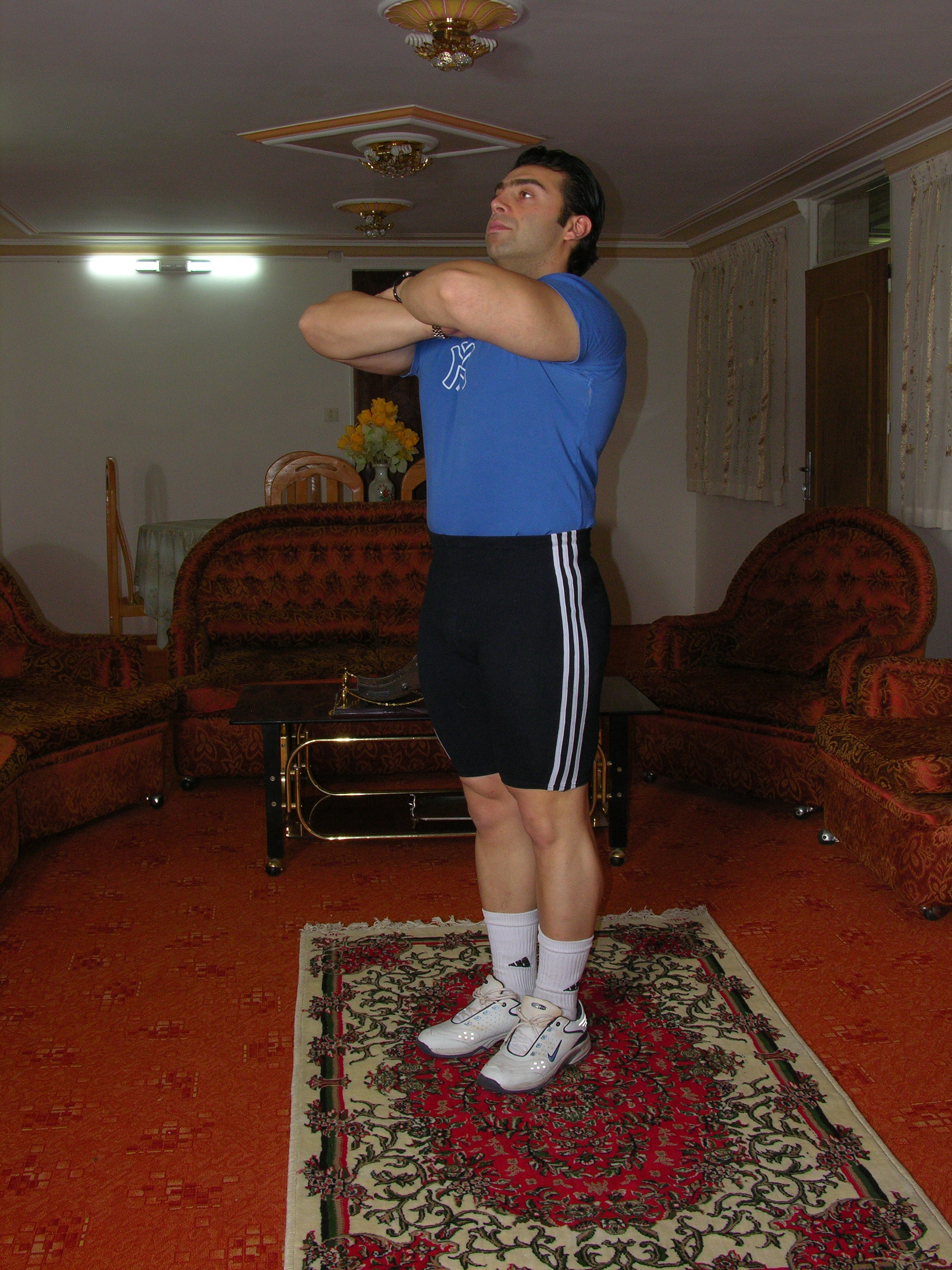
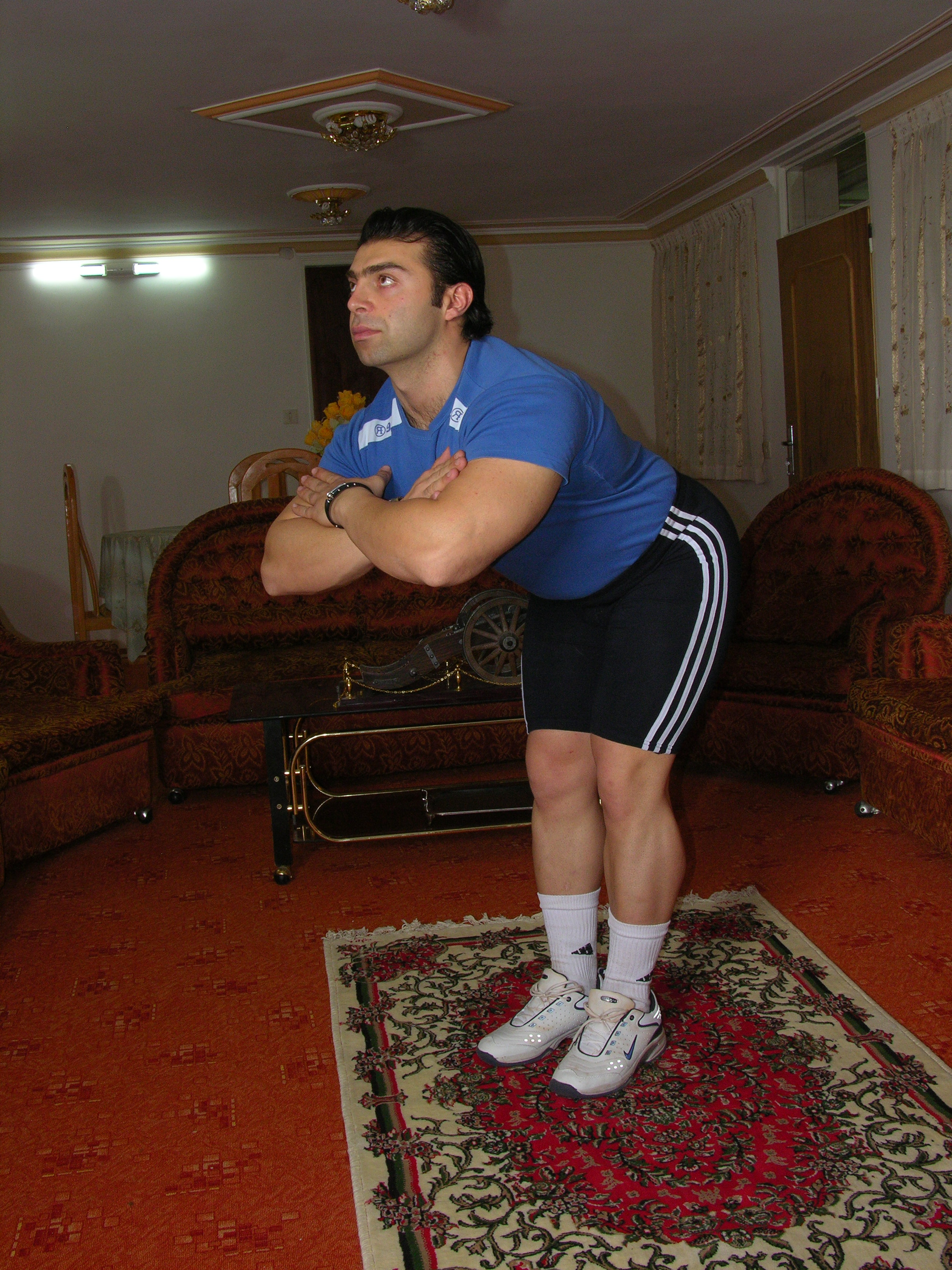

- تعداد دفعات انجام حرکت را تا زمانی که ست به پایان نرسیده ادامه می‌دهیم.
- نحوه تنفس: بازدم در هنگام بالا آمدن و دم در هنگام پایین رفتن.
- اثر حرکت:

1. عضلات راست نگاه دارنده ستون فقرات
2. عضله دوسر ران
3. عضلات نیمه غشایی و نیمه تاندونی
4. عضلات ناحیه پشت (ذوزنقه‌ای و پهن پشتی) و عضلات ناحیه شانه و ساعد.
5. عضلات ساق پا
6. عضلات ناحیه سرین

#### حرکات کلیستنیکس پرورش‌دهنده عضلات ساق پا

##### ساق پا تک ایستاده
- انگشتان یک پا را بر روی یک کتاب قطور، یک آجر، لبه پله، لبه جدول یا یک تخته قرار می‌دهیم.
- بدون خم شدن زانو تا جایی که ممکن است پاشنه پا را به زمین نزدیک می‌نماییم.
- هنگامی که پاشنه پا تا حد نهایی پایین رفت پس از اندکی مکث تا جایی که ممکن است روی پنجه پا می‌ایستیم، پس از اندکی مکث دوباره پایین می‌رویم.

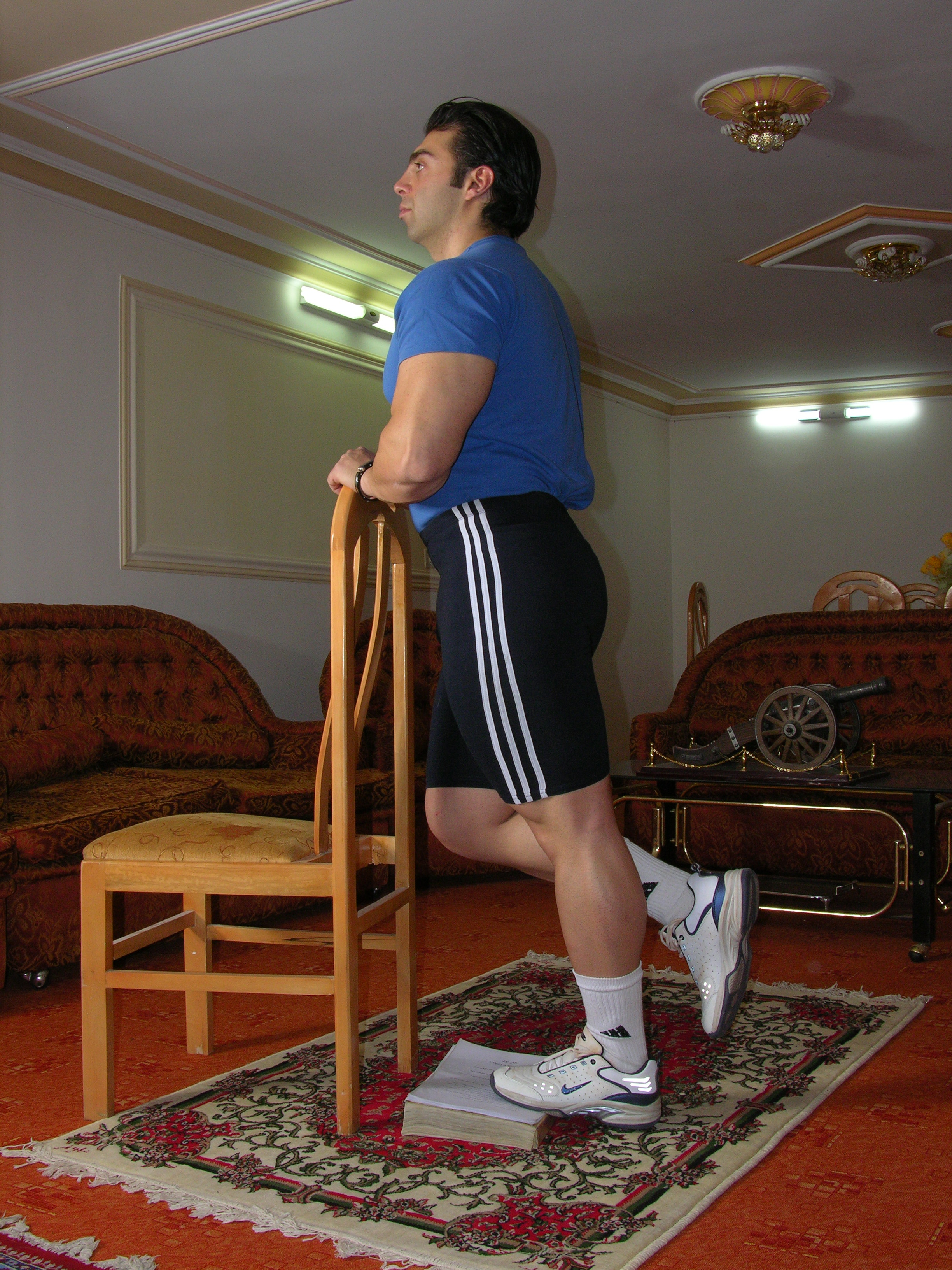
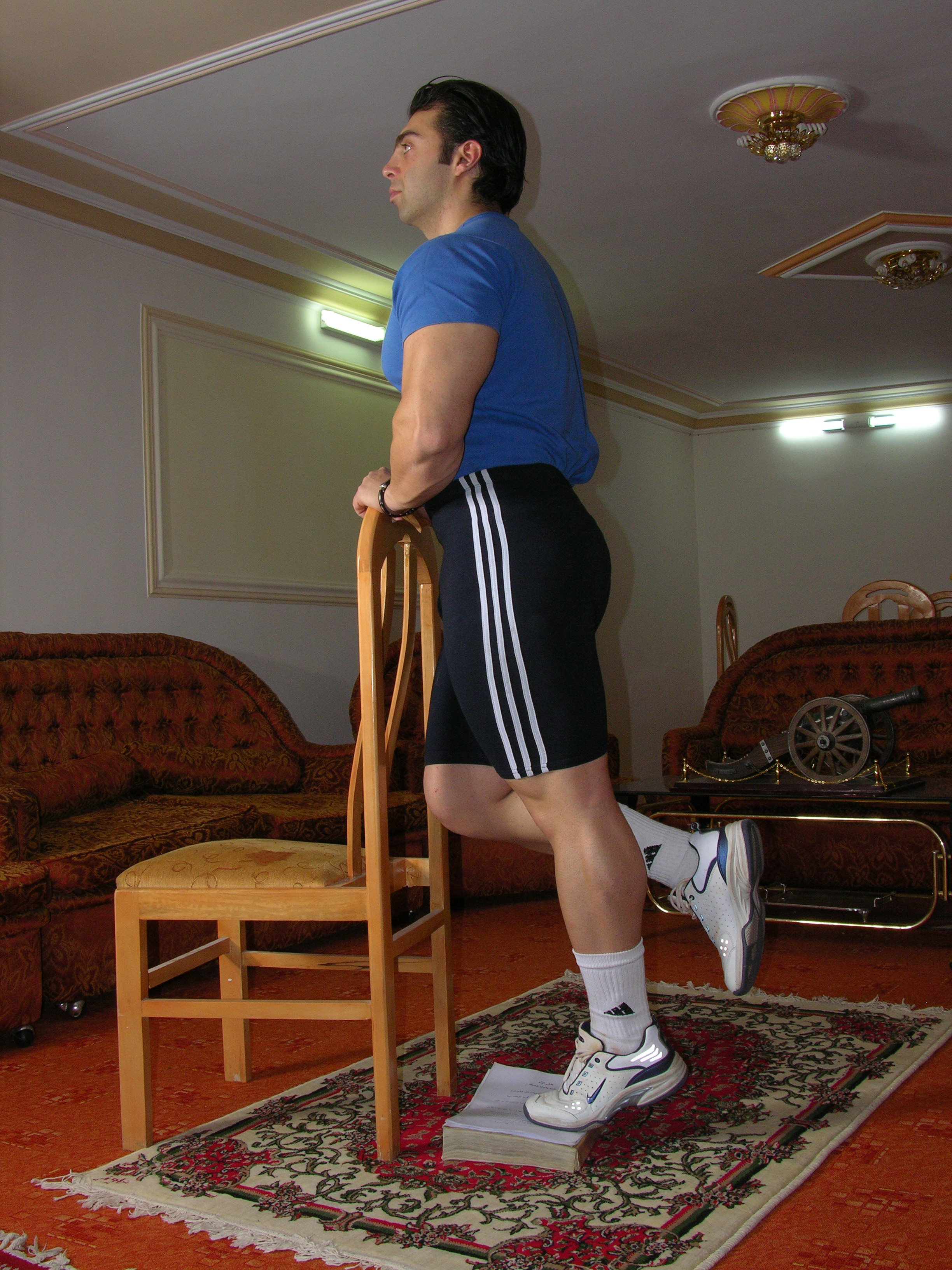

- هنگامی که ست را برای یک پا به انجام رساندیم آن را برای پای دیگر به ترتیبی که در بالا ذکر شد به انجام می‌رسانیم.
- نحوه تنفس: بازدم در هنگام بالا آمدن و دم در هنگام پایین رفتن.
- اثر حرکت:

در صورتی که پنجه پا صاف و مستقیم باشد:

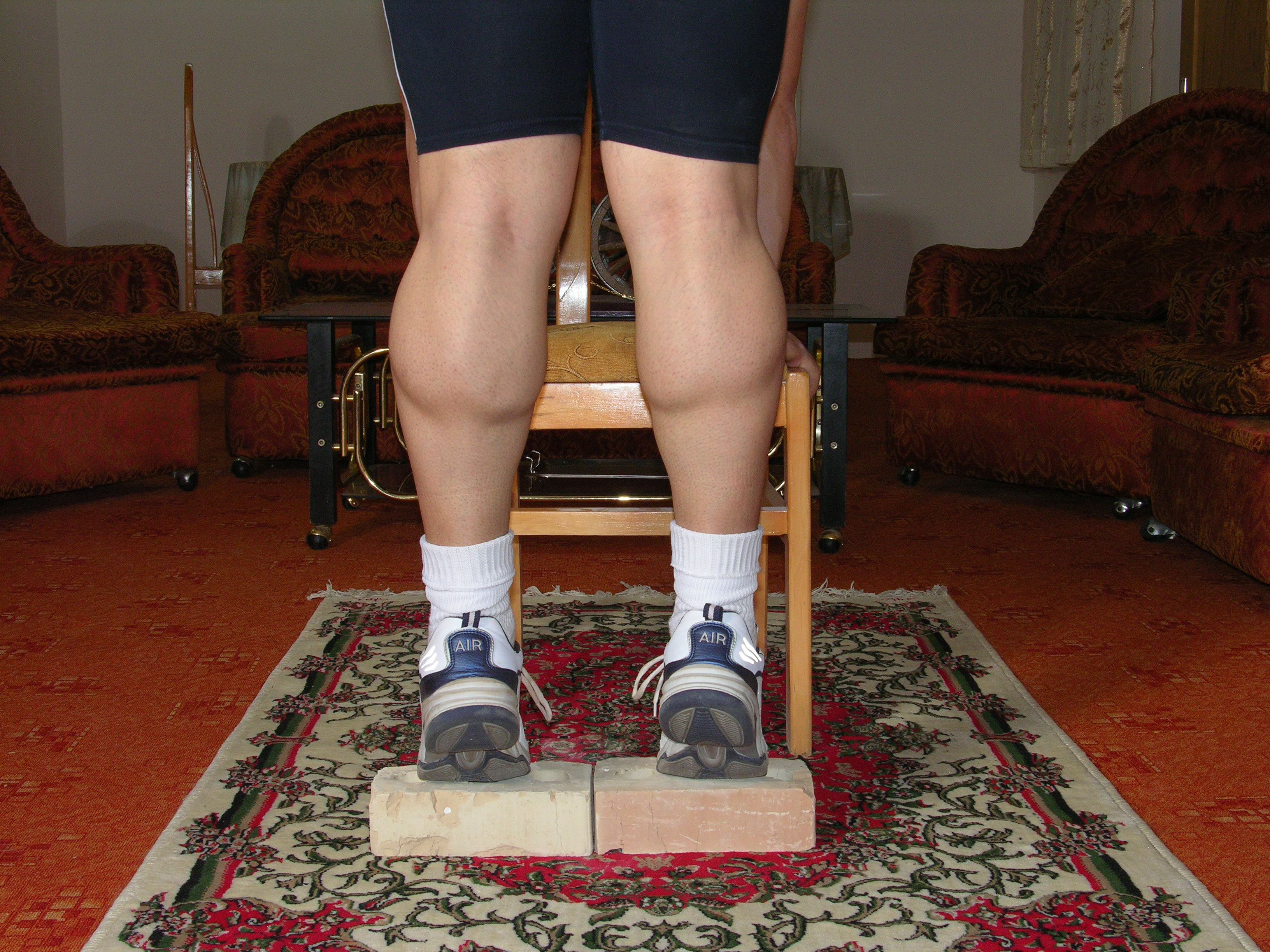

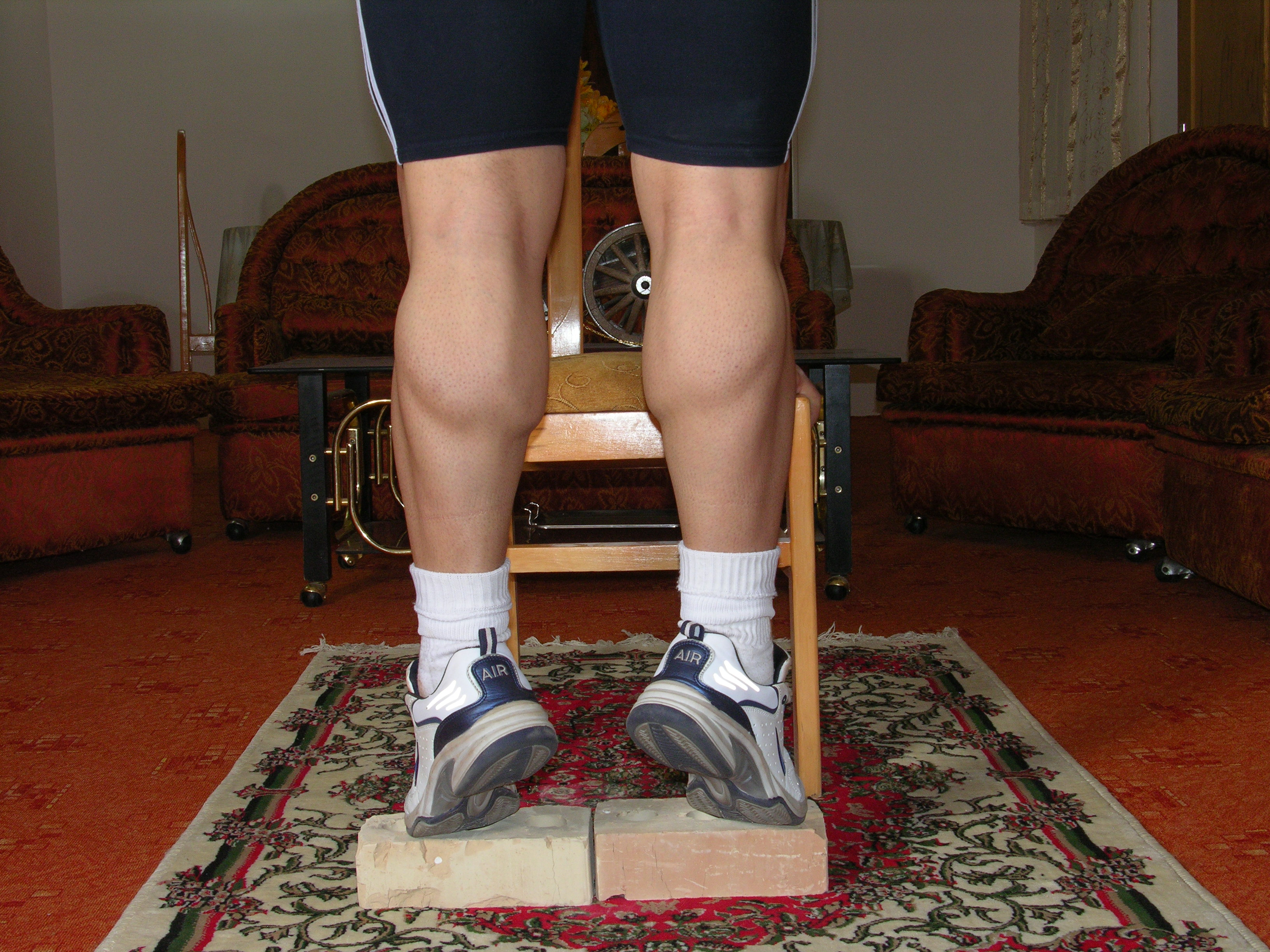

1. تقریباً تمامی قسمت‌های عضله سه سر خلف ساق (با تأثیر بیشتر بر روی نواحی داخلی قسمت گاستروکنمیوس عضله سه سر خلف ساق)
2. عضلات نازک نئی دراز
3. عضله ساقی قدامی
4. سایر عضلات ساق

در صورتی که پنجه پا رو به خارج باشد (طرفین):
1. نواحی داخلی قسمت گاستروکنمیوس عضله سه سر خلف ساق
2. سایر قسمت‌های عضله سه سر خلف ساق
3. عضلات نازک نئی دراز
4. عضله ساقی قدامی
5. سایر عضلات ساق

در صورتی که پنجه پا رو به داخل باشد:

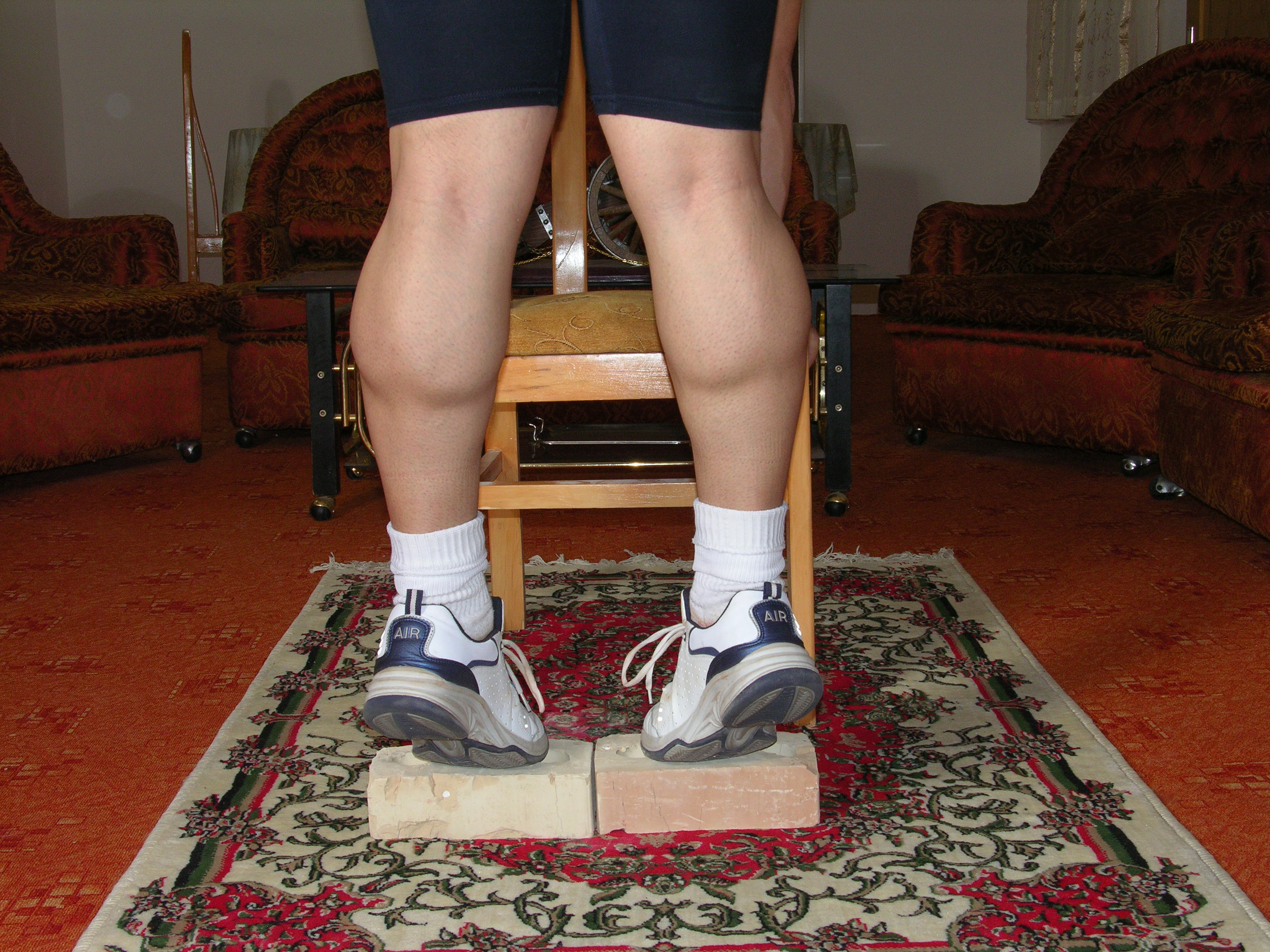

1. نواحی خارجی قسمت گاستروکنمیوس عضله سه سر خلف ساق
2. عضلات نازک نئی دراز
3. سایر قسمت‌های عضله سه سر خلف ساق
4. عضله ساقی قدامی
5. سایر عضلات ساق

##### ساق پا دانکی
- مانند شکل محل مناسبی برای انجام این تمرین انتخاب کرده رو به جلو خم شده و پاهایمان را به نحوی مستقر می‌سازیم که پاشنه‌ها آزاد باشند سپس از حریف تمرینی خود می‌خواهیم بر روی پشتمان رفته و بنشیند.
- تا جایی که می‌توانیم رو پنجه پا بلند می‌شویم.
- پس از اندکی مکث به آرامی اجازه می‌دهیم تا حد امکان پایین آمده و پس از اندکی مکث دوباره روی پنجه پا بلند می‌شویم.

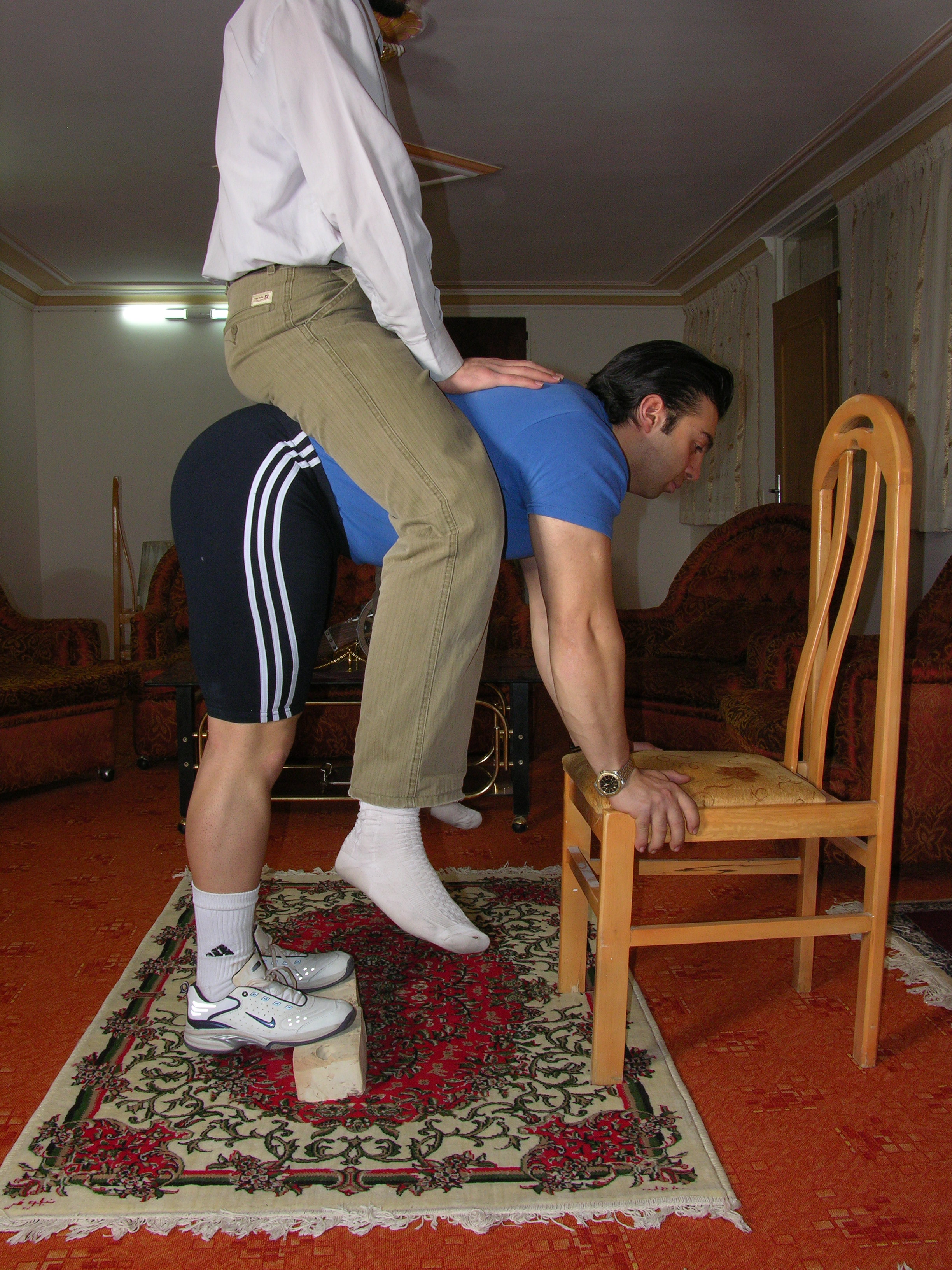
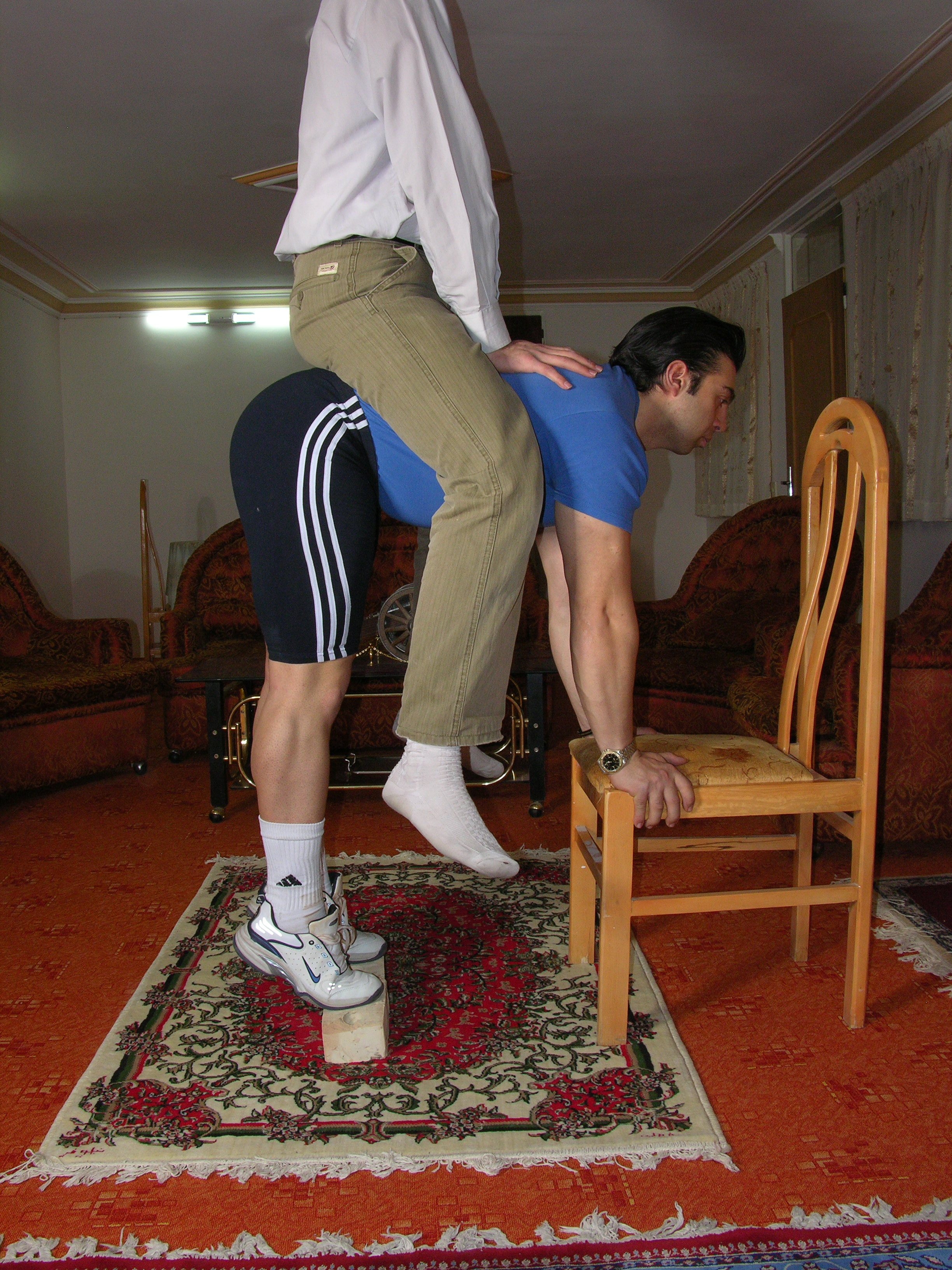

- نکته مهم در انجام این حرکت ثابت بودن ران‌ها و مفصل زانو می‌باشد.
- تعداد دفعات انجام حرکت را تا زمانی که ست به پایان نرسیده ادامه می‌دهیم.
- نحوه تنفس: بازدم در هنگام بالا رفتن و دم در هنگام پایین آمدن.
- اثر حرکت:

این حرکت باعث کشیده پرورش یافتن عضلات خلف ساق می‌گردد و نیز در صورتی که پنجه پا صاف و مستقیم باشد:

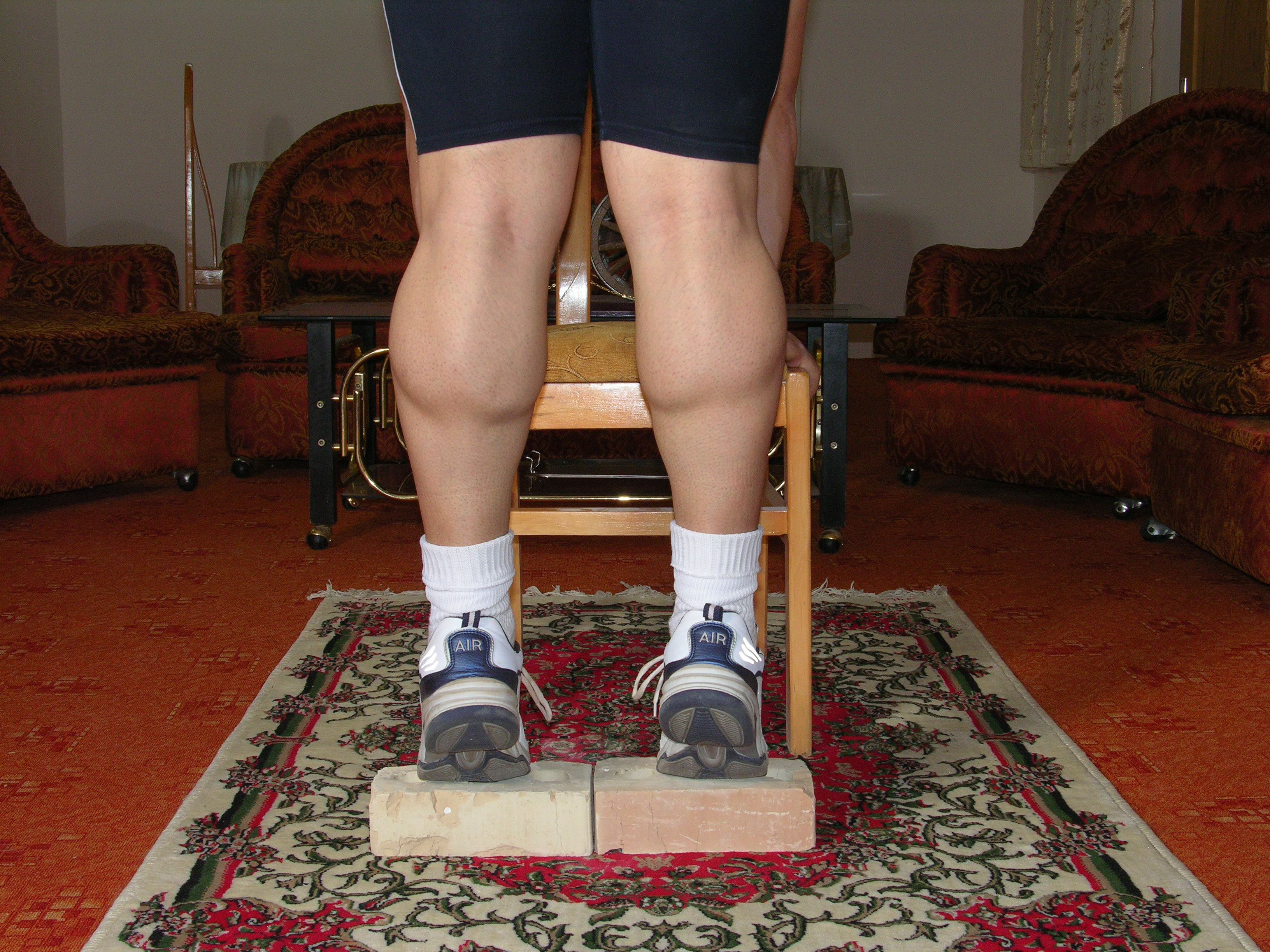

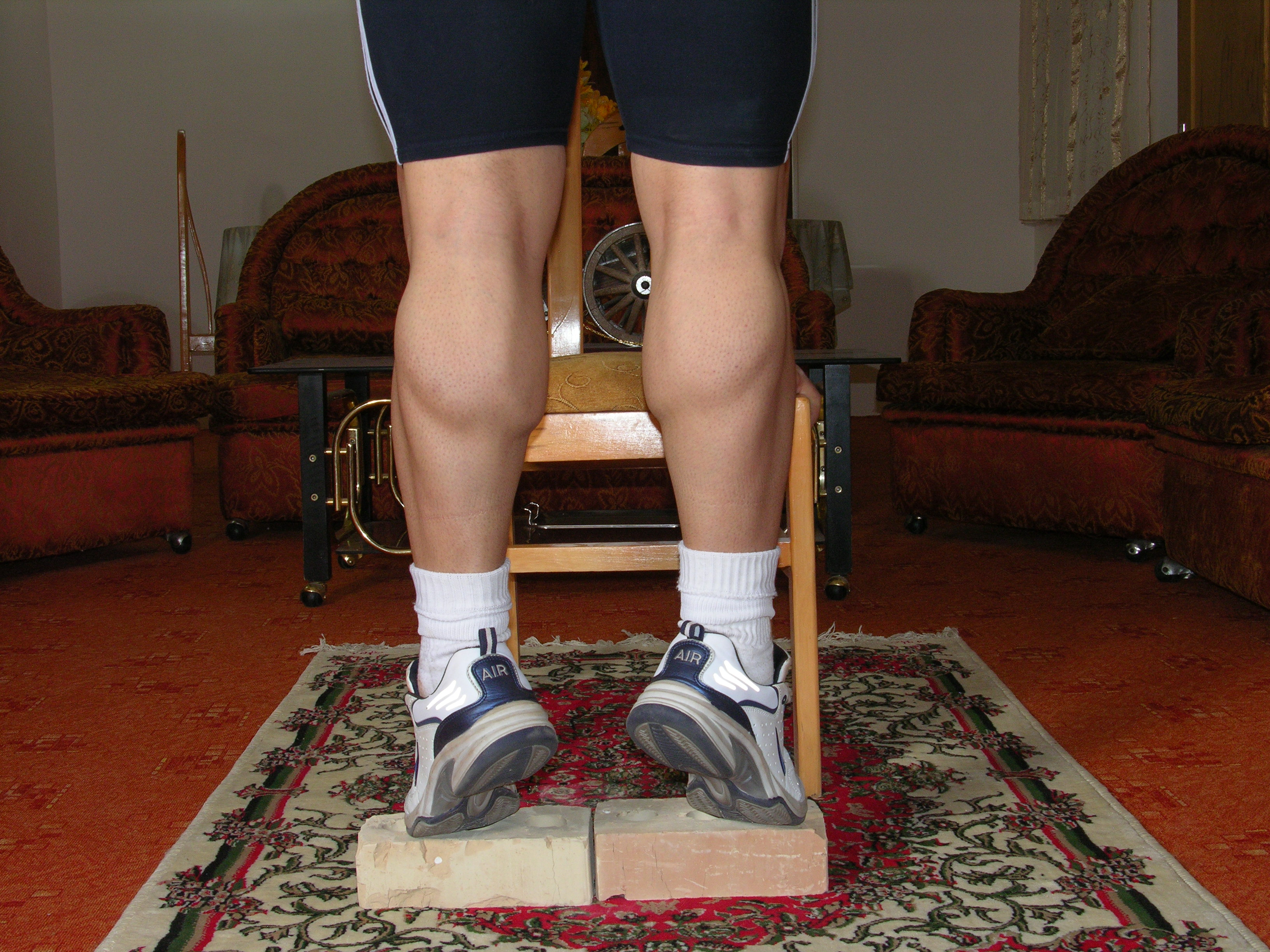

1. تقریباً تمامی قسمت‌های عضله سه سر خلف ساق (با تأثیر بیشتر بر روی نواحی داخلی قسمت گاستروکنمیوس عضله سه سر خلف ساق)
2. عضلات نازک نئی دراز
3. عضله ساقی قدامی
4. سایر عضلات ساق

در صورتی که پنجه پا رو به خارج باشد (طرفین):
1. نواحی داخلی قسمت گاستروکنمیوس عضله سه سر خلف ساق
2. سایر قسمت‌های عضله سه سر خلف ساق
3. عضلات نازک نئی دراز
4. عضله ساقی قدامی
5. سایر عضلات ساق

در صورتی که پنجه پا رو به داخل باشد:

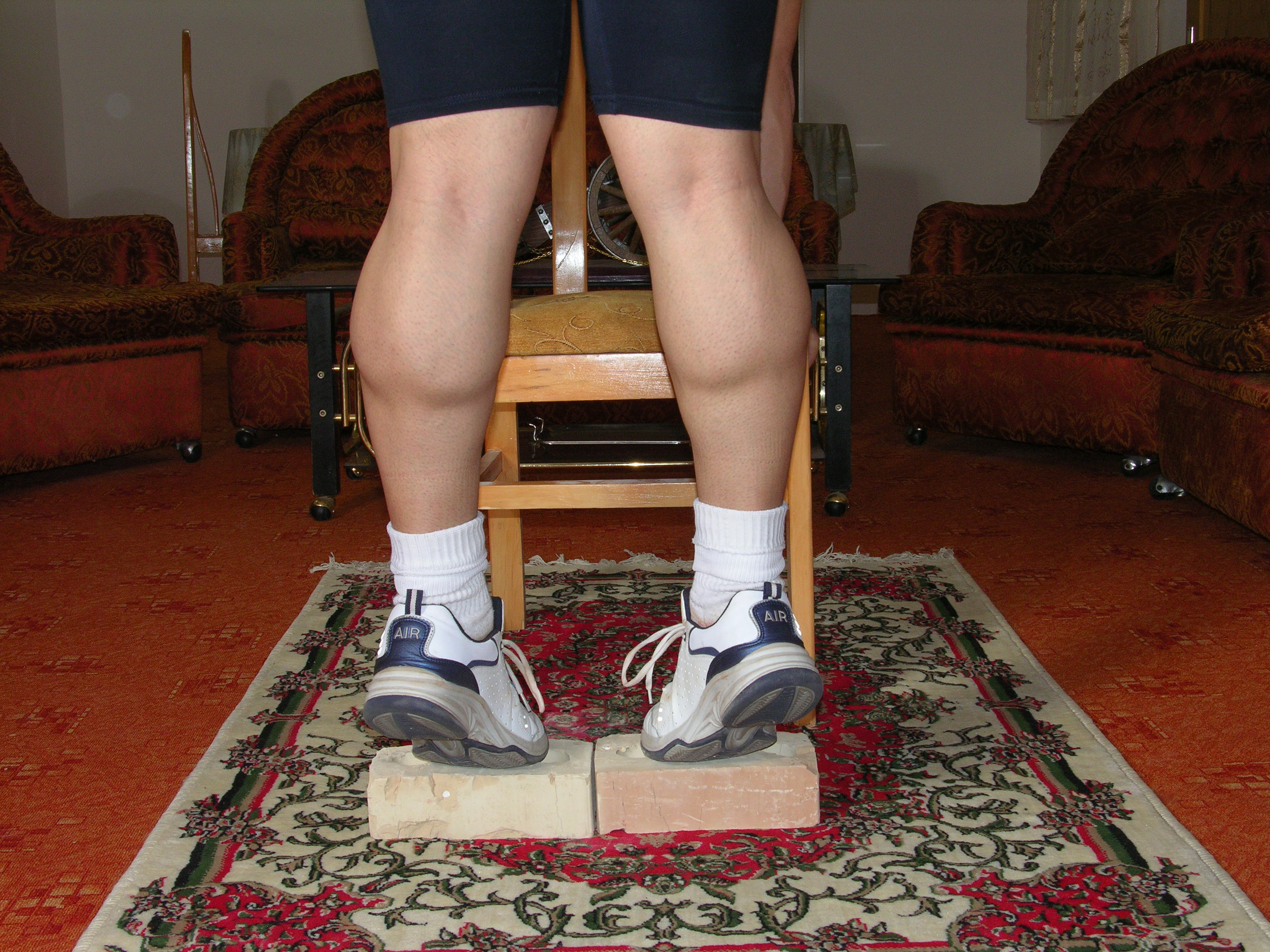

1. نواحی خارجی قسمت گاستروکنمیوس عضله سه سر خلف ساق
2. عضلات نازک نئی دراز
3. سایر قسمت‌های عضله سه سر خلف ساق
4. عضله ساقی قدامی
5. سایر عضلات ساق[۱]